# Liste der Biografien/Fel
Liste der Biografien |
Portal Biografien |
Personensuche
# |
A |
B |
C |
D |
E |
F |
G |
H |
I |
J |
K |
L |
M |
N |
O |
P |
Q |
R |
S |
T |
U |
V |
W |
X |
Y |
Z |
?
 
Fa |
Fe |
Ff |
Fh |
Fi |
Fj |
Fk |
Fl |
Fm |
Fn |
Fo |
Fr |
Ft |
Fu |
Fy
 
Fea |
Feb |
Fec |
Fed |
Fee |
Fef |
Feg |
Feh |
Fei |
Fej |
Fek |
Fel |
Fem |
Fen |
Feo |
Fer |
Fes |
Fet |
Feu |
Fev |
Few |
Fey |
Fez
Die Liste der Biografien führt alle Personen auf, die in der deutschsprachigen Wikipedia einen Artikel haben. Dieses ist eine Teilliste mit 1057 Einträgen von Personen, deren Namen mit den Buchstaben „Fel“ beginnt.

## Fel
- Fel, Marie (1713–1794), französische Opernsängerin (Sopran)

### Fela
- Fela, Lalrin (* 1990), indischer Fußballspieler
- Fela-Durotoye, Tara (* 1977), nigerianische Unternehmerin und Rechtsanwältin
- Felat, Rojda (* 1980), syrisch-kurdische Kommandeurin

### Felb
- Felba, Dragomir (1921–2006), jugoslawischer bzw. serbischer Schauspieler
- Felber, Alfred (1886–1967), Schweizer Ruderer
- Felber, Andrea (* 1981), österreichische Skirennläuferin
- Felber, Andreas (* 1969), österreichischer Sportkommentator und -moderator
- Felber, Andreas (* 1971), österreichischer Jazzkritiker und Rundfunkmoderator
- Felber, Andreas (* 1983), Schweizer Dirigent und Sänger
- Felber, Anette (* 1947), deutsche Schauspielerin
- Felber, Anneliese (* 1957), österreichische Kirchenhistorikerin
- Felber, Carl (1880–1932), schweizerisch-deutscher Maler und Radierer
- Felber, Christian (* 1972), österreichischer politischer Aktivist und AutorChristian Felber (* 1972)

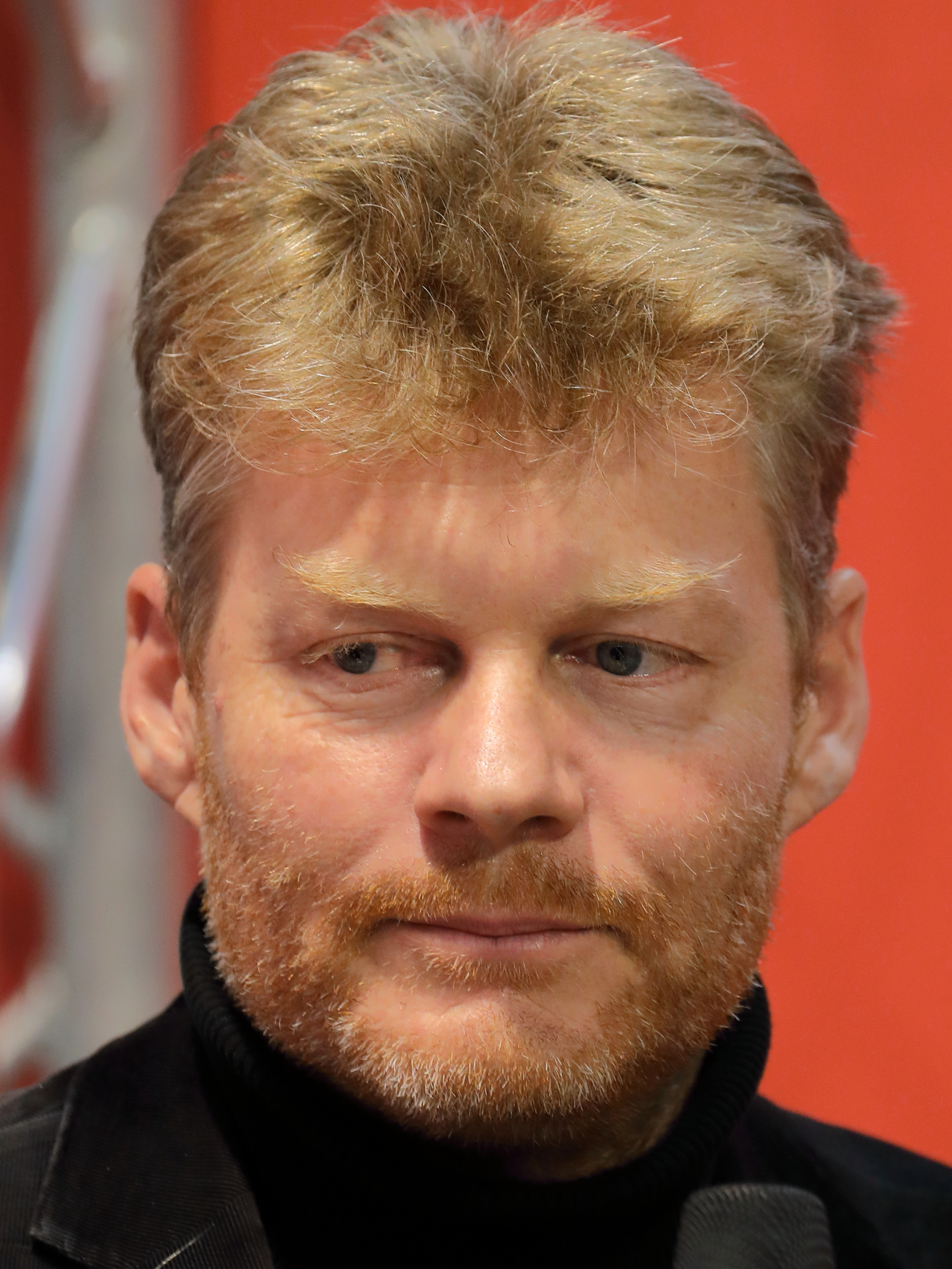
Christian Felber (* 1972)

- Felber, Dani (* 1972), Schweizer Jazzmusiker
- Felber, Elias (* 1999), österreichischer Fußballspieler
- Felber, Erwin (1934–2015), österreichischer Offizier, General
- Felber, Ewald (* 1947), österreichischer Musikpädagoge und Komponist
- Felber, Georg (1804–1861), Schweizer Politiker
- Felber, Hans-Gustav (1889–1962), deutscher General der Infanterie im Zweiten Weltkrieg
- Felber, Heinz (* 1956), österreichischer Musikproduzent und DJ
- Felber, Helmut (1925–2005), österreichischer Terminologe
- Felber, Horst (1929–2008), deutscher Generalmajor im Ministerium für Staatssicherheit (MfS) der DDR
- Felber, Konrad (* 1953), deutscher Politiker (FDP), MdV, MdB
- Felber, Larissa (* 2005), deutsche Kinderdarstellerin und Sängerin
- Felber, Laura (* 2001), Schweizer Fussballspielerin
- Felber, Markus (* 1951), Schweizer Jurist und Journalist, Bundesgerichtskorrespondent der Neuen Zürcher Zeitung
- Felber, Peter Jakob (1805–1872), Schweizer Mediziner, Journalist und Politiker
- Felber, Ralf (1954–2019), deutscher Kommunalpolitiker und Oberbürgermeister der Stadt Ansbach
- Felber, René (1933–2020), Schweizer PolitikerRené Felber (1933–2020)

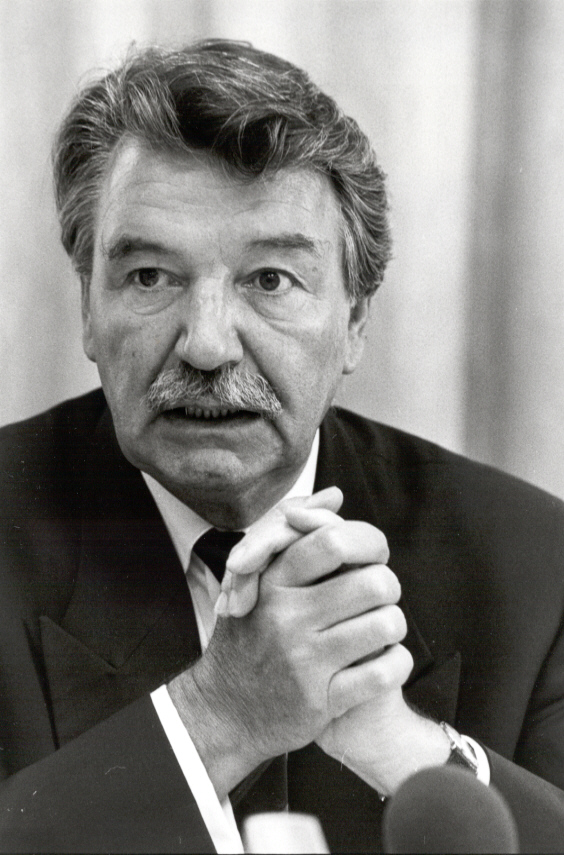
René Felber (1933–2020)

- Felber, Roland (1935–2001), deutscher Sinologe
- Felber, Simone (* 1992), Schweizer Mezzosopranistin und Jodlerin
- Felber, Stefan (* 1967), deutscher evangelischer Pfarrer und Alttestamentler
- Felber, Theodor (1849–1924), Schweizer Forstwissenschaftler
- Felber, Timo (* 1964), deutscher Literaturwissenschaftler
- Felber, Walter (* 1945), österreichischer Kaffeehaus- und Stadtzeichner
- Felber, Werner (* 1944), deutscher Psychiater
- Felberbaum, Sarah (* 1980), italienische Schauspielerin
- Felbermair, Heinz (* 1956), österreichischer Maler
- Felbermayer, Anny (1924–2014), österreichische Lieder-, Oratorien- und Opernsängerin (lyrischer Sopran)
- Felbermayr, Gabriel (* 1976), österreichischer WirtschaftswissenschaftlerGabriel Felbermayr (* 1976)

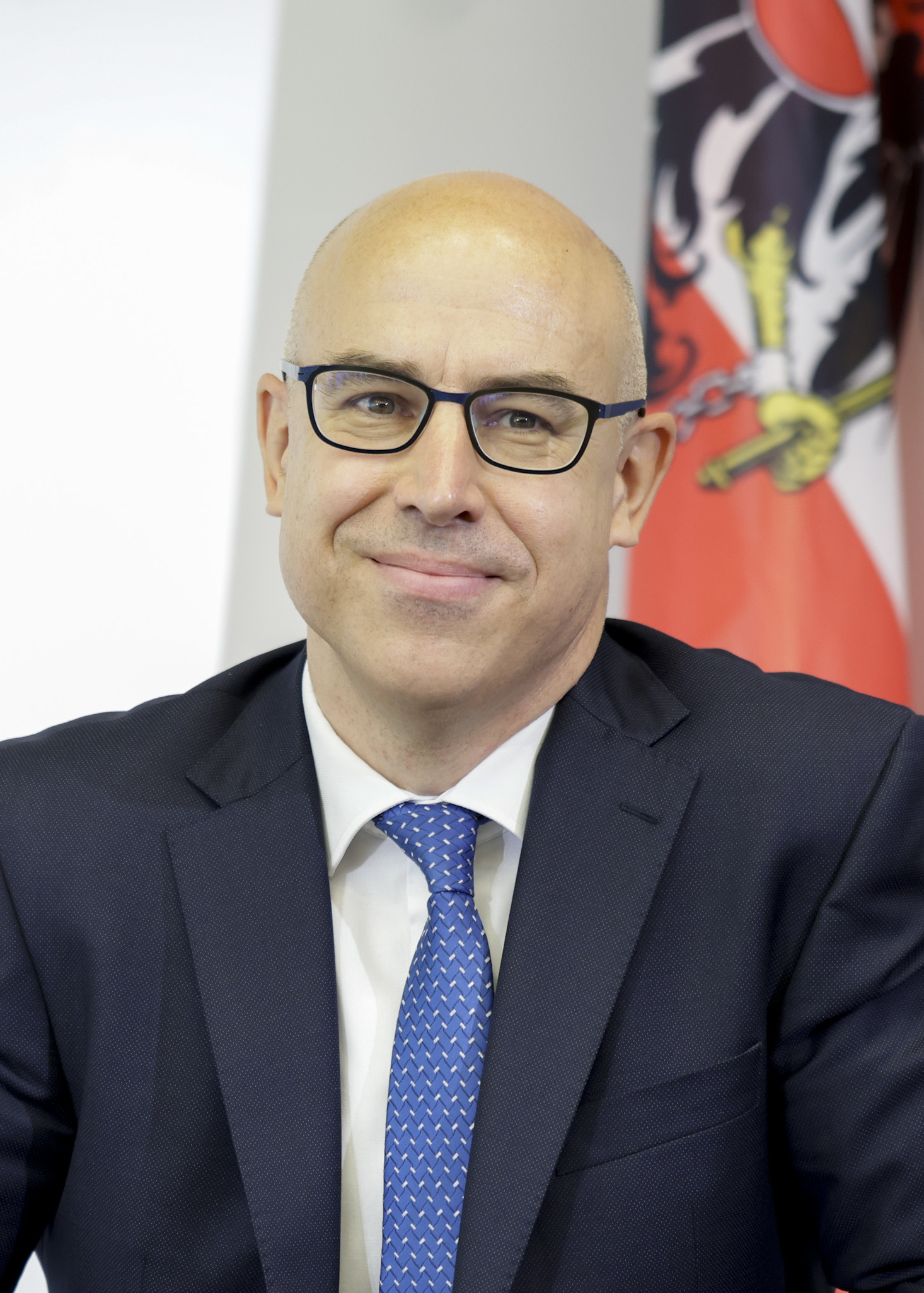
Gabriel Felbermayr (* 1976)

- Felbermayr, Horst junior (* 1970), österreichischer Unternehmer und Autorennfahrer
- Felbermayr, Horst senior (1945–2020), österreichischer Unternehmer und Autorennfahrer
- Felbermayr, Karin (* 1976), deutsche bildende Künstlerin
- Felbermeyer, Johannes (1903–1988), deutscher Fotograf
- Felbert, Peter von (* 1966), deutscher Fotograf
- Felbick, Lutz (* 1954), deutscher Musiker und Musikwissenschaftler
- Felbiger, Johann Ignaz von (1724–1788), Augustiner-Chorherr, Abt des Augustiner-Chorherrenstiftes Sagan im Herzogtum Sagan, Naturforscher und Pädagoge
- Felbinger, Franz von (1844–1906), österreichischer Techniker, Industrieller und Maler
- Felbinger, Günther (* 1962), deutscher Kommunal- und Landespolitiker (Freie Wähler), MdL
- Felbinger-Wlassak, Amalie (1856–1899), österreichische Dialektdichterin
- Felbringer, Franz (1903–1971), österreichischer Landwirt und Politiker (SPÖ)

### Felc
- Felc, Albin (* 1941), jugoslawischer Eishockeyspieler
- Felch, Alpheus (1804–1896), US-amerikanischer Jurist und Politiker
- Felchlin, Maria (1899–1987), Schweizer Ärztin und die erste praktizierende Ärztin des Kantons Solothurn sowie eine Vorkämpferin für das Frauenstimmrecht
- Felchner, Kuno (1902–1984), deutscher Schriftsteller
- Felcht, Utz-Hellmuth (1947–2023), deutscher Chemiker und Manager
- Felczak, Wacław (1916–1993), polnischer Historiker

### Feld
- Feld, Alexander (* 1993), deutscher Handballspieler
- Feld, Bernard (1919–1993), US-amerikanischer Physiker
- Feld, Eliot (* 1942), US-amerikanischer Balletttänzer
- Feld, Erna (* 1893), deutsche Rezitatorin, Hörfunkautorin und Schauspielerin
- Feld, Friedrich (1887–1945), deutscher Hochschullehrer und ein Begründer der Wirtschaftspädagogik
- Feld, Friedrich (1902–1987), österreichischer Schriftsteller, Übersetzer, Filmkritiker, Dramatiker und Kinderbuchautor
- Feld, Fritz (1900–1993), deutschamerikanischer Schauspieler
- Feld, Hans (1902–1992), deutscher Filmkritiker
- Feld, Helmut (1936–2020), deutscher Theologe und Kirchenhistoriker
- Feld, Igor Emiljewitsch (1941–2007), russisch-sowjetischer Stabhochspringer
- Feld, Jacob (1899–1975), US-amerikanischer Bauingenieur
- Feld, Jindřich (1925–2007), tschechischer Komponist
- Feld, Lars (* 1966), deutscher Volkswirtschaftler, Professor für WirtschaftspolitikLars Feld (* 1966)

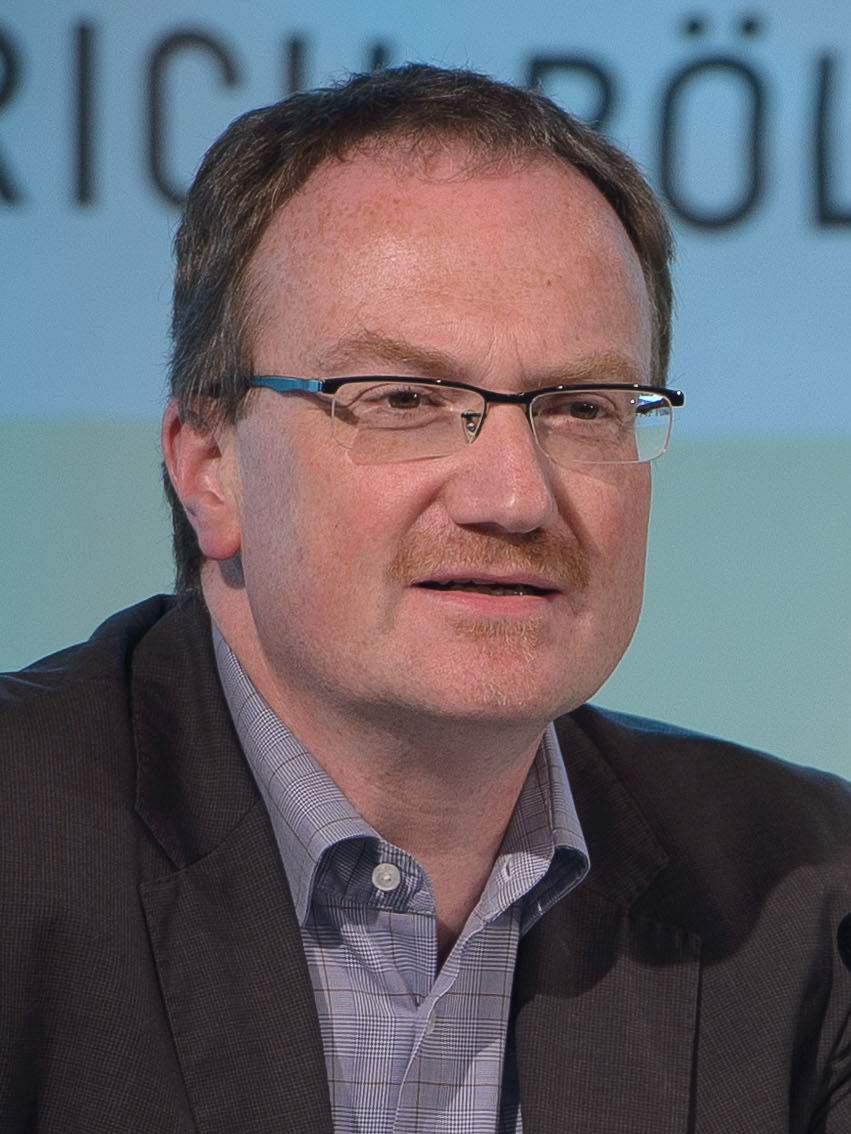
Lars Feld (* 1966)

- Feld, Leo (1869–1924), österreichischer Librettist, Übersetzer und Schriftsteller
- Feld, Ľudovít (1904–1991), tschechoslowakischer Maler, Grafiker und Zeichner
- Feld, Lutz (* 1967), deutscher Physiker
- Feld, Manfred (1925–2017), deutscher Tischtennisspieler
- Feld, Michael (* 1970), deutscher Allgemeinarzt, Somnologe (DGSM), Schlafmediziner und Buchautor
- Feld, Morey (1915–1971), US-amerikanischer Schlagzeuger des Dixieland-Jazz und Swing
- Feld, Oliver (* 1967), deutscher Schauspieler, Synchronsprecher, Synchronautor und Synchronregisseur
- Feld, Otto (1928–2011), deutscher Christlicher Archäologe und Byzantinischer Kunsthistoriker
- Feld, Rudi (1896–1994), deutscher Filmarchitekt und Szenenbildner
- Feld, Stefan (* 1970), deutscher SpieleautorStefan Feld (* 1970)

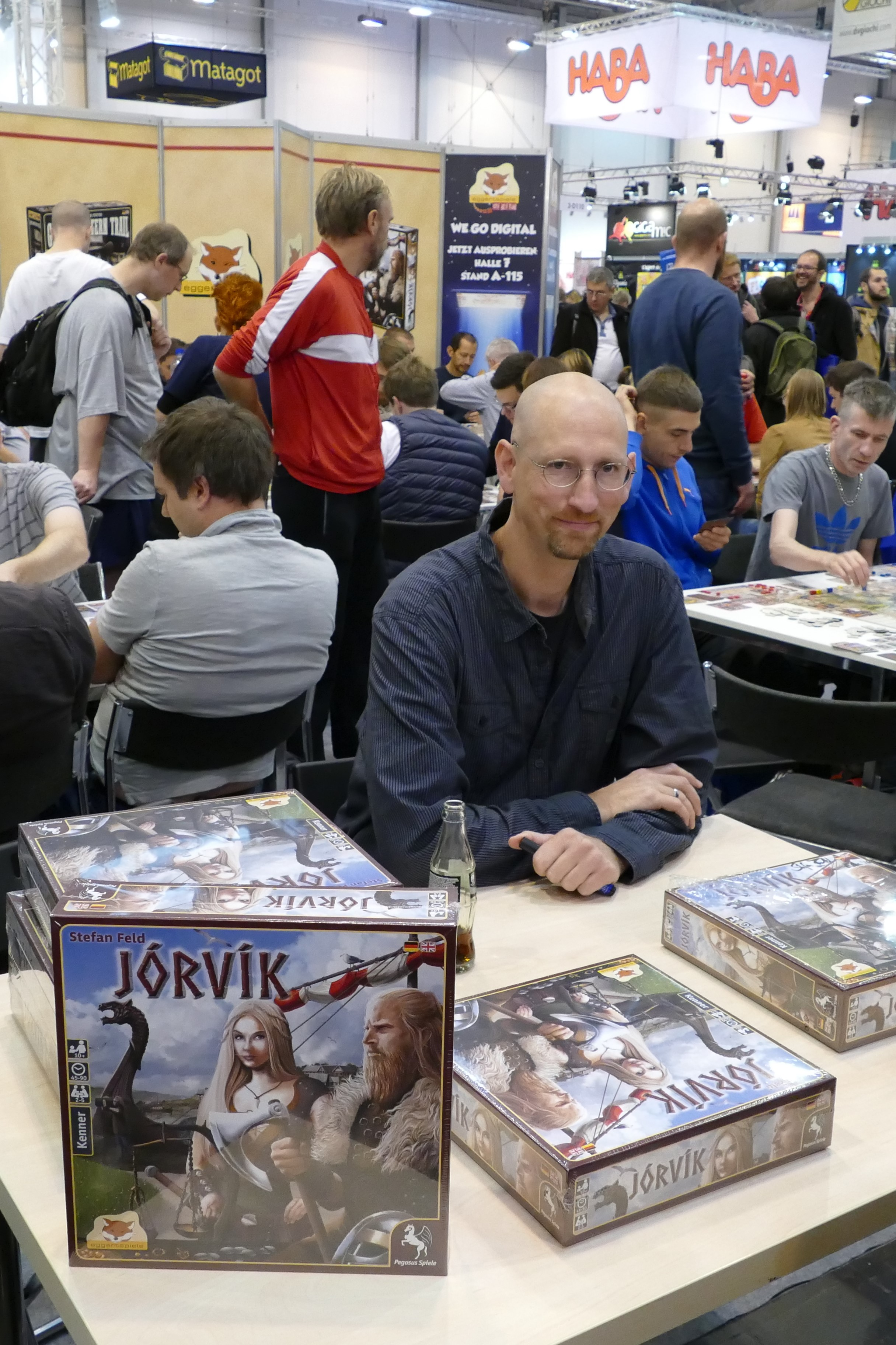
Stefan Feld (* 1970)

#### Feldb
- Feldbacher, Angelika (* 1986), deutsche Fußballspielerin
- Feldbæk, Ole (1936–2015), dänischer Historiker und Hochschullehrer
- Feldbau, Jacques (1914–1945), französischer Mathematiker
- Feldbauer, Ernst (1886–1946), deutscher Verwaltungsjurist, Bezirksamtsvorstand und Ministerialbeamter
- Feldbauer, Gerhard (* 1933), deutscher Journalist, Historiker und Diplomat der DDR
- Feldbauer, Max (1869–1948), deutscher Maler
- Feldbauer, Peter (* 1945), österreichischer Historiker
- Feldbausch, Hans (1891–1985), deutscher Marineoffizier, zuletzt Konteradmiral im Zweiten Weltkrieg
- Feldbausch, Kilian (* 2005), Schweizer Tennisspieler
- Feldberg, Wilhelm Siegmund (1900–1993), deutscher Pharmakologe und Physiologe
- Feldberg-Eber, Lore (1895–1966), deutsche Malerin
- Feldbinder, Christian (* 1971), deutscher Handballspieler
- Feldblum, Léa (1918–1989), Holocaust-Überlebende und Erzieherin
- Feldbrill, Victor (1924–2020), kanadischer Dirigent und Geiger
- Feldbrugge, Ferdinand (* 1933), niederländischer Rechtswissenschaftler
- Feldbusch, Elisabeth (1946–2020), deutsche Linguistin und Hochschullehrerin
- Feldbusch, Tizian (* 1996), deutscher E-Sportler in der Disziplin Counter-Strike: Global OffensiveTizian Feldbusch (* 1996)

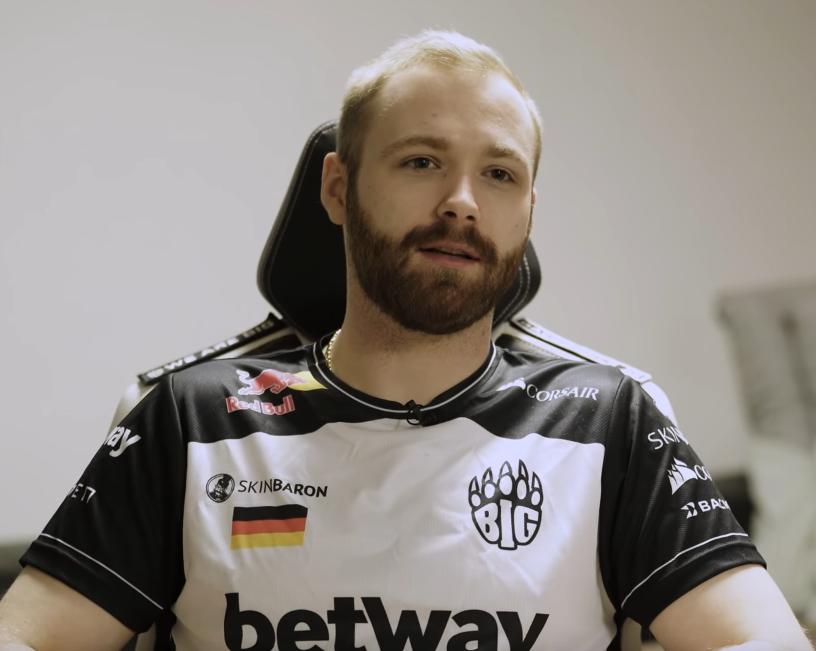
Tizian Feldbusch (* 1996)

#### Felde
- Felde, Gustav vom (1908–1943), deutscher SS-Obersturmbannführer, Führer des Einsatzkommandos 9 in Mies (Stribo), Leiter der Personalabteilung des Reichssicherheitshauptamtes
- Felde, Karl (1867–1925), Abgeordneter des Provinziallandtages der Provinz Hessen-Nassau
- Felde, Meret (* 1999), deutsche Fußballspielerin
- Feldek, Ľubomír (* 1936), slowakischer Schriftsteller
- Felden, Emil (1874–1959), deutscher evangelischer Theologe, Politiker (SPD), MdR, MdBB und Schriftsteller
- Felden, Herta (1897–1942), deutsche Schauspielerin
- Felden, Kurt (1878–1947), deutscher Schauspieler bei Bühne und Film und Bühnenregisseur und -leiter
- Felden, Regine (1942–1980), deutsch-österreichische Schauspielerin
- Felden, Wilhelm von (1788–1864), preußischer Generalleutnant
- Feldenkirchen, Markus (* 1975), deutscher Journalist und SchriftstellerMarkus Feldenkirchen (* 1975)

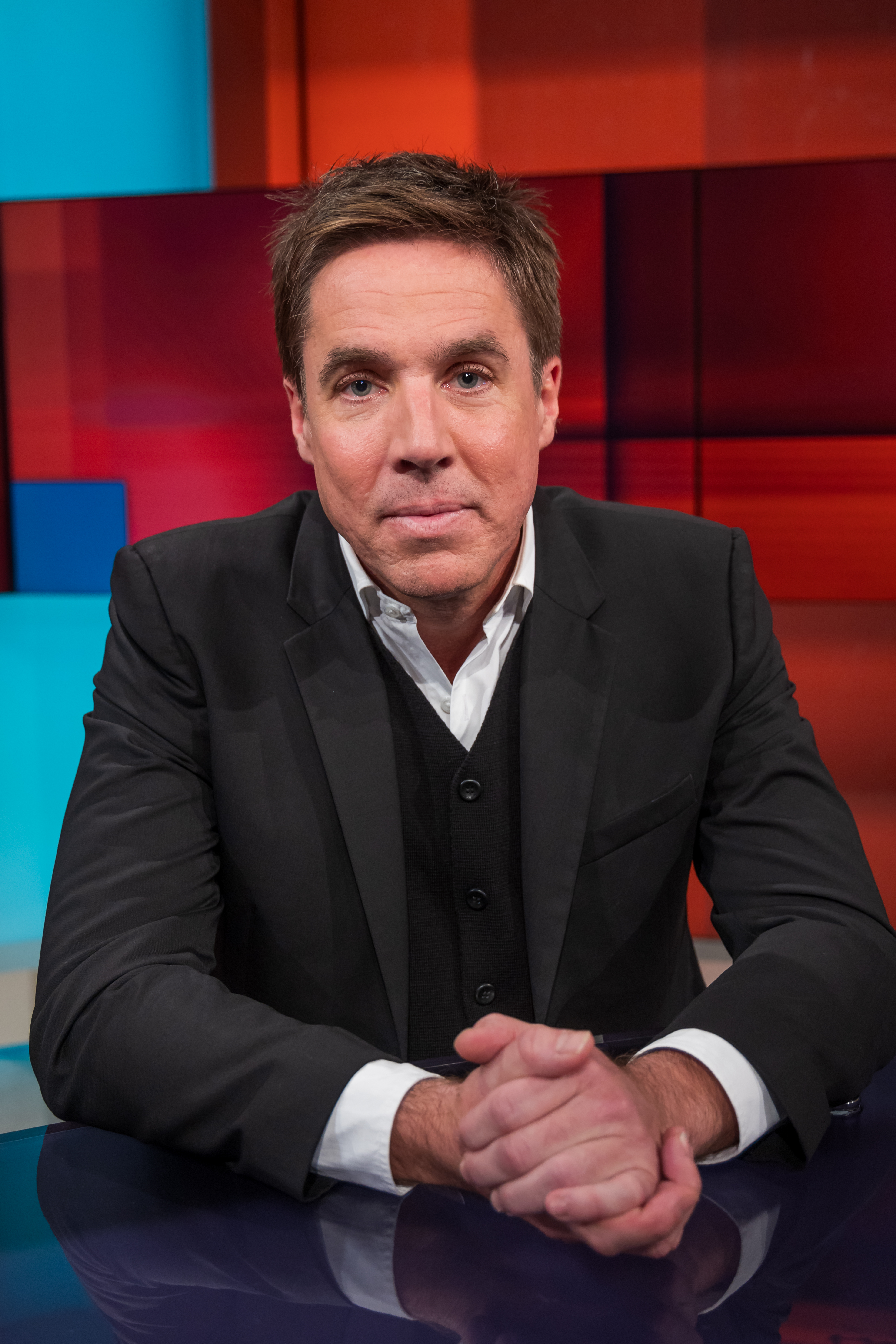
Markus Feldenkirchen (* 1975)

- Feldenkirchen, Toni (1907–1982), deutscher Kunsthistoriker und Journalist
- Feldenkirchen, Wilfried (1947–2010), deutscher Wirtschaftshistoriker und Hochschullehrer
- Feldenkrais, Moshé (1904–1984), israelischer Physiker und Kampfsportlehrer
- Felder, Alfred (* 1950), Schweizer Cellist und Komponist
- Felder, Amanda (* 1982), US-amerikanische Triathletin
- Felder, Andreas (* 1962), österreichischer Skispringer
- Felder, Anna (1937–2023), Schweizer Schriftstellerin
- Felder, Cajetan von (1814–1894), österreichischer Rechtsanwalt, Entomologe und Politiker, Landtagsabgeordneter, Bürgermeister von Wien (1868–1878)
- Felder, Christoph (* 1958), deutscher Filmemacher, Produzent, Künstler
- Felder, David (* 1953), US-amerikanischer Komponist und Musikpädagoge
- Felder, Don (* 1947), US-amerikanischer Gitarrist
- Felder, Ekkehard (* 1964), deutscher Germanist und Hochschullehrer
- Felder, Franz Karl (1766–1818), katholischer Theologe, Autor und Herausgeber
- Felder, Franz Michael (1839–1869), österreichischer SchriftstellerFranz Michael Felder (1839–1869)

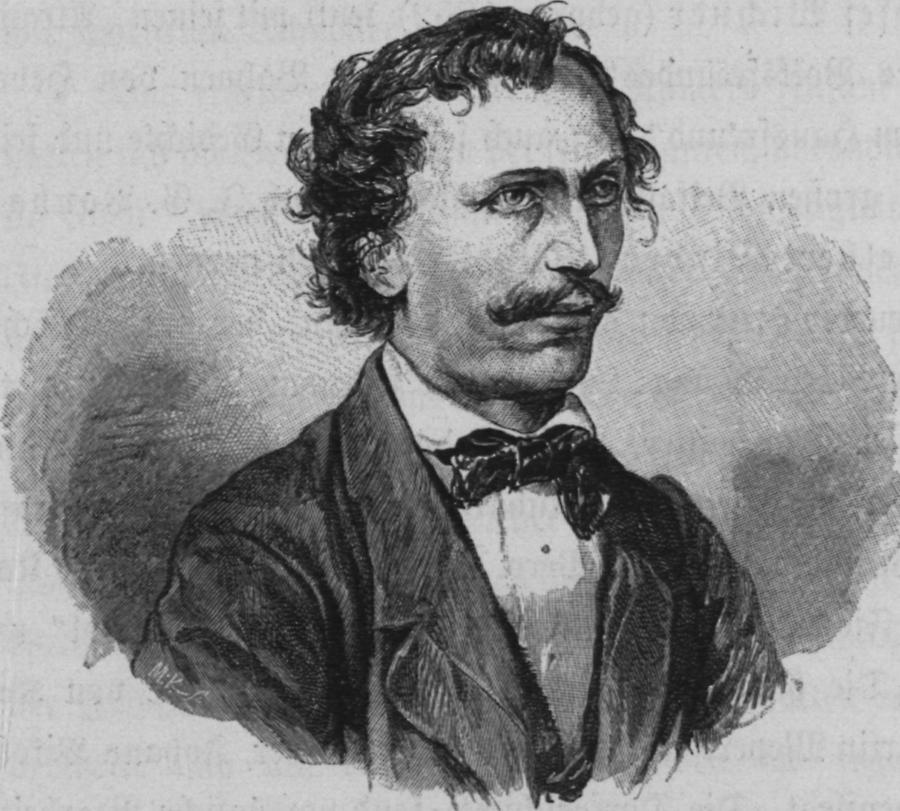
Franz Michael Felder (1839–1869)

- Felder, Gabriel (* 1967), Schweizer Musiker
- Felder, Giovanni (* 1958), Schweizer mathematischer Physiker
- Felder, Gottlieb (1866–1950), Schweizer Historiker
- Felder, Hans der Ältere, eidgenössischer Baumeister
- Felder, Hans der Jüngere, eidgenössischer Baumeister und Steinmetz
- Felder, Hilarin (1867–1951), Schweizer katholischer Theologe und Kapuzinerpater
- Felder, Jennifer (* 1994), Schweizer Unihockeyspielerin
- Felder, John Myers (1782–1851), US-amerikanischer Politiker
- Felder, Josef (1900–2000), deutscher Journalist und Politiker (SPD), MdR, MdB
- Felder, Karl (1879–1962), Landtagsabgeordneter Volksstaat Hessen
- Felder, Katharina (1816–1848), österreichische Bildhauerin
- Felder, Lisbeth (* 1949), Schweizer Schauspielerin und Hörspielsprecherin
- Felder, Marcel (* 1984), uruguayischer Tennisspieler
- Felder, Marco (* 1974), liechtensteinischer Rennrodler
- Felder, Maria (1925–1995), deutsche Malerin
- Felder, Max (* 1988), deutscher Filmschauspieler und Synchronsprecher
- Felder, Michael (1966–2012), deutscher römisch-katholischer Theologe
- Felder, Nir (* 1982), US-amerikanischer Jazzgitarrist
- Felder, Sylvia (* 1967), deutsche Politikerin (CDU), MdLSylvia Felder (* 1967)

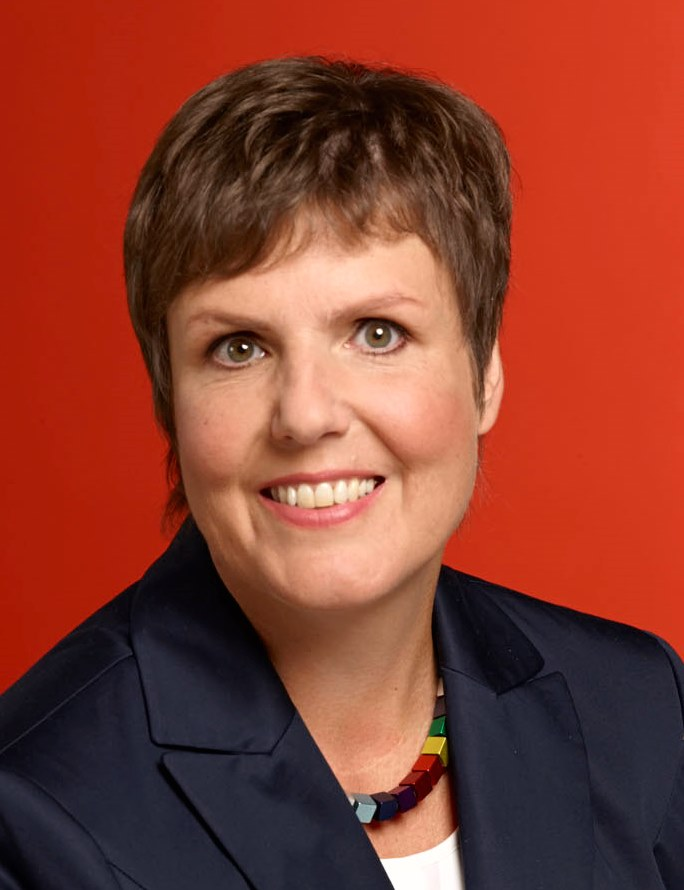
Sylvia Felder (* 1967)

- Felder, Thomas (* 1953), deutscher Mundartdichter und Liedermacher
- Felder, Wilton (1940–2015), US-amerikanischer Jazz- und Fusion-Musiker
- Felderer, Bernhard (* 1941), österreichischer Ökonom
- Felderer, Ditlieb (* 1942), deutsch-schwedischer Geschichtsrevisionist, Holocaustleugner
- Felderer, Karl (1895–1989), italienischer Bergsteiger und Poet (Südtirol)
- Felderhof, Jan (1907–2006), niederländischer Komponist und Musikpädagoge
- Felderhof, John (1940–2019), kanadischer Geologe
- Felderhof, Ubbo (1936–2024), niederländischer Physiker
- Felderhoff, Reinhold (1865–1919), deutscher Bildhauer und Medailleur der Berliner Bildhauerschule
- Feldern-Förster, Mara (1866–1951), deutsche Schauspielerin und Sängerin
- Feldes, Roderich (1946–1996), deutscher Schriftsteller
- Feldes, Waldemar (1939–2023), deutscher Flottillenadmiral der Deutschen Marine

#### Feldg
- Feldgen, Ludwig (1849–1929), Baumeister, Bauunternehmer und Ziegeleibesitzer in Wuppertal
- Feldges, Johann (1893–1958), deutscher Kommunalpolitiker
- Feldges, Mathias (1937–2022), Schweizer Politiker
- Feldges-Oeri, Kunigund (1911–1997), Schweizer evangelisch-reformierte Theologin, Pfarrfrau und Frauenrechtlerin
- Feldgrill, Franz (1917–2007), österreichischer Politiker (ÖVP), Mitglied des Bundesrates
- Feldgrill-Zankel, Ruth (* 1942), österreichische Politikerin (ÖVP)

#### Feldh
- Feldhahn, Georg (1941–1961), deutsches Todesopfer der Berliner Mauer
- Feldhahn, Nicolas (* 1986), deutscher FußballspielerNicolas Feldhahn (* 1986)

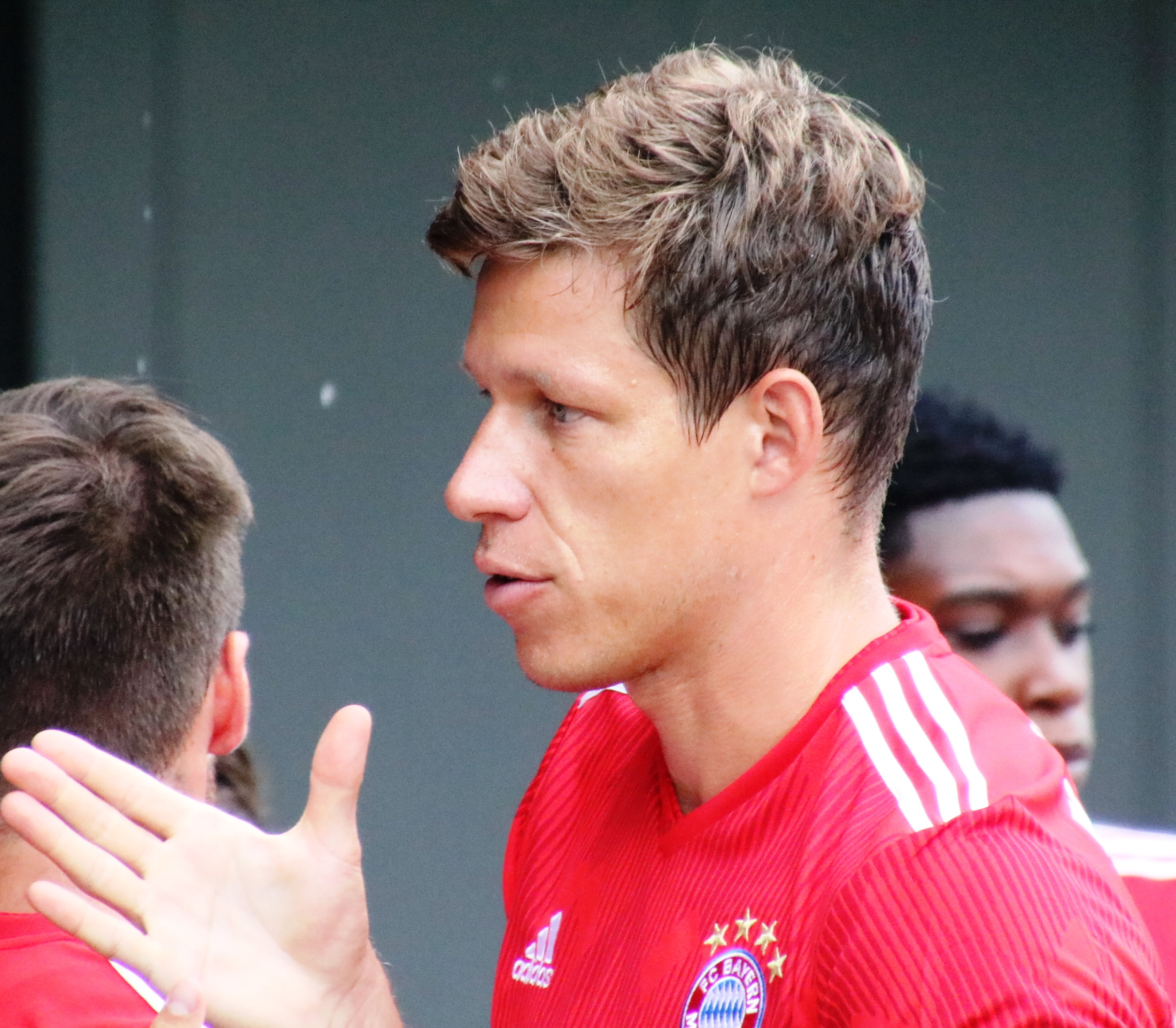
Nicolas Feldhahn (* 1986)

- Feldhammer, Anna († 1942), österreichische Theaterschauspielerin
- Feldhammer, Jacob (1882–1944), österreichischer Schauspieler
- Feldhammer, Marianne (1909–1996), österreichische Widerstandskämpferin gegen den Nationalsozialismus
- Feldhann, Johann Georg (1755–1826), deutscher Schulleiter und Philologe
- Feldhaus, André (* 1975), deutscher Filmmusikkomponist und Songwriter
- Feldhaus, Bernd (1930–2013), deutscher Politiker, Landtagsabgeordneter (SPD)
- Feldhaus, Franz Maria (1874–1957), Autodidakt, deutscher Elektroingenieur, Technikhistoriker und wissenschaftlicher Schriftsteller
- Feldhaus, Gustav-Adolf (1907–1999), deutscher Politiker (CDU), MdL
- Feldhaus, Irmgard (1920–2010), deutsche Kunsthistorikerin, Museumsleiterin
- Feldhaus, Wilfried (* 1954), deutscher Fußballspieler
- Feldhausen, Dietrich (* 1941), deutscher Drehbuchautor, Essayist und Übersetzer
- Feldhay, Rivka (* 1947), israelische Wissenschaftshistorikerin
- Feldhege, Heinz (1929–2021), deutscher Politiker (CDU)
- Feldheim, Paul, deutscher Verleger von Ansichtskarten und Herausgeber
- Feldhendler, Leon (1910–1945), polnischer Organisator der Revolte im Vernichtungslager Sobibor
- Feldhendler, Moritz (1858–1909), österreichischer Architekt und Ingenieur
- Feldherr, Andrew (* 1963), US-amerikanischer Klassischer Philologe
- Feldhofer, Ferdinand (* 1979), österreichischer Fußballspieler und -trainerFerdinand Feldhofer (* 1979)

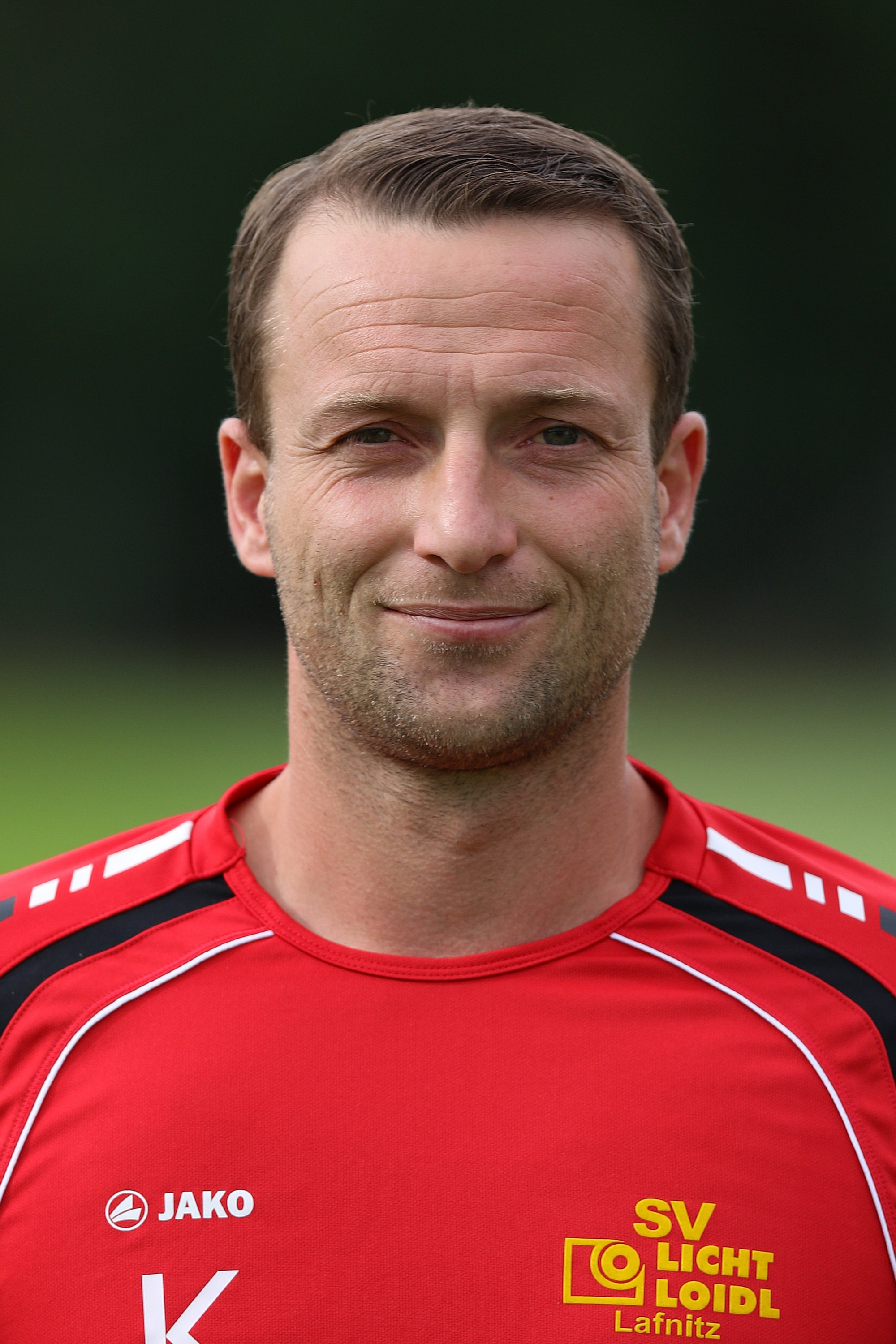
Ferdinand Feldhofer (* 1979)

- Feldhofer, Herbert (1938–2011), österreichischer Komponist
- Feldhofer, Sieglinde (* 1985), österreichische Opernsängerin (Sopran)
- Feldhoff, Gerd (1931–2024), deutscher Opernsänger (Bariton)
- Feldhoff, Hans-Heinz (1932–2013), deutscher Generalleutnant
- Feldhoff, Heiner (* 1945), deutscher Schriftsteller
- Feldhoff, Jochen (* 1943), deutscher Handballspieler
- Feldhoff, Markus (* 1974), deutscher FußballspielerMarkus Feldhoff (* 1974)

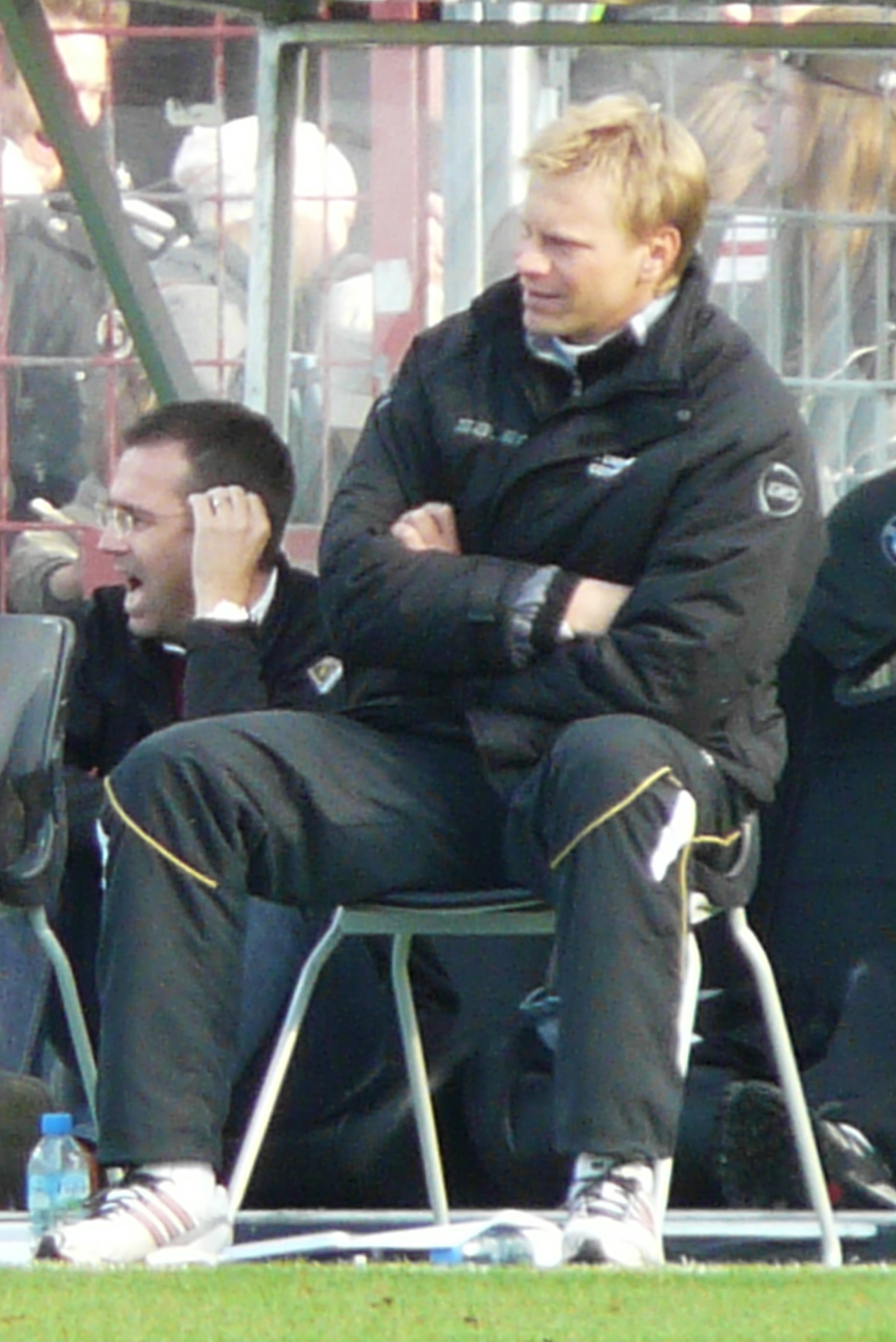
Markus Feldhoff (* 1974)

- Feldhoff, Mathis (* 1965), deutscher Journalist und Autor
- Feldhoff, Norbert (* 1939), deutscher Geistlicher, Kölner Generalvikar und Dompropst
- Feldhoff, Petra (* 1961), deutsche Hörspielregisseurin
- Feldhoff, Robert (1962–2009), deutscher Science-Fiction-Autor
- Feldhoff, Ulrich (1938–2013), deutscher Sportfunktionär
- Feldhoffer, Roland (* 1962), deutscher Gewichtheber
- Feldhorn, Anselm (1738–1798), österreichischer Geistlicher und Benediktinerabt
- Feldhus, Johann Alerich (1850–1931), deutscher Landwirt, Oldenburgischer Kammerpräsident und Landtagsabgeordneter
- Feldhusen, Anka (* 1966), deutsche Diplomatin
- Feldhusen, Anna (1867–1951), deutsche Malerin und Radiererin
- Feldhusen, Arne (* 1971), deutscher Filmregisseur
- Feldhusen, Johann (1577–1643), Jurist, Ratssekretär und Ratsherr der Hansestadt Lübeck
- Feldhusen, Jörg (* 1956), deutscher Maschinenbauingenieur und Professor
- Feldhuß, Maria (* 1870), deutsche Politikerin (Zentrum), MdL
- Feldhütter, Ferdinand (1842–1898), deutscher Landschaftsmaler

#### Feldi
- Feldigl, Ferdinand (1861–1928), deutscher Schriftsteller, Musiker und Dichter
- Feldigl, Hans (1921–1990), deutscher Dirigent und Pädagoge
- Feldinger, Franz (1928–2009), österreichischer Fußballspieler

#### Feldk
- Feldkamp, Bernhard (1897–1970), deutscher Maler
- Feldkamp, Friedel (1930–2017), deutscher Fußballspieler
- Feldkamp, Jana (* 1998), deutsche Fußballspielerin
- Feldkamp, Karl (* 1943), deutscher Sozialarbeiter und Schriftsteller
- Feldkamp, Karl-Heinz (* 1934), deutscher Fußballspieler und -trainerKarl-Heinz Feldkamp (* 1934)

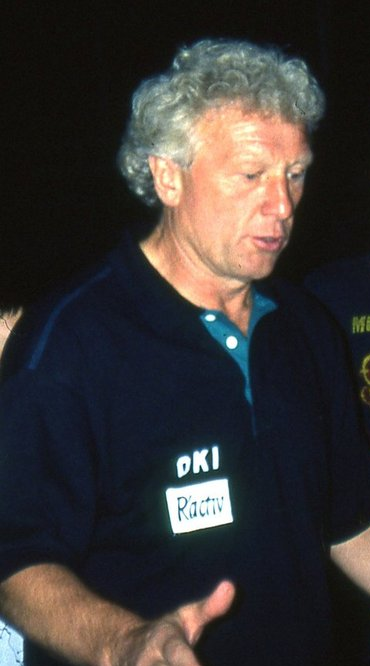
Karl-Heinz Feldkamp (* 1934)

- Feldkamp, Michael F. (* 1962), deutscher Historiker
- Feldkamp, Thomas (* 1962), deutscher Schauspieler
- Feldkeller, Paul (1889–1972), deutscher Philosoph und Psychologe
- Feldkircher, Josef (1812–1851), römisch-katholischer Theologe und Schriftsteller
- Feldkircher, Klaus (* 1967), österreichischer Germanist und Journalist
- Feldkircher, Markus (* 1969), österreichischer Fußballspieler

#### Feldl
- Feldlin, Brigitte (* 1958), deutsche Basketballspielerin

#### Feldm
- Feldman de Etchebéhère, Mika (1902–1992), argentinische Anarchistin und Kämpferin im spanischen Bürgerkrieg
- Feldman, Andrew, Baron Feldman of Elstree (* 1966), britischer Politiker der Conservative Party
- Feldman, Basil (1926–2019), britischer Politiker (Conservative Party) und Geschäftsmann
- Feldman, Ben (* 1980), US-amerikanischer Schauspieler
- Feldman, Boris Mironowitsch (1890–1937), sowjetischer Offizier der Roten Armee und Opfer der großen Säuberung
- Feldman, Charles K. (1904–1968), US-amerikanischer Filmproduzent und Agent für Schauspieler
- Feldman, Corey (* 1971), US-amerikanischer SchauspielerCorey Feldman (* 1971)

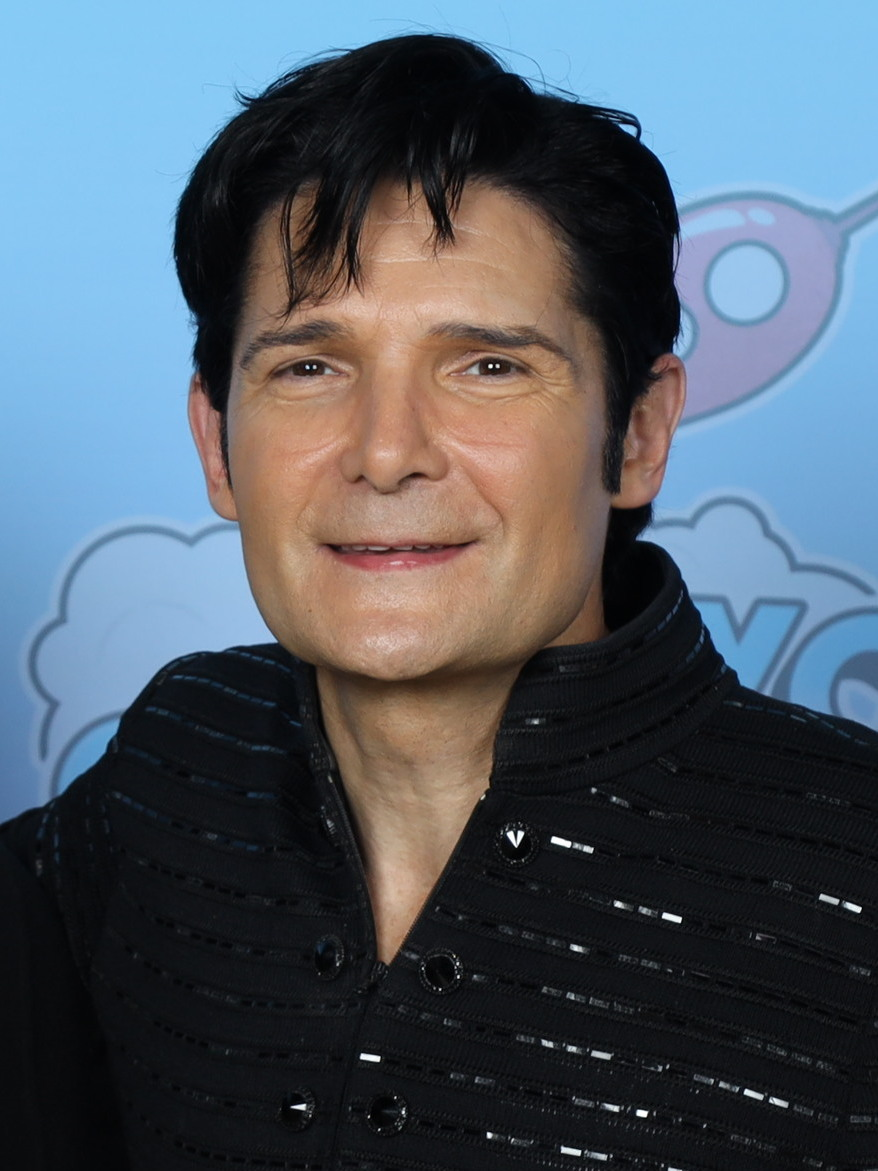
Corey Feldman (* 1971)

- Feldman, David (* 1947), irisch-schweizerischer Philatelist und Auktionator
- Feldman, David (* 1957), britischer Historiker
- Feldman, Deborah (* 1986), amerikanisch-deutsche Schriftstellerin
- Feldman, Dennis (* 1946), US-amerikanischer Drehbuchautor
- Feldman, Edward S. (1929–2020), US-amerikanischer Film- und Fernsehproduzent
- Feldman, François (* 1958), französischer Sänger
- Feldman, George J. (1904–1994), US-amerikanischer Diplomat, Botschafter in Malta und Luxemburg
- Feldman, Gerald D. (1937–2007), US-amerikanischer Historiker
- Feldman, Iossif Moissejewitsch (1905–1984), sowjetischer Major, Journalist und Lehrer
- Feldman, Israel Aronowitsch (* 1933), israelischer Mathematiker
- Feldman, Joel (* 1949), kanadischer Mathematiker
- Feldman, Jonathan (* 1952), US-amerikanischer Pianist und Musikpädagoge
- Feldman, Joseph (1886–1967), Sänger jiddischer Lieder und Schauspieler
- Feldman, Krystyna (1916–2007), polnische Schauspielerin
- Feldman, Leah (1898–1993), fast 80 Jahre lang in der anarchistischen Bewegung aktiv
- Feldman, Liz (* 1977), amerikanische Komikerin, Drehbuchautorin und Fernsehproduzentin
- Feldman, Ludovic (1893–1987), rumänischer Komponist
- Feldman, Marcus (* 1942), australisch-US-amerikanischer Populationsbiologe
- Feldman, Mark (* 1955), US-amerikanischer Violinist und Komponist
- Feldman, Marty (1934–1982), britischer Autor, Schauspieler und RegisseurMarty Feldman (1934–1982)

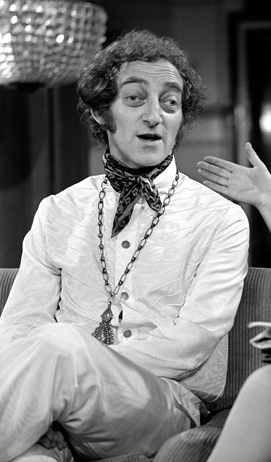
Marty Feldman (1934–1982)

- Feldman, Michael (1926–2005), israelischer Immunologe, Entwicklungsbiologe und Molekularbiologe
- Feldman, Morton (1926–1987), US-amerikanischer Komponist
- Feldman, Mosche Se’ev (1930–1997), israelischer Politiker und Rabbiner
- Feldman, Naum Iljitsch (1918–1994), russischer Mathematiker
- Feldman, Phil (1922–1991), US-amerikanischer Filmproduzent
- Feldman, Ruth (* 1960), israelische Psychologin und Neurobiologin
- Feldman, Stuart, US-amerikanischer Informatiker
- Feldman, Tamara (* 1980), US-amerikanische Schauspielerin
- Feldman, Tatiana (* 1990), deutsche Schauspielerin
- Feldman, Valentin (1909–1942), französischer Philosoph
- Feldman, Victor (1934–1987), englischer Jazzmusiker
- Feldman, Wladimir Dmitrijewitsch (1893–1938), sowjetischer GPU-Offizier
- Feldman, Zev, US-amerikanischer Jazzproduzent und Jazzforscher
- Feldmanis, Ēriks Mārtiņš (1884–1945), lettischer Jurist und russischer Offizier
- Feldmanis, Jūliuss (* 1909), lettischer Fußballspieler
- Feldmann, Adolf (1860–1933), selbständiger Kürschnermeister und Verbandsfunktionär in Berlin
- Feldmann, Alfred (1840–1923), deutscher Fabrikant, Präsident der Gewerbekammer Bremen, Politiker, MdBB
- Feldmann, Aloys (1897–1965), deutscher Politiker (CDU), MdL, MdB
- Feldmann, Andi (* 1957), deutscher Bildhauer, Drehbuchautor, Schauspieler, Synchronsprecher und AutorAndi Feldmann (* 1957)

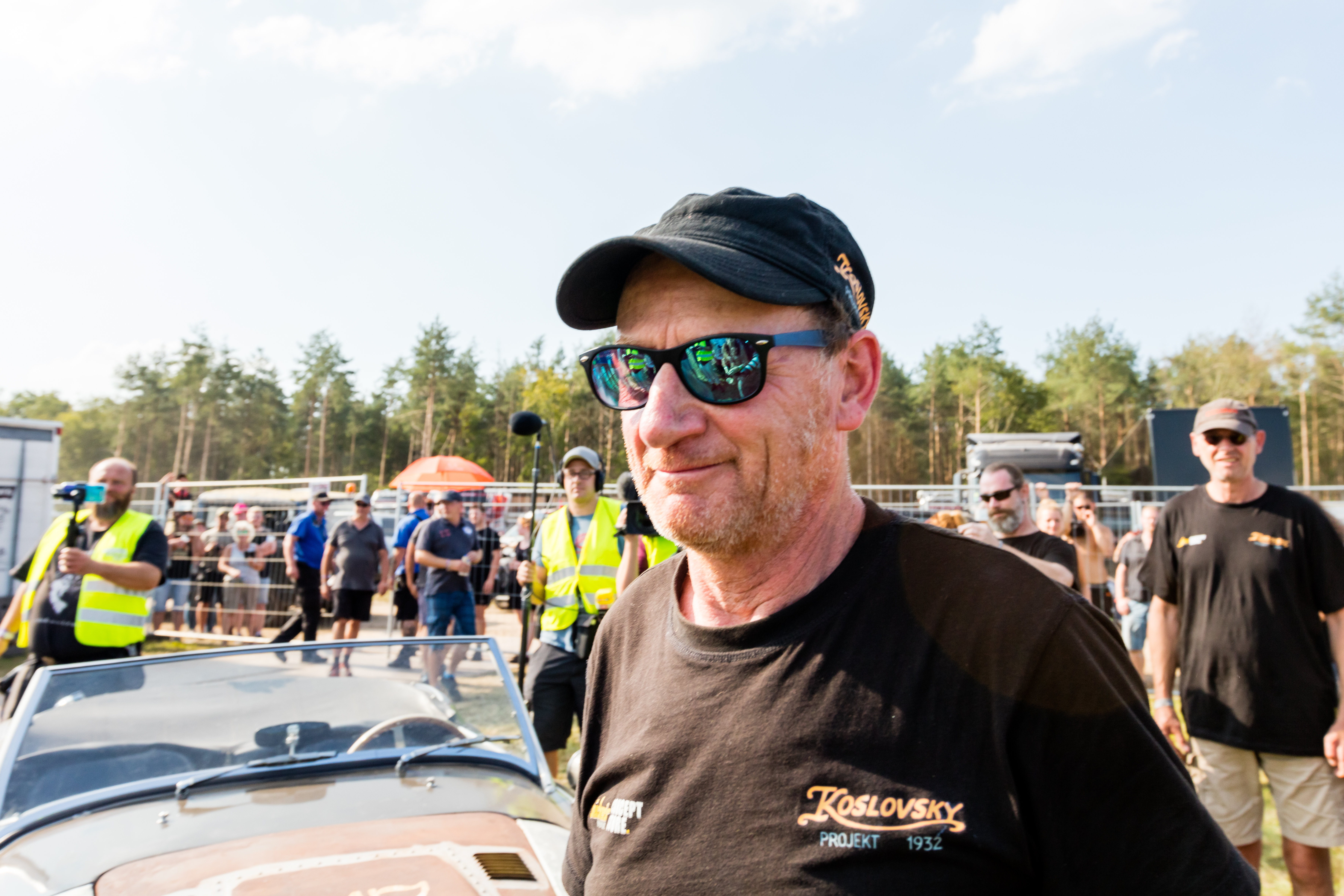
Andi Feldmann (* 1957)

- Feldmann, Angelika (1916–2000), deutsche Schauspielerin und Programmsprecherin
- Feldmann, Anja (* 1966), deutsche Informatikerin
- Feldmann, Arthur (1926–2012), österreichischer Autor
- Feldmann, Barbara (1944–2023), deutsche Journalistin und Hörfunkregisseurin
- Feldmann, Barbara (* 1963), österreichische Politikerin (ÖVP), Landtagsabgeordnete und Gemeinderätin
- Feldmann, Bernhard (1704–1776), deutscher Arzt, Naturforscher und Schriftsteller
- Feldmann, Carl Anton Matthias (1778–1834), dänischer Generalkriegskommissar und Justizrat
- Feldmann, Cary (* 1950), US-amerikanischer Speerwerfer
- Feldmann, Christian (* 1950), deutscher Journalist und Buchautor
- Feldmann, Christian Friedrich (1706–1765), preußischer Architekt
- Feldmann, Christian Friedrich (1813–1883), deutscher Pädagoge, Politiker und Bremer Senator
- Feldmann, Christian Nicolai Ludwig (1782–1849), deutscher Jurist, Privatgelehrter und Schriftsteller
- Feldmann, Christin (* 1981), deutsche Regisseurin und Künstlerin
- Feldmann, Clarence (1867–1941), niederländischer Elektrotechniker
- Feldmann, Else (1884–1942), österreichische Schriftstellerin und Journalistin, jüd. Nazi-Opfer
- Feldmann, Emil (1895–1968), deutscher Politiker (USPD, SPD), MdL
- Feldmann, Erich (1893–1978), deutscher Pädagoge, Philosoph und Kommunikationswissenschaftler
- Feldmann, Erich (1929–1998), römisch-katholischer Priester, Kirchenhistoriker und Augustinusforscher
- Feldmann, Falko (* 1959), deutscher Agrarwissenschaftler insbesondere der Phytomedizin
- Feldmann, Franz (1868–1937), deutscher Politiker (SPD), MdR
- Feldmann, Friederike (* 1962), deutsche Malerin und Hochschulprofessorin
- Feldmann, Friedrich (1871–1957), deutscher Kommunal- und Landtagsabgeordneter, SPD-Funktionär und Senator
- Feldmann, Friedrich Wilhelm (1846–1911), deutscher Bauunternehmer
- Feldmann, Fritz (1905–1984), deutscher Musikologe
- Feldmann, Fritz (1915–2002), Schweizer Ruderer
- Feldmann, Gustav (1872–1947), deutsch-jüdischer Arzt
- Feldmann, Gyula (1890–1955), ungarischer Fußballspieler und -trainer
- Feldmann, Hanna (1923–2003), deutsche Heimatforscherin
- Feldmann, Hans von (1868–1940), deutscher Generalleutnant und Politiker
- Feldmann, Hans-Peter (1941–2023), deutscher Konzeptkünstler
- Feldmann, Heinrich (1847–1928), deutscher Landwirt und Politiker, MdR
- Feldmann, Heinz (* 1960), deutscher Brigadegeneral des Heeres der Bundeswehr
- Feldmann, Helma von (* 1903), deutsche Bildhauerin
- Feldmann, Helmut (1934–2023), deutscher Lusitanist und Hochschullehrer
- Feldmann, Hildegard (1936–1990), Schweizer Krankenschwester und Laienmissionarin
- Feldmann, Horst (1932–2022), deutscher Molekularbiologe
- Feldmann, Jacqueline (* 1994), deutsche Stand-up-Comedienne und ModeratorinJacqueline Feldmann (* 1994)

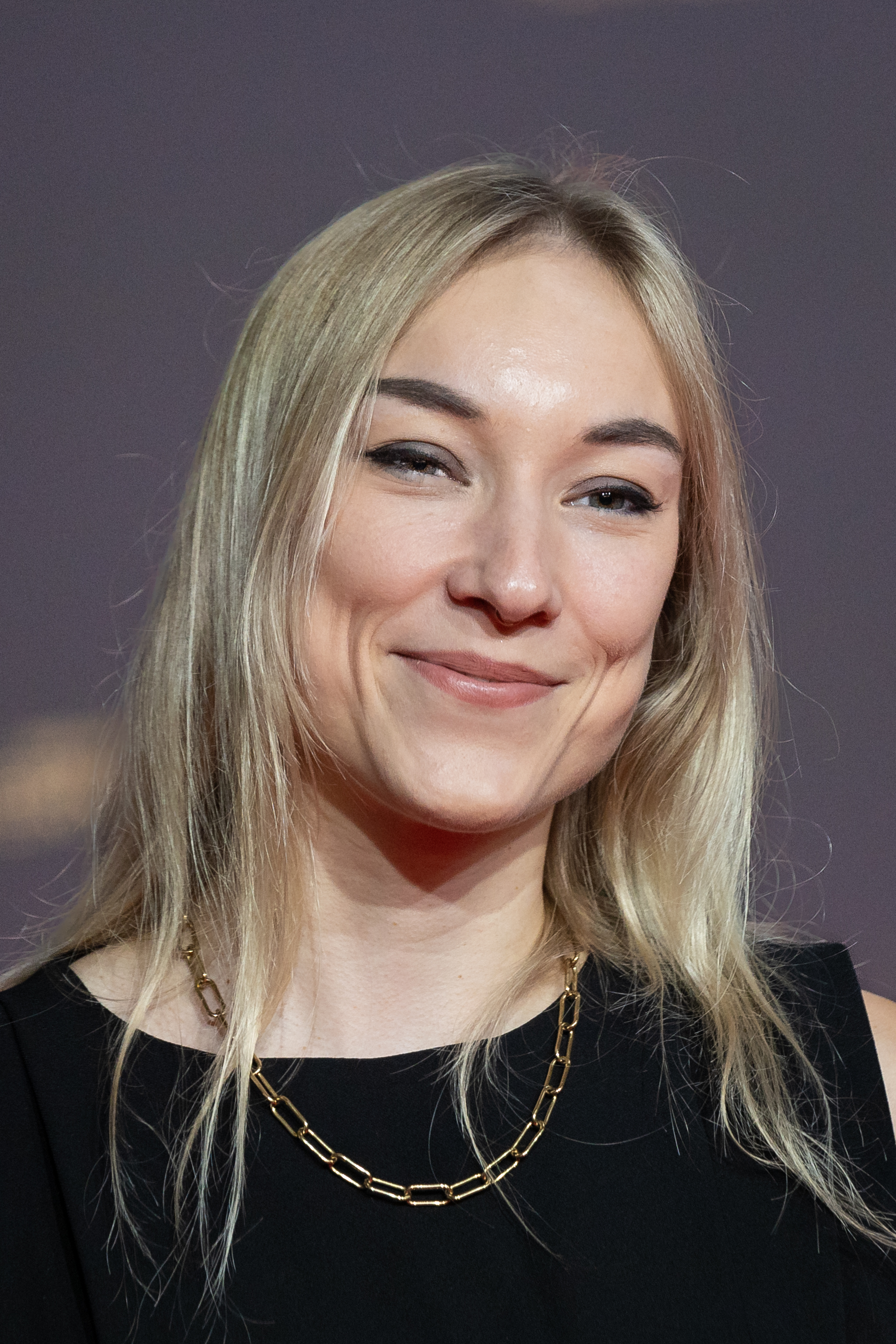
Jacqueline Feldmann (* 1994)

- Feldmann, Jochen (* 1961), deutscher Physiker und Leibnizpreisträger
- Feldmann, Johannes (1911–1994), deutsch-baltischer Pädagoge
- Feldmann, John (* 1967), US-amerikanischer Musiker und Produzent
- Feldmann, Kai (* 1993), deutscher Handballspieler
- Feldmann, Karl (1875–1963), deutscher Konteradmiral der Kaiserlichen Marine und Ministerialdirektor
- Feldmann, Karl (1892–1963), deutscher Politiker (SPD), MdL
- Feldmann, Karl Anton Matthias (1822–1853), deutscher lyrischer und dramatischer Schriftsteller
- Feldmann, Klaus (1936–2023), deutscher NachrichtensprecherKlaus Feldmann (1936–2023)

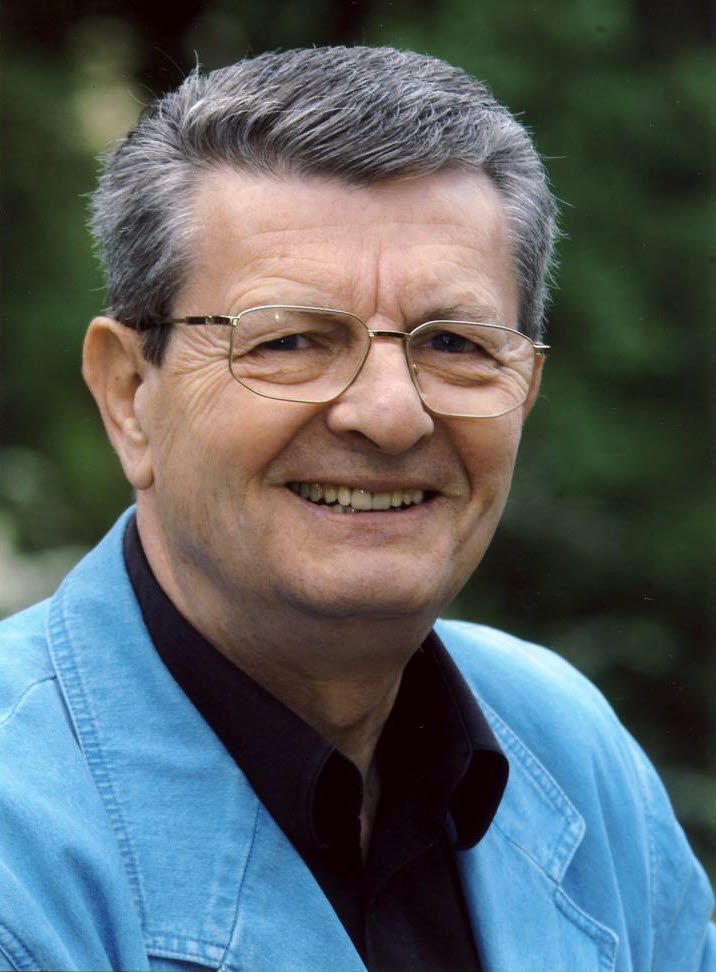
Klaus Feldmann (1936–2023)

- Feldmann, Klaus (* 1939), österreichischer Soziologe, Thanatologe und Erziehungswissenschaftler
- Feldmann, Klaus (* 1943), deutscher Ingenieurwissenschaftler, Hochschullehrer in Erlangen
- Feldmann, Klaus (* 1950), deutscher General der Panzertruppen
- Feldmann, Klaus (* 1951), deutscher Gitarrist, Musikproduzent und Komponist
- Feldmann, Laura (* 1990), deutsche Volleyballspielerin
- Feldmann, Leopold (1802–1882), deutsch-österreichischer Lustspieldichter
- Feldmann, Lisa (* 1958), Schweizer Chefredakteurin, Kolumnistin, Autorin
- Feldmann, Louis (1856–1928), deutscher Religionsmaler
- Feldmann, Ludwig (1906–1991), deutscher Politiker (CDU), MdBB
- Feldmann, Marc (* 1944), britischer (nach anderen Angaben australischer) Immunologe
- Feldmann, Maria Klemens Philipp (1885–1971), Bischof der Altkatholischen Kirche der Mariaviten
- Feldmann, Markus (1897–1958), Schweizer Politiker (BGB)
- Feldmann, Masius Johann (1762–1823), Pädagoge und Schriftsteller
- Feldmann, Matthias (1747–1824), königlich dänischer Konferenzrat, Vize- und Landkanzler, Kommandeur des Danebrogordens
- Feldmann, Maximilian (* 1985), deutscher Regisseur und Filmemacher
- Feldmann, Monika (* 1951), deutsche Eiskunstläuferin
- Feldmann, Olaf (* 1937), deutscher Politiker (FDP), MdB
- Feldmann, Otto (1875–1948), deutscher Kapitän zur See, Gauführer des Marinebundes
- Feldmann, Otto (1881–1942), deutscher Grafiker, Maler und Galerist
- Feldmann, Otto von (1873–1945), deutscher Offizier und Politiker
- Feldmann, Pauline (1884–1986), österreichische Frauenärztin, Frauenrechtlerin und NS-Verfolgte
- Feldmann, Peter (1790–1871), deutscher Landschaftsmaler, Zeichner und Lithograph
- Feldmann, Peter (* 1958), deutscher Politiker (parteilos, SPD)Peter Feldmann (* 1958)

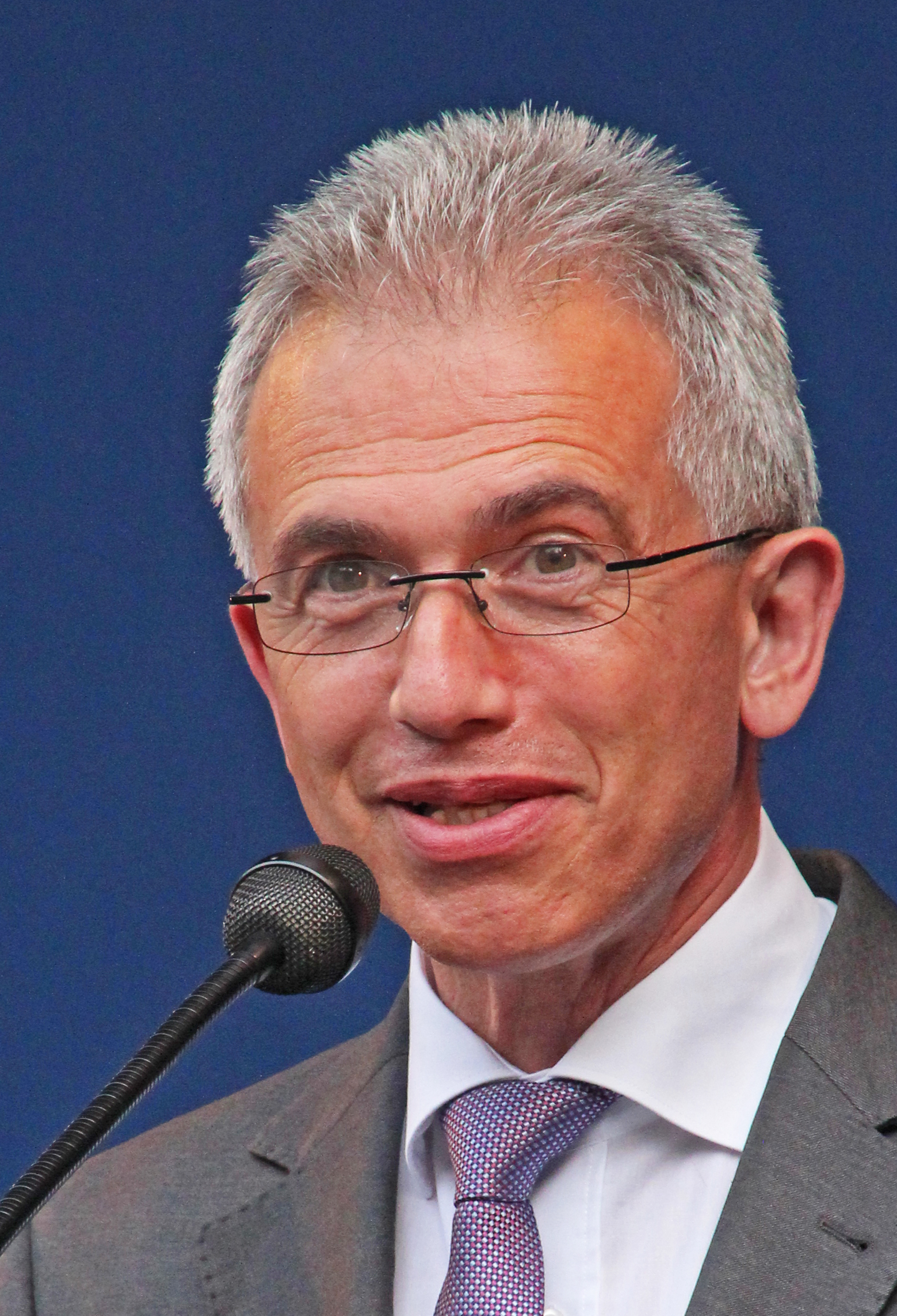
Peter Feldmann (* 1958)

- Feldmann, Philipp (1868–1946), deutscher Politiker (DDP) und Abgeordneter des Landtags des Volksstaates Hessen in der Weimarer Republik
- Feldmann, Philipp Friedrich Theodor Adolph von (1828–1894), preußischer Generalmajor
- Feldmann, Rainer (* 1957), deutscher Gitarrist
- Feldmann, Regina (* 1953), deutsche Ärztefunktionärin
- Feldmann, Reiner (1933–2014), deutscher Biologe und Hochschullehrer
- Feldmann, Reinhard (* 1954), deutscher Bibliothekar
- Feldmann, Rodney M. (* 1939), US-amerikanischer Geologe und Paläontologe
- Feldmann, Roland (1956–1988), deutscher Heizer, Todesopfer an der innerdeutschen Grenze
- Feldmann, Rötger (* 1950), deutscher ComiczeichnerRötger Feldmann (* 1950)

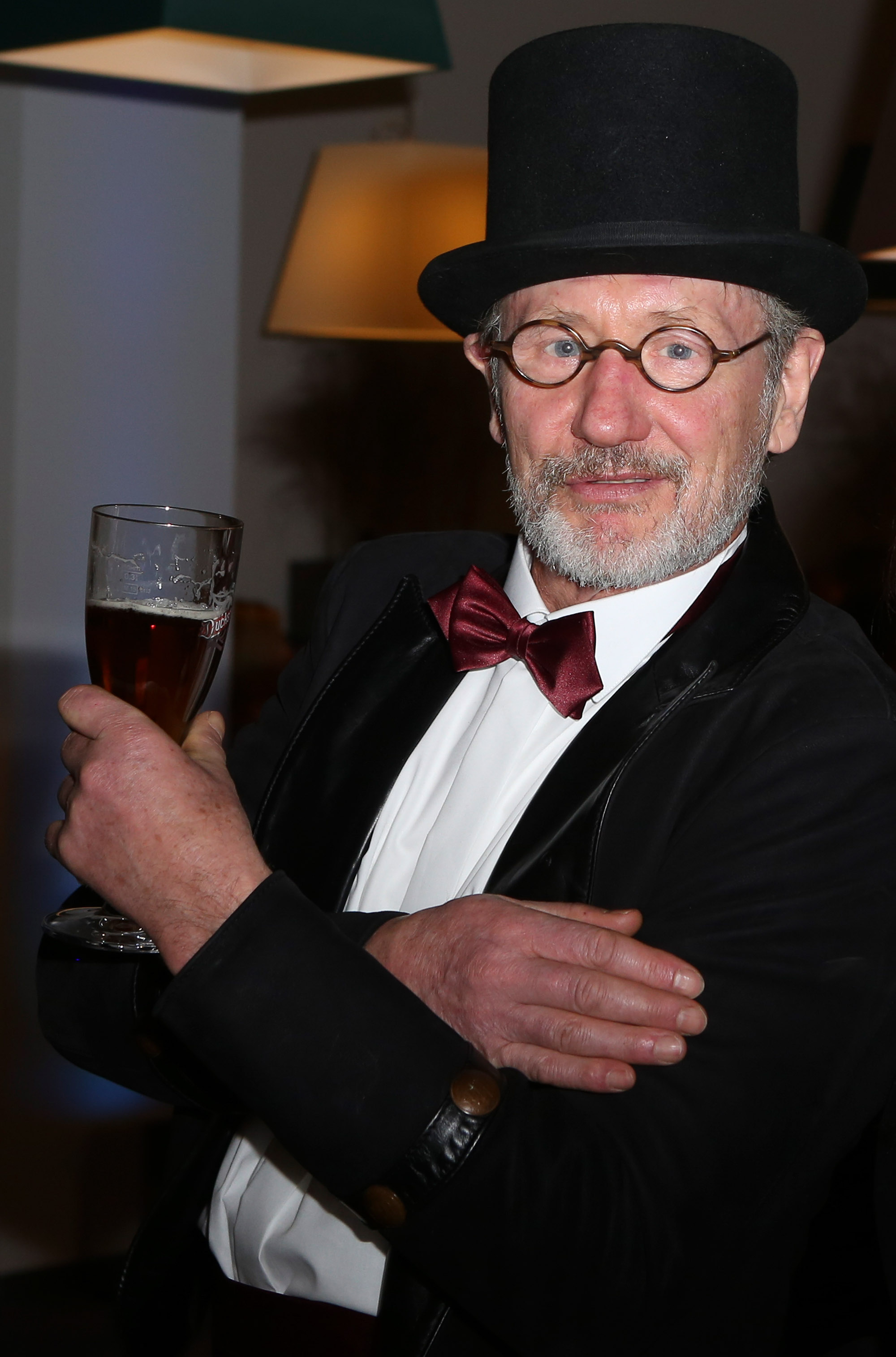
Rötger Feldmann (* 1950)

- Feldmann, Stefan (* 1970), Schweizer Politiker (SP)
- Feldmann, Theodor (1891–1957), Volksbildner, Radiojournalist, Schriftsteller, Bibliothekar und Buchhändler.
- Feldmann, Tobias (* 1991), deutscher Geiger
- Feldmann, Walter (* 1965), Schweizer Komponist und Flötist
- Feldmann, Wilhelm (1853–1905), deutscher Bauingenieur
- Feldmann, Wilhelm (1859–1932), deutscher Landschaftsmaler, Radierer und Lithograf
- Feldmann, Wilhelm (1880–1947), deutscher Journalist, Kriegsberichterstatter, Auslandskorrespondent, Schriftsteller und Genealoge
- Feldmann, Wilhelm (1910–1994), deutscher Politiker (NDPD), MdV und Minister der DDR
- Feldmann, Winfried (1922–2010), deutscher Politiker (CDU), MdL
- Feldmann, Woody (* 1971), deutsche Komikerin
- Feldmann-Simons, Heinrich (1787–1865), deutscher Kaufmann
- Feldmayer, Johannes (* 1956), deutscher Manager, Mitglied im Siemens-Zentralvorstand
- Feldmayer, Martina (* 1964), deutsche Politikerin (Bündnis 90/Die Grünen), MdL
- Feldmayr, Georg (1756–1834), deutscher Musiker und Komponist
- Feldmeier, Franziska (* 1999), deutsche Eishockeyspielerin
- Feldmeier, Hans (* 1924), deutscher Apotheker
- Feldmeier, Joachim (* 1949), deutscher Grafiker
- Feldmeier, Julius (* 1987), deutscher Schauspieler
- Feldmeier, Reinhard (* 1952), deutscher evangelischer Theologe
- Feldmeier, Rita (* 1954), deutsche SchauspielerinRita Feldmeier (* 1954)

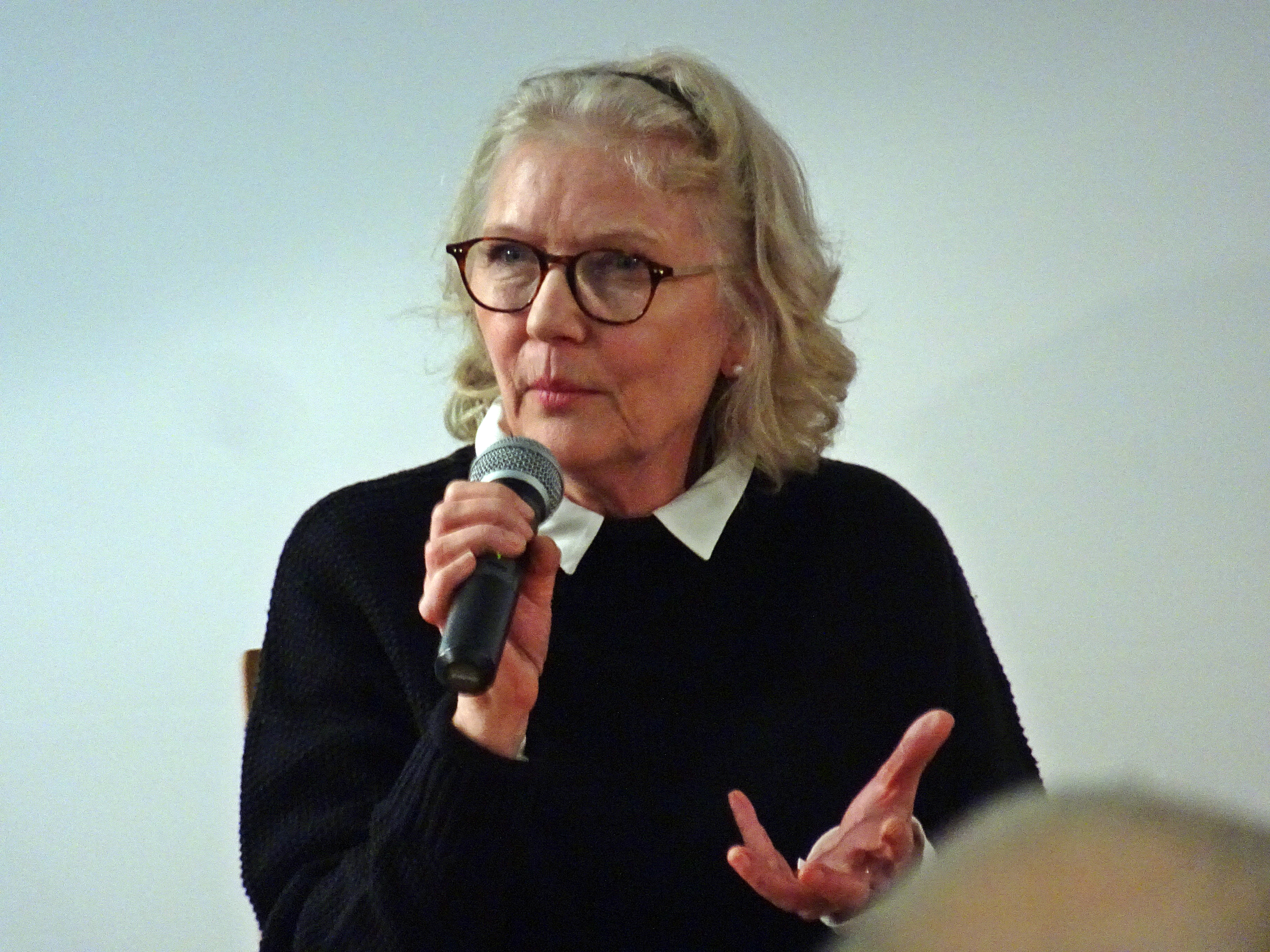
Rita Feldmeier (* 1954)

- Feldmeier, Sonja (* 1965), Schweizer Multimedia-Künstlerin
- Feldmeijer, Henk (1910–1945), niederländischer faschistischer Politiker und Angehöriger der Waffen-SS
- Feldmeyer, Karl (1938–2016), deutscher Journalist
- Feldmeyer, Roman (1895–1950), deutscher Maler
- Feldmüller, Manfred (* 1940), deutscher Fußballspieler und -trainer
- Feldmüller, Matthias, Holzhändler, Schiffsmeister und Armeelieferant

#### Feldn
- Feldner, Alois David Ambros (1853–1921), österreichischer Jurist
- Feldner, Eduard (1817–1874), deutscher Politiker und Pädagoge
- Feldner, Franz (1818–1879), österreichischer Anwalt und Politiker, Landtagsabgeordneter
- Feldner, Fritz (1892–1965), österreichischer Kabarettist, Schriftsteller, Reklamechef und Werbetexter
- Feldner, Josef (1887–1973), österreichischer Kinderarzt

#### Feldo
- Feldon, Barbara (* 1933), US-amerikanische SchauspielerinBarbara Feldon (* 1933)

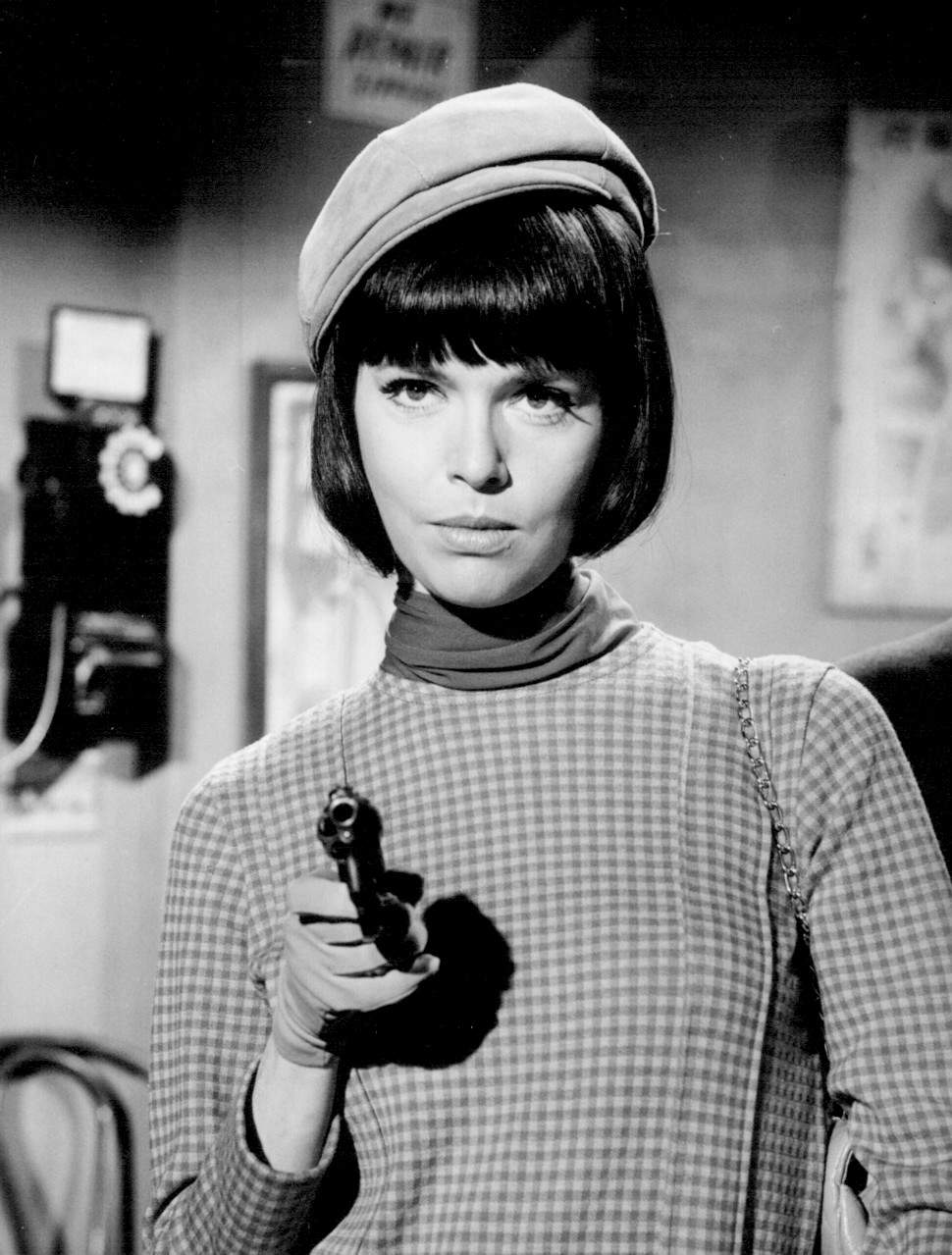
Barbara Feldon (* 1933)

- Feldorean, Andrei (* 2000), rumänischer Skispringer
- Feldotto, Ralf (* 1965), deutscher Brigadegeneral der Bundeswehr

#### Feldr
- Feldrapp, Reinhard (* 1951), deutscher Fotograf und Künstler
- Feldrappe, Hilke (* 2004), deutsche Basketballspielerin

#### Felds
- Feldscher, Peter Anton (1889–1979), Schweizer Jurist und Diplomat
- Feldscher, Werner (1908–1979), deutscher Oberregierungsrat im Reichsministerium des Innern, Judenreferent
- Feldshuh, Tovah (* 1952), US-amerikanische Schauspielerin
- Feldstein, Al (1925–2014), US-amerikanischer Zeichner und Maler
- Feldstein, Beanie (* 1993), US-amerikanische Film- und TheaterschauspielerinBeanie Feldstein (* 1993)

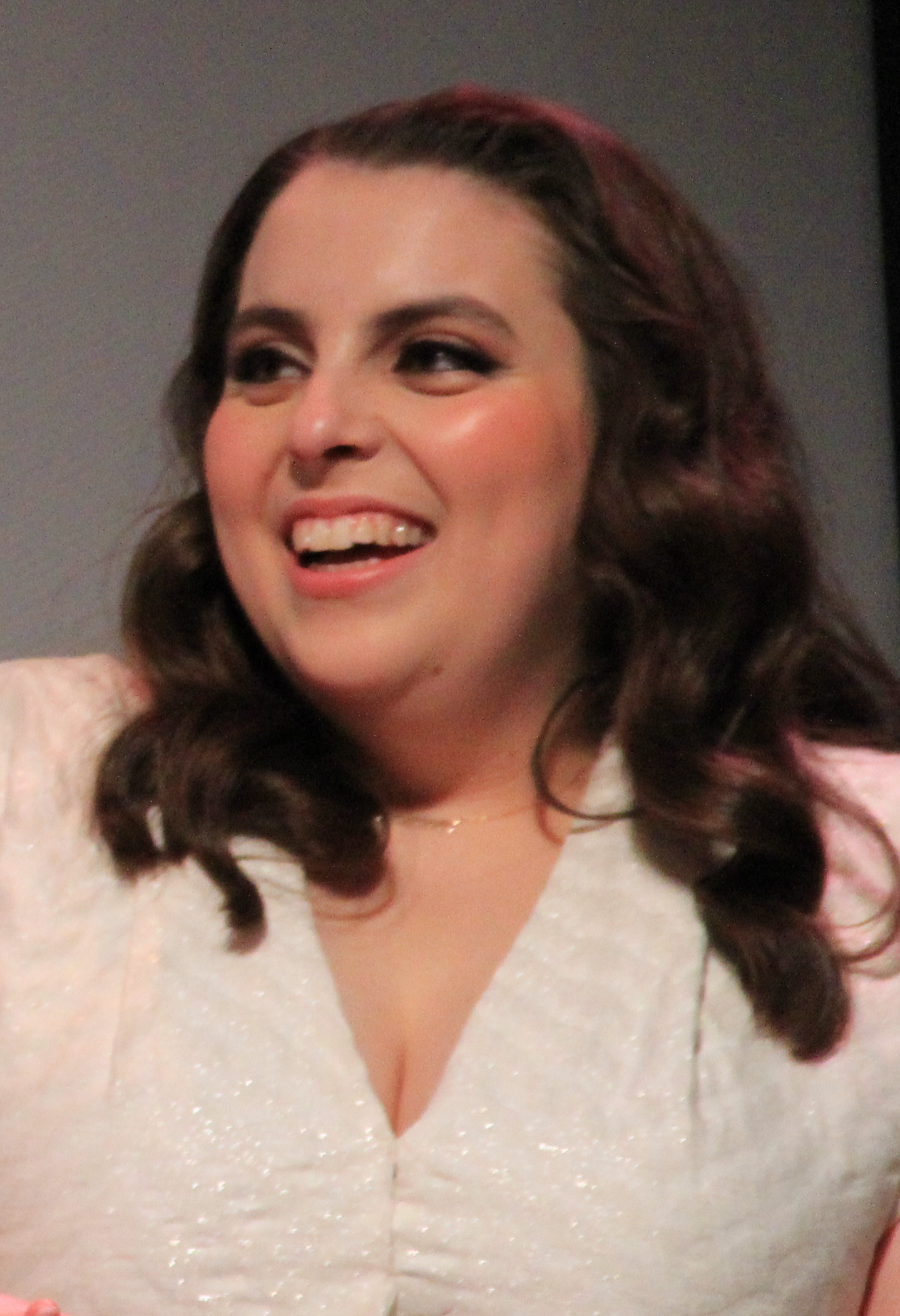
Beanie Feldstein (* 1993)

- Feldstein, Martin S. (1939–2019), US-amerikanischer Ökonom
- Feldstein, Sandy (1940–2007), US-amerikanischer Komponist, Arrangeur und Dirigent

#### Feldt
- Feldt, Constanz (1867–1942), deutscher Konteradmiral der Kaiserlichen Marine
- Feldt, Kjell-Olof (1931–2025), schwedischer sozialdemokratischer Politiker, Mitglied des Riksdag
- Feldt, Klaus (1912–2010), deutscher Marineoffizier und Ritterkreuzträger
- Feldt, Kurt (1887–1970), deutscher General der Kavallerie im Zweiten Weltkrieg
- Feldt, Leo (1846–1928), preußischer Generalmajor
- Feldt, Lutz (* 1945), deutscher Militär, Vizeadmiral der Deutschen Marine
- Feldt, Peter (* 1941), österreichischer Schauspieler
- Feldt, Reine (1945–1986), schwedischer Fußballspieler
- Feldt, Sam (* 1993), niederländischer DJ
- Feldtänzer, Oskar (1922–2009), österreichischer Historiker
- Feldthausen, Johannes (1621–1671), deutscher Jurist und Ratssekretär der Hansestadt Lübeck
- Feldtkeller, Andreas (1932–2024), deutscher Architekt und Stadtplaner
- Feldtkeller, Andreas (* 1961), deutscher evangelischer Theologe
- Feldtkeller, Hans (1901–1982), deutscher Denkmalpfleger und Landeskonservator von Hessen (1955–1966)
- Feldtkeller, Richard (1901–1981), deutscher Physiker und Elektrotechniker
- Feldtmann, Adolf (1928–1990), deutscher Politiker (SPD), MdHB
- Feldtmann, Heinrich (1838–1905), deutscher Verwaltungsbeamter
- Feldtmann, Julius (1856–1933), deutscher Bildhauer und Porzellanbildner

#### Feldw
- Feldwehr, Hendrik (* 1986), deutscher Schwimmer
- Feldwehr-Härle, Isabelle (* 1988), deutsche Schwimmerin

#### Feldz
- Feldzer, Gérard (* 1944), französischer Pilot und Luftfahrtingenieur

### Fele
- Felecia (* 1972), US-amerikanische Pornodarstellerin, Nacktmodel und StripteasetänzerinFelecia (* 1972)

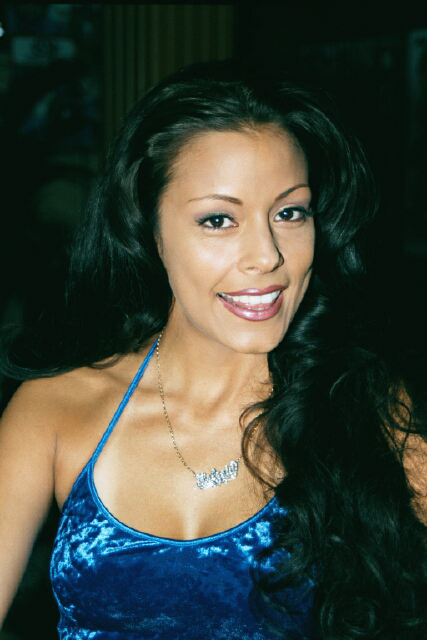
Felecia (* 1972)

- Feledy, Gyula (1928–2010), ungarischer Grafiker
- Felegyan, İrma (1912–1992), türkische Schauspielerin armenischer Abstammung
- Felek, Cem (* 1996), deutscher Fußballspieler
- Feleke, Getu (* 1986), äthiopischer Langstreckenläufer
- Feleki, Rezső (1900–1981), ungarischer Opernsänger, Chasan und Gesangslehrer der Stimmlage Bariton
- Félémou, Emmanuel (1960–2021), guineischer Geistlicher, römisch-katholischer Bischof von Kankan
- Felenbaum-Weiss, Hela (1924–1988), polnische Widerstandskämpferin, Überlebende des Vernichtungslagers Sobibór
- Feleo, Ben (1925–2011), philippinischer Drehbuchautor und Regisseur
- Feleszko, Kazimierz (1939–2001), polnischer Slawist, Balkanist, Linguist und Übersetzer
- Feletheus († 487), König der Rugier
- Feletti, Pier Gaetano (1797–1881), Dominikanerpater und Inquisitor des Heiligen Offiziums
- Féletz, Charles-Marie Dorimond de (1767–1850), französischer römisch-katholischer Geistlicher, Journalist, Literaturkritiker, Schulinspektor, Bibliothekar und Mitglied der Académie française
- Feleu, Manae (* 2000), französische Rugby-Union-Spielerin

### Felf
- Felfe, Edeltraut (* 1943), deutsche Juristin und ehemalige Hochschullehrerin
- Felfe, Heinz (1918–2008), deutscher Doppelagent
- Felfe, Robert (* 1969), deutscher Kunsthistoriker
- Felfe, Werner (1928–1988), deutscher Politiker (SED), MdV, Mitglied des Politbüros des Zentralkomitees der SED in der DDRWerner Felfe (1928–1988)

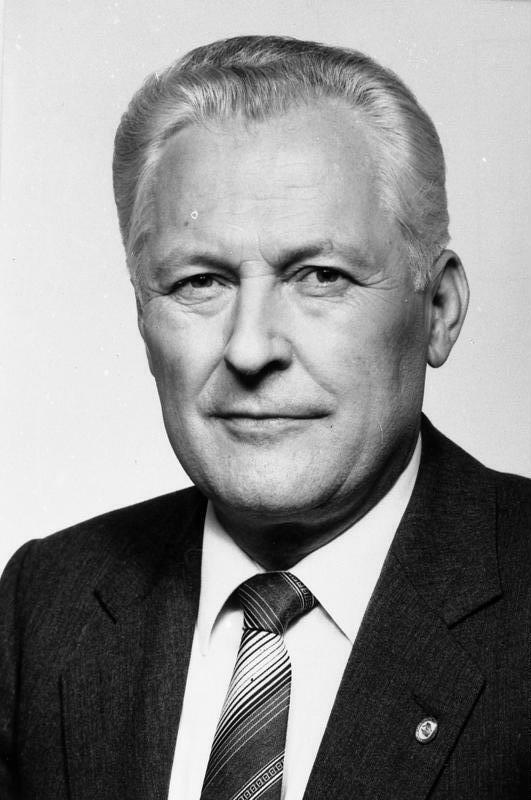
Werner Felfe (1928–1988)

- Felfel, Yones (* 1995), dänischer Fußballspieler
- Felfernig, Markus (* 1983), österreichischer Fußballspieler
- Felfner, Artur (* 2003), ukrainischer Speerwerfer
- Felföldi, László (* 1961), ungarischer Geistlicher und römisch-katholischer Bischof von Pécs

### Felg
- Felgaer, Rubén (* 1981), argentinischer Schachgroßmeister
- Felgel, Eugen (1877–1943), österreichischer Baumeister und Architekt
- Felgel-Farnholz, Anton Viktor von (1845–1930), österreichischer Historiker und Archivar
- Felgen, Camillo (1920–2005), luxemburgischer Sänger, Texter sowie Radio- und FernsehmoderatorCamillo Felgen (1920–2005)

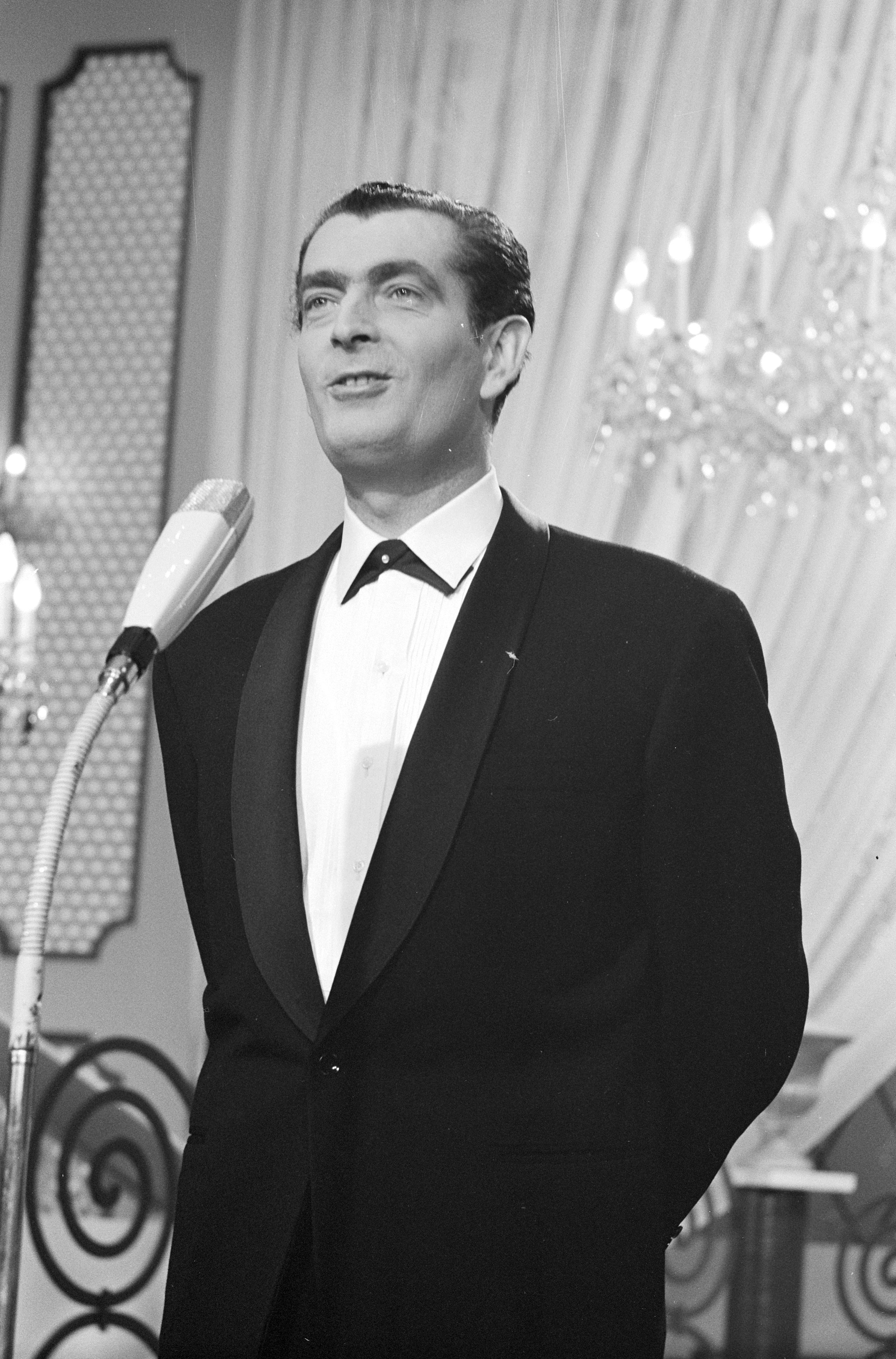
Camillo Felgen (1920–2005)

- Felgenhauer, Albert (1922–2002), deutscher Fußballtorhüter
- Felgenhauer, Christoph († 1639), niederländischer Kaufmann
- Felgenhauer, Daniel (* 1976), deutscher Fußballspieler und -trainer
- Felgenhauer, Fritz (1920–2009), österreichischer Prähistoriker und Mittelalterarchäologe
- Felgenhauer, Hans von (1863–1946), preußischer Generalmajor, Militärschriftsteller
- Felgenhauer, Paul (* 1593), deutscher Kontroverstheologe und Chiliast der Barockzeit
- Felgenhauer, Richard (1895–1958), sudetendeutscher Maler, Grafiker und Zeichner
- Felgenhauer, Volker (* 1965), deutscher Komponist
- Felgenhauer, Wolf Christoph Friedrich von (1726–1809), kursächsischer General der Infanterie
- Felgenhauer-Schmiedt, Sabine (* 1943), österreichische Mittelalterarchäologin
- Felgenheier, Rudi (1930–2005), deutscher Motorradrennfahrer
- Felgenträbe, Max Friedrich Richard (1884–1958), Abgeordneter des Kurhessischen Kommunallandtages
- Felgentraeger, Wilhelm (1899–1980), deutscher Rechtswissenschaftler, Präsident des Deutschen Hochschulverbandes
- Felgenträger, Uwe (* 1966), deutscher Politiker (AfD)
- Felgentreff, Paul (1854–1933), deutscher Landschafts- und Genremaler
- Felgentreu, Friedrich Wilhelm (1786–1809), preußischer Offizier
- Felgentreu, Fritz (* 1968), deutscher Altphilologe und Politiker (SPD)Fritz Felgentreu (* 1968)

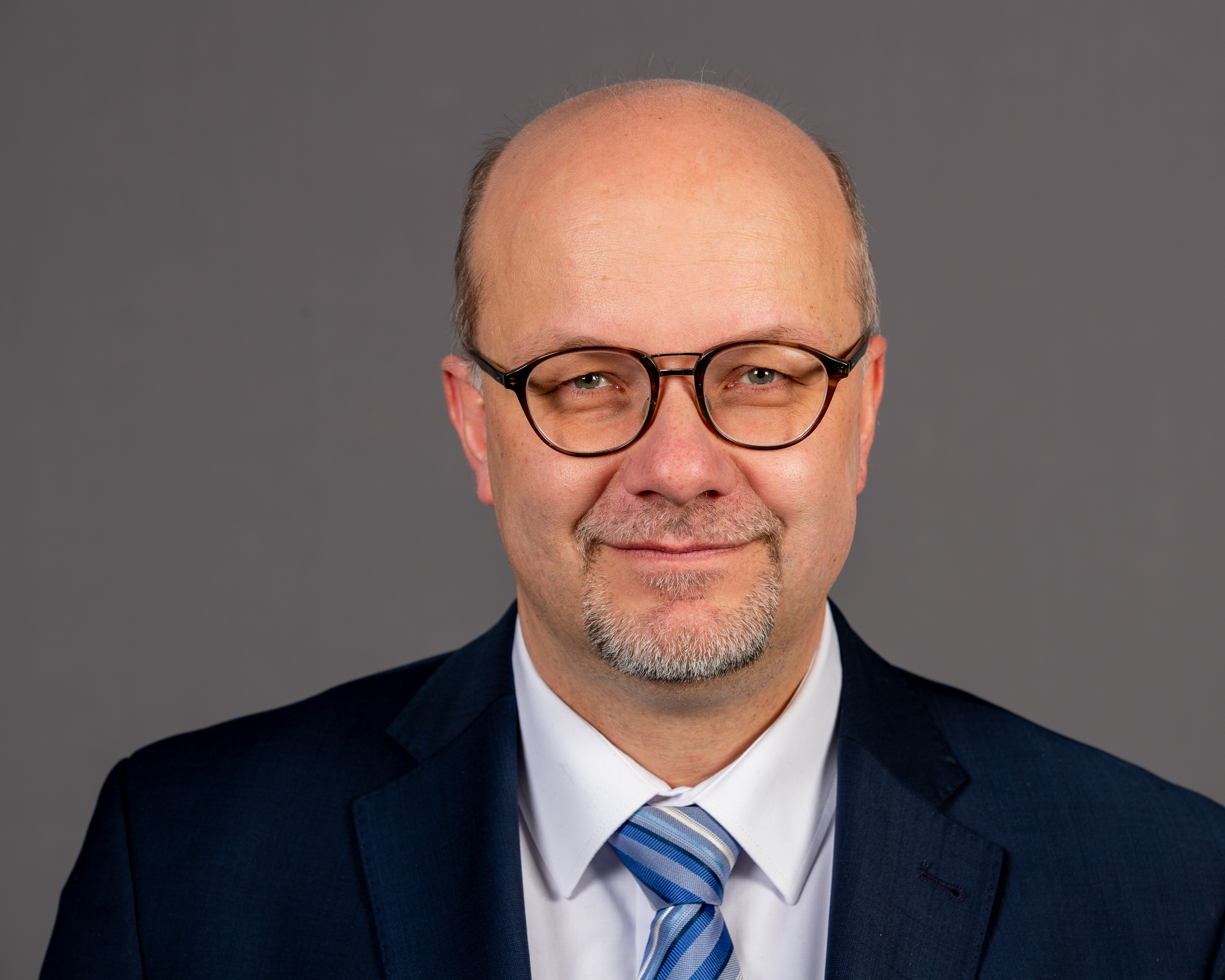
Fritz Felgentreu (* 1968)

- Felgentreu, Max (1874–1952), deutscher Landschaftsmaler der Düsseldorfer Schule
- Felger, Andreas (* 1935), deutscher Maler, Grafiker und Glaskünstler
- Felgner, Jörg (* 1972), deutscher Politiker (SPD), MdL, Staatssekretär in Sachsen-Anhalt
- Felgner, Kerstin (* 1966), deutsche Politikerin (Bündnis 90/Die Grünen)
- Felgner, Kurt (1912–2002), deutscher Musikpädagoge und Chorleiter
- Felgner, Lars (* 1972), deutscher Universitätslektor, Translatologe und Übersetzer
- Felgner, Philip (* 1950), US-amerikanischer Biochemiker
- Felgner, Ulrich (* 1941), deutscher Mathematiker und Hochschullehrer
- Felgner, Uta (* 1951), deutsche Managerin und Stasi-Agentin
- Felgrová, Alexandra (* 1979), slowakische Badmintonspielerin
- Felgueiras, João (* 1921), portugiesischer Geistlicher
- Felgueiras, Mário (* 1986), portugiesischer Fußballspieler
- Felguérez, Manuel (1928–2020), mexikanischer Bildhauer und Maler
- Felguth, Anita (1909–2003), deutsche Tischtennisspielerin

### Felh
- Felhi, Radhouène (* 1984), tunesischer Fußballnationalspieler
- Felhoelter, Herman (1913–1950), US-amerikanischer Franziskanerpater und „Kriegsheld“

### Feli
- Feli (* 1986), rumänische Sängerin und SongschreiberinFeli (* 1986)

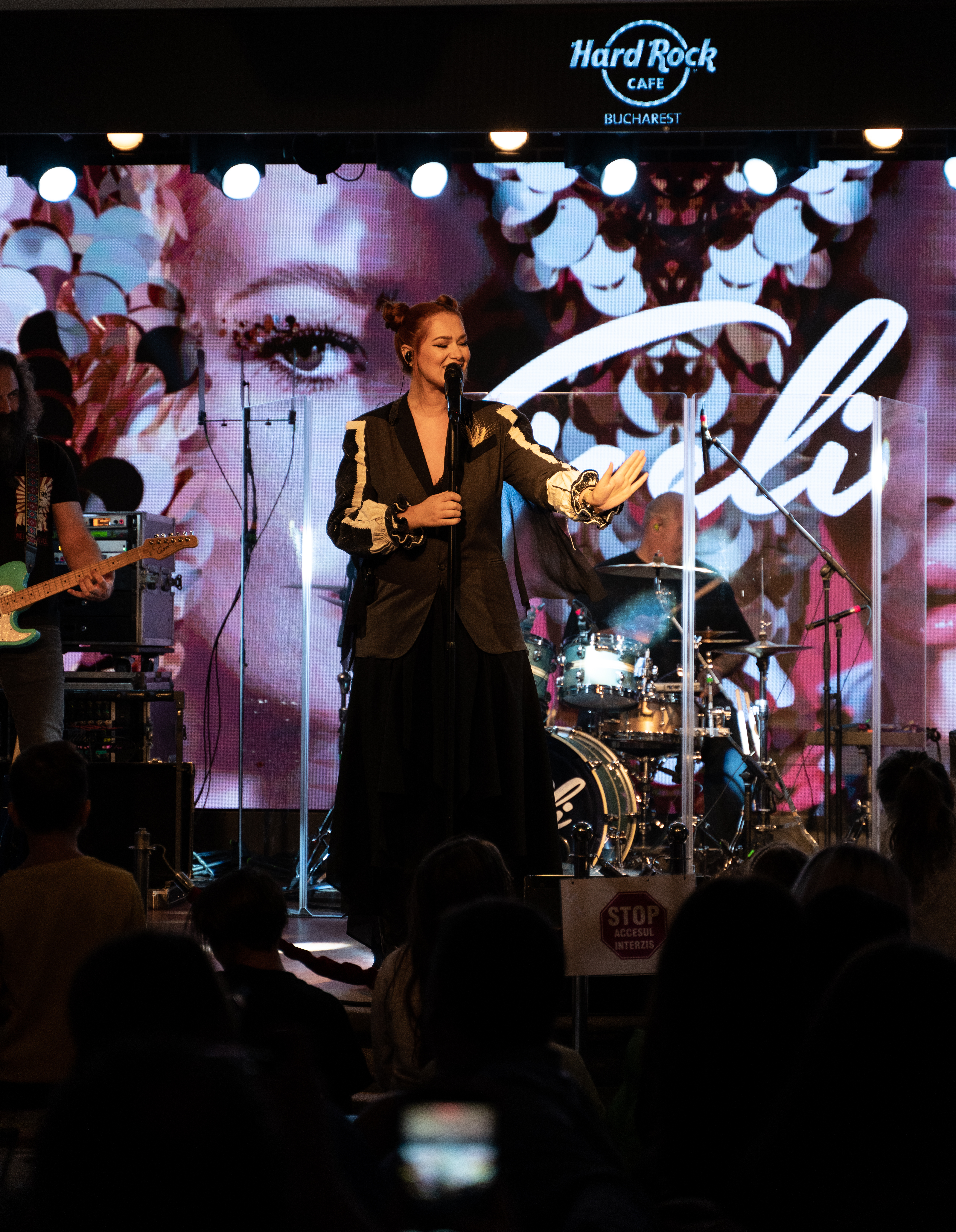
Feli (* 1986)

- Félibien, André (1619–1695), französischer Architekt und Kunsttheoretiker
- Felice de Almania, Jacqueline, italienische Ärztin in Paris
- Felice, Arnaldo de (* 1965), italienischer Oboist und Komponist
- Felice, Carlo Alberto (1886–1949), italienischer Filmjournalist und -regisseur
- Felice, Ernie (1922–2015), US-amerikanischer Jazz-Akkordeonist
- Felice, Fortunato Bartolomeo De (1723–1789), Schweizer Politiker
- Felice, Guillaume de (1803–1871), Schweizer evangelischer Geistlicher und Hochschullehrer
- Felice, Nik (* 1980), deutsch-nigerianischer Schauspieler, Sänger und Songwriter
- Félice, Philippe de (1880–1964), französischer Theologe, Religionshistoriker und Massenpsychologe
- Felicetti von Liebenfelss, Moritz (1816–1889), österreichischer Historiker und Dichter
- Felicetti, Luca (* 1981), italienischer Eishockeyspieler
- Felicetti, Mirko (* 1992), italienischer Snowboarder
- Felicetti-Liebenfels, Walter (1899–2000), österreichischer Kunsthistoriker
- Felici, Alessandro (1742–1772), italienischer Komponist, Organist und Cembalist
- Felici, Angelo (1919–2007), italienischer Kardinal
- Felici, Bartolomeo (1695–1776), italienischer Komponist und Organist
- Felici, Claudio (* 1960), san-marinesischer Politiker
- Felici, Ettore (1881–1951), italienischer Geistlicher, römisch-katholischer Erzbischof und Diplomat des Heiligen Stuhls
- Felici, Gilberto (* 1972), san-marinesischer Jurist und Richter am Europäischen Gerichtshof für Menschenrechte
- Felici, Giuseppe (1839–1923), italienischer Fotograf
- Felici, Pericle (1911–1982), italienischer Kardinal der römisch-katholischen Kirche
- Felici, Riccardo (1819–1902), italienischer Physiker
- Felicia von Roucy († 1123), Königin von Aragón-Navarra
- Feliciani, Antonio (1804–1866), italienischer Priester
- Feliciano, Cheo (1935–2014), puerto-ricanischer Komponist und Sänger von Salsa- und Bolero-Musik
- Feliciano, Felice (* 1433), italienischer Schriftkünstler, Buchmaler, Antiqua-Forscher
- Feliciano, Florentino P. (1928–2015), philippinischer Jurist, Mitglied am Obersten Gerichtshof der Philippinen und des Appellate Body der Welthandelsorganisation
- Feliciano, Frederick, philippinischer Mountainbike- und Straßenradrennfahrer
- Feliciano, Jesse (* 1982), US-amerikanischer Boxer
- Feliciano, José (* 1945), puerto-ricanischer SängerJosé Feliciano (* 1945)

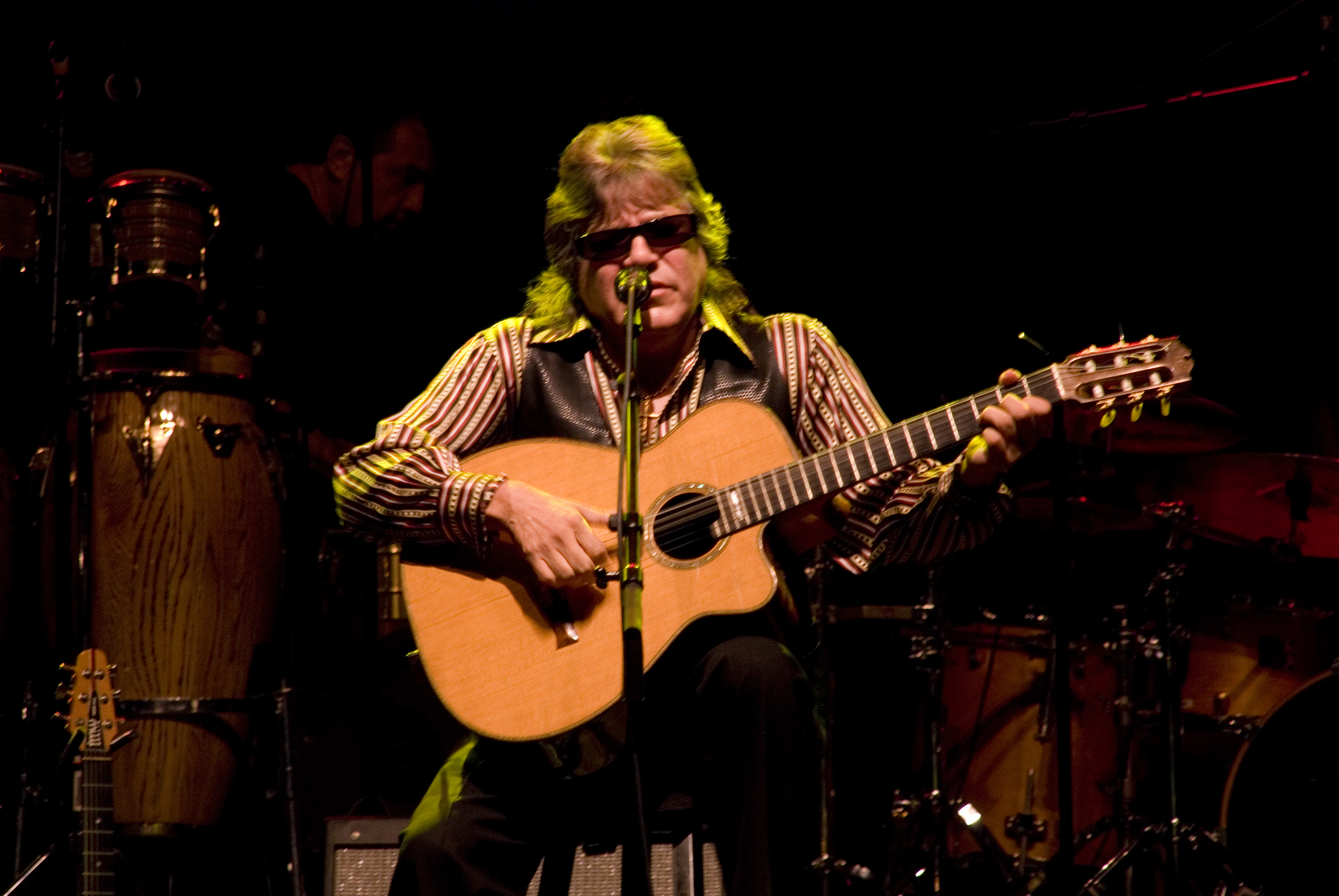
José Feliciano (* 1945)

- Feliciano, Marco (* 1972), brasilianischer Priester und Politiker
- Felicianus von Foligno (160–249), christlicher Bischof und Märtyrer
- Felicianus, Flavius, römischer Militär und Konsul 337
- Felicien, Perdita (* 1980), kanadische Hürdensprinterin
- Felicilda, Francisco, philippinischer Poolbillardspieler
- Felicio, antiker römischer Toreut
- Felício, Cristiano (* 1992), brasilianischer Basketballspieler
- Felício, Gílio (* 1949), brasilianischer Geistlicher, emeritierter römisch-katholischer Bischof von Bagé
- Felício, Nuno (1974–2013), portugiesischer Journalist, Nachrichtensprecher für das Radio und Blogger
- Felicioli, Jean-Loup (* 1960), französischer Grafiker und Regisseur
- Felicissimus, römischer Anführer einer Revolte
- Felicissimus († 258), christlicher Märtyrer und Heiliger
- Felicitas, Ehefrau des Dogen von Venedig, Giustininano Particiaco
- Felicitas von Karthago († 203), frühchristliche Märtyrin und Heilige
- Felicula, Heilige der christlichen Kirche und Märtyrerin
- Feliho, Clet (* 1954), guineischer Geistlicher, Bischof von Kandi
- Feliho, Rock (* 1982), französischer Handballspieler
- Feliksdal, Benjamin (* 1940), niederländischer Choreograf und Ballettlehrer
- Félina (* 1969), französische Schauspielerin, Sängerin und Tänzerin
- Felińska, Ewa (1793–1859), russische Schriftstellerin
- Feliński, Alojzy (1771–1820), polnischer Schriftsteller
- Felinski, Courtney (* 1992), US-amerikanische Volleyballspielerin
- Feliński, Zygmunt Szczęsny (1822–1895), Erzbischof von Warschau
- Felipe (* 1977), brasilianischer Fußballspieler
- Felipe (* 1984), brasilianischer Fußballspieler
- Felipe (* 1987), brasilianischer Fußballspieler
- Felipe (* 1989), brasilianischer Fußballspieler
- Felipe Anderson (* 1993), brasilianischer Fußballspieler
- Felipe VI. (* 1968), spanischer KönigFelipe VI. (* 1968)

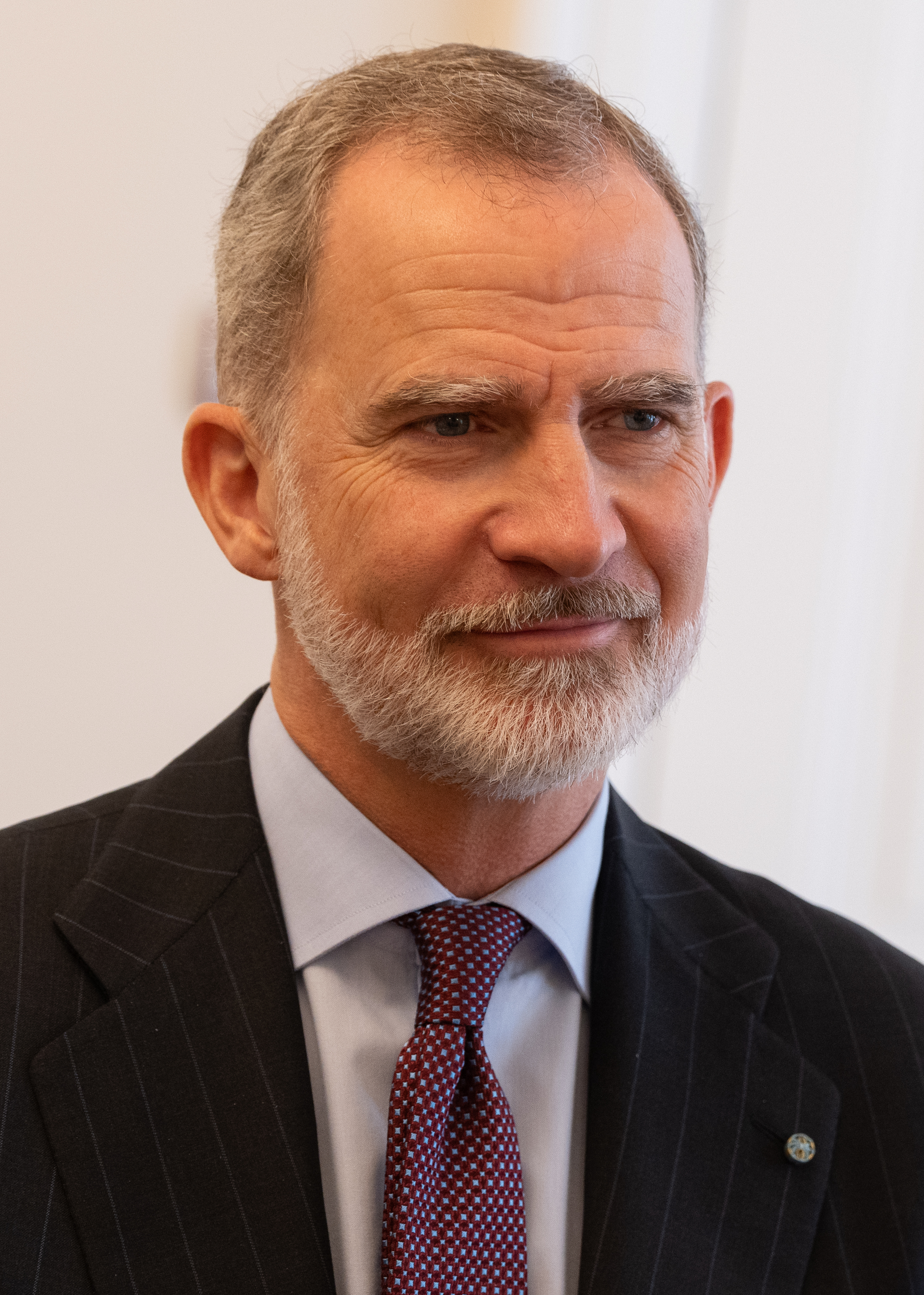
Felipe VI. (* 1968)

- Felipe y Núñez, Rafael Leónidas (* 1938), dominikanischer Geistlicher, emeritierter Bischof von Barahona
- Felipe, Abner (* 1996), brasilianischer Fußballspieler
- Felipe, Ben (* 1998), deutscher Filmschauspieler
- Felipe, Fernando de (* 1965), spanischer Comic- und Drehbuchautor
- Felipe, Ingrid (* 1978), österreichische Politikerin (Grüne), Landtagsabgeordnete
- Felipe, Jon Ander (* 1995), spanischer Fußballspieler
- Felipe, Luiz (* 1997), brasilianischer Fußballspieler
- Felipe, Pedro de (1944–2016), spanischer Fußballspieler
- Felipe, Sergio (* 1991), uruguayischer Fußballspieler
- Felipe, Vitor Gonçalves (* 1991), brasilianischer Beachvolleyballspieler
- Felipillo, Dolmetscher von Francisco Pizarro und später Diego de Almagro
- Felis, Stefano († 1603), italienischer Komponist
- Felisa, Amedeo (* 1946), italienischer Manager und Geschäftsführer von Aston Martin
- Felisatti, Massimo (1932–2016), italienischer Roman- und Drehbuchautor sowie Übersetzer
- Félisaz, Jonathan (* 1985), französischer Skisportler
- Felisberta da Silva, Juliana (* 1983), brasilianische Beachvolleyballspielerin
- Felisch, Bernhard (1839–1912), deutscher Architekt und Bauunternehmer, Interessenvertreter des Baugewerbes
- Felisch, Paul (1855–1933), deutscher Richter, Admiralitätsrat und Schriftsteller
- Felisiak, Robert (* 1962), deutscher Fechter
- Feliu i Mestres, Núria (1941–2022), katalanische Sängerin und Schauspielerin
- Felix, britischer DJ und Produzent
- Felix, römischer Jurist
- Felix († 141), Bischof von Byzanz
- Felix, christlicher Märtyrer
- Félix (1937–2012), brasilianischer Fußballspieler
- Felix Cornicula, Magister militum von Venedig
- Félix da Costa, António (* 1991), portugiesischer Automobilrennfahrer
- Felix da Housecat (* 1971), US-amerikanischer House- und Technoproduzent und DJFelix da Housecat (* 1971)

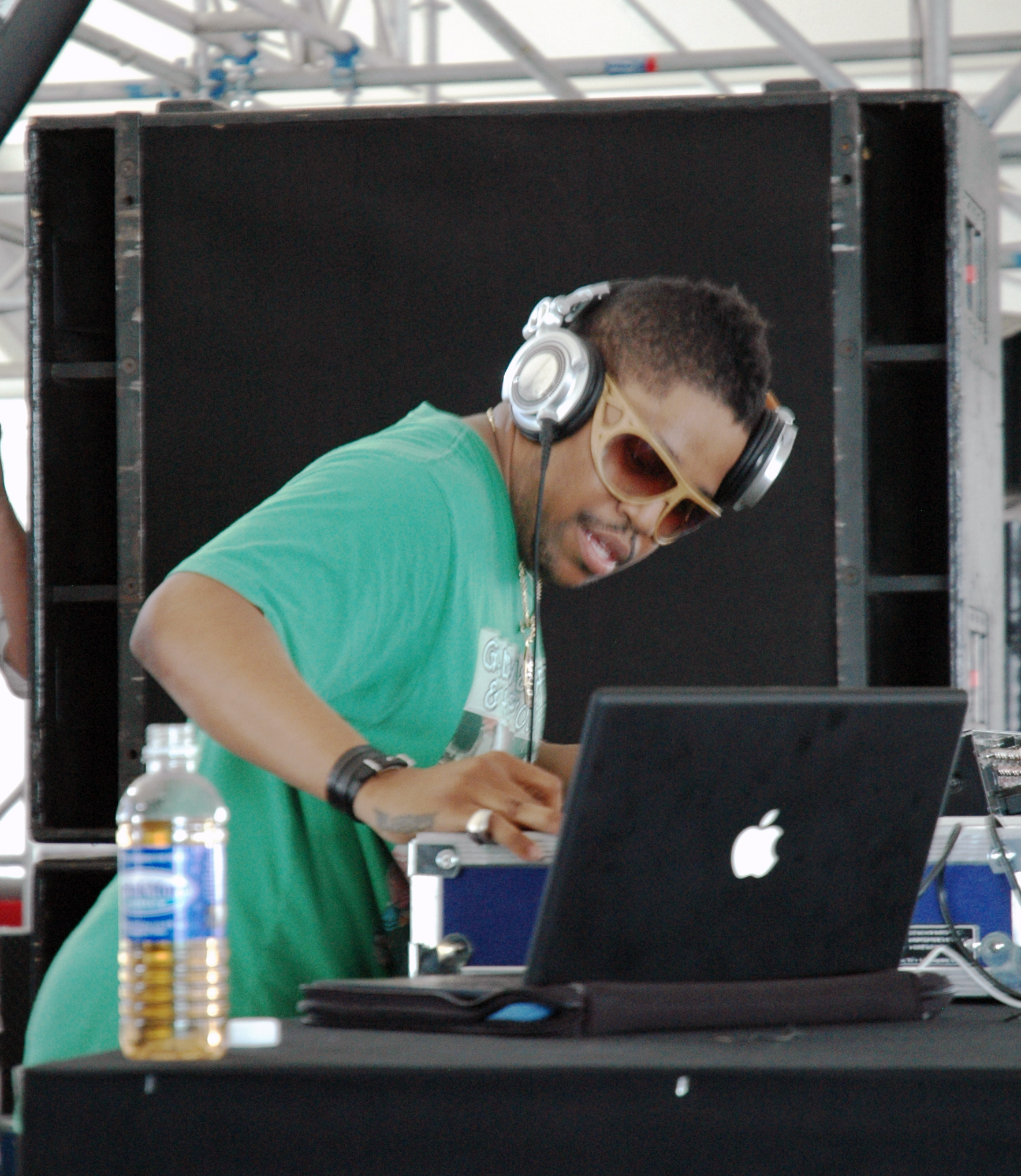
Felix da Housecat (* 1971)

- Félix da Silva, André Vital (* 1965), brasilianischer Ordensgeistlicher, römisch-katholischer Bischof von Limoeiro do Norte
- Félix de Tassy, Charles-François († 1703), französischer Arzt
- Félix d’Ollières, Louis Nicolas Victor de (1711–1775), französischer Militär des Ancien Régime
- Felix I., Bischof von Treviso
- Felix I. († 274), Bischof von Rom (269–274)
- Felix I. von Metz, Bischof von Metz; Heiliger
- Felix II., Bischof von Treviso
- Felix II. († 365), Papst oder Gegenpapst (355–358)
- Felix II. († 492), Papst (483–492)
- Felix II. von Metz († 716), Bischof von Metz
- Felix III. († 530), Papst (526–530)
- Felix Martin (* 1964), deutscher Schauspieler, Sänger und Musicaldarsteller
- Felix Pratensis, jüdischer Gelehrter und römisch-katholischer Ordensmann
- Félix Villena, Oscar (1917–2004), argentinischer Geistlicher, Weihbischof in Rosario
- Felix von Afrika, christlicher Märtyrer und katholischer Heiliger
- Felix von Burgund, Bischof von East Anglia
- Felix von Cantalice (1515–1587), Heiliger der römisch-katholischen Kirche
- Felix von Fritzlar, Benediktinermönch, Missionar und Märtyrer
- Felix von Girona, Diakon und Heiliger der römisch-katholischen Kirche
- Félix von Luxemburg (* 1984), luxemburgischer Prinz, Prinz von Nassau und Bourbon-ParmaFélix von Luxemburg (* 1984)

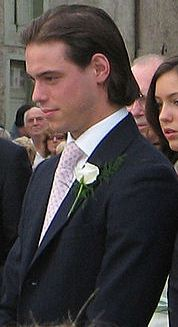
Félix von Luxemburg (* 1984)

- Felix von Nicosia (1715–1787), sizilianischer Kapuziner und Heiliger
- Felix von Nola, Heiliger, Bischof in Nola
- Felix von Rom, altkirchlicher Märtyrer
- Felix von Trier, Bischof von Trier
- Felix von Urgell († 818), spanischer Theologe und Bischof von Urgell
- Felix von Valois (1127–1212), französischer Ordensgründer, Heiliger
- Felix zu Dänemark (* 2002), dänischer Thronfolger
- Felix, Allyson (* 1985), US-amerikanische SprinterinAllyson Felix (* 1985)

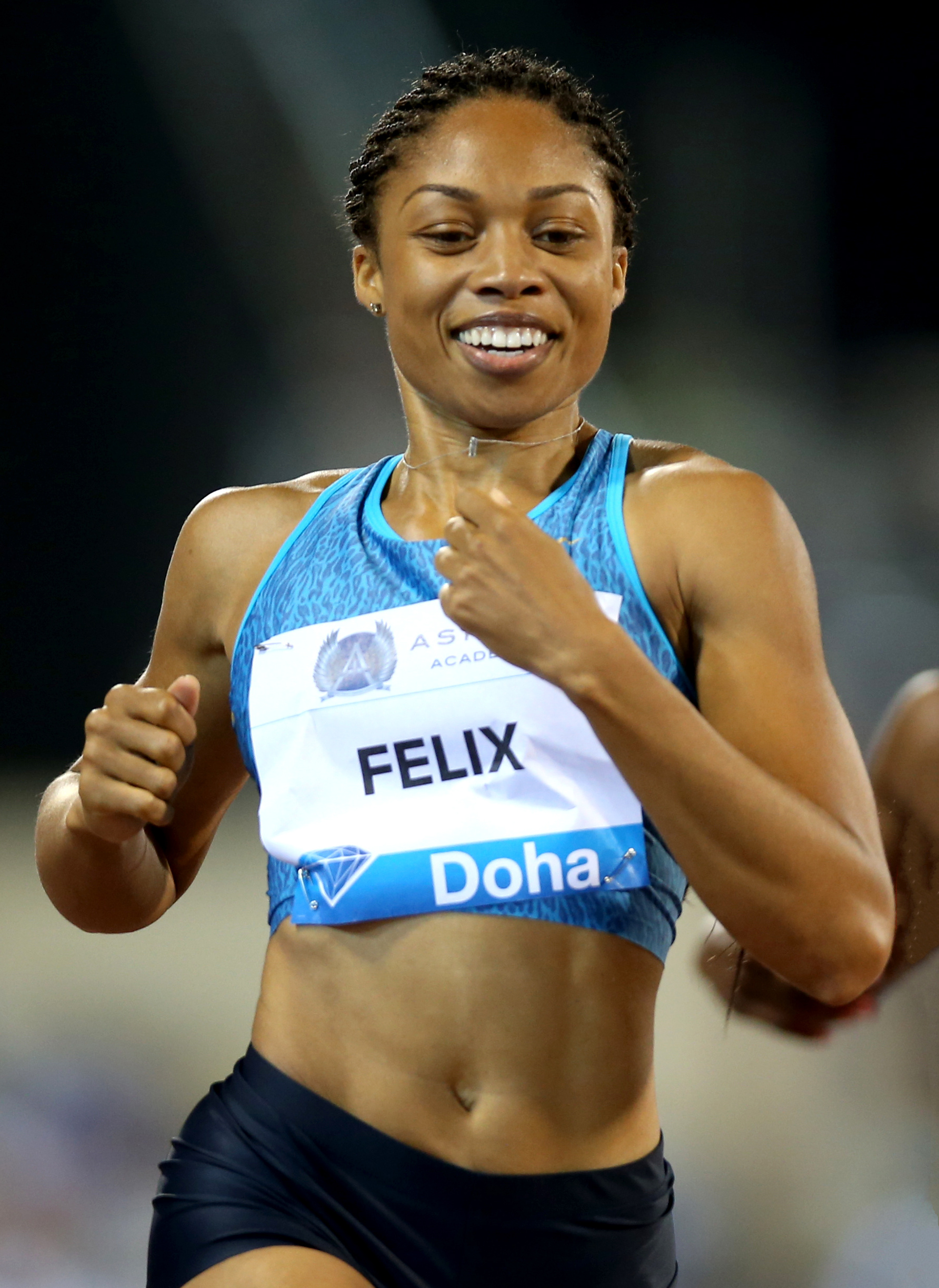
Allyson Felix (* 1985)

- Félix, Alysbeth (* 1993), puerto-ricanische Leichtathletin
- Félix, Antonio Carlos (* 1957), brasilianischer Geistlicher, römisch-katholischer Bischof von Governador Valadares
- Felix, Arthur (1887–1956), Bakteriologe
- Félix, Blanca (* 1996), mexikanische Fußballtorhüterin
- Felix, Christopher (* 1964), kanadischer Eishockeyspieler
- Felix, Dagmar (* 1960), deutsche Rechtswissenschaftlerin
- Felix, Delbert, US-amerikanischer Jazzmusiker
- Felix, Delron (* 2000), grenadischer Schwimmer
- Félix, Dulce (* 1982), portugiesische Langstreckenläuferin
- Felix, Emil (1875–1941), Schweizer Architekt
- Felix, Eugen (1836–1906), österreichischer Maler
- Felix, Flavius († 430), weströmischer Heermeister
- Félix, François (* 1949), französischer Fußballspieler und -trainer
- Felix, Frank, belgischer Diplomat
- Felix, František (1928–2001), tschechoslowakischer Skispringer
- Felix, Franz (1886–1963), österreichischer Opernsänger (Tenor), Theaterregisseur und Theaterleiter
- Felix, Gamali (* 1999), grenadischer Sprinter
- Felix, Herbert (1908–1973), österreichisch-schwedischer Unternehmer
- Felix, Hugo (1866–1934), österreichisch-amerikanischer Komponist
- Felix, Ivo (* 1955), tschechoslowakischer Skispringer
- Felix, Jean († 1902), Theaterschauspieler und Operettensänger (Tenor)
- Félix, João (* 1999), portugiesischer FußballspielerJoão Félix (* 1999)

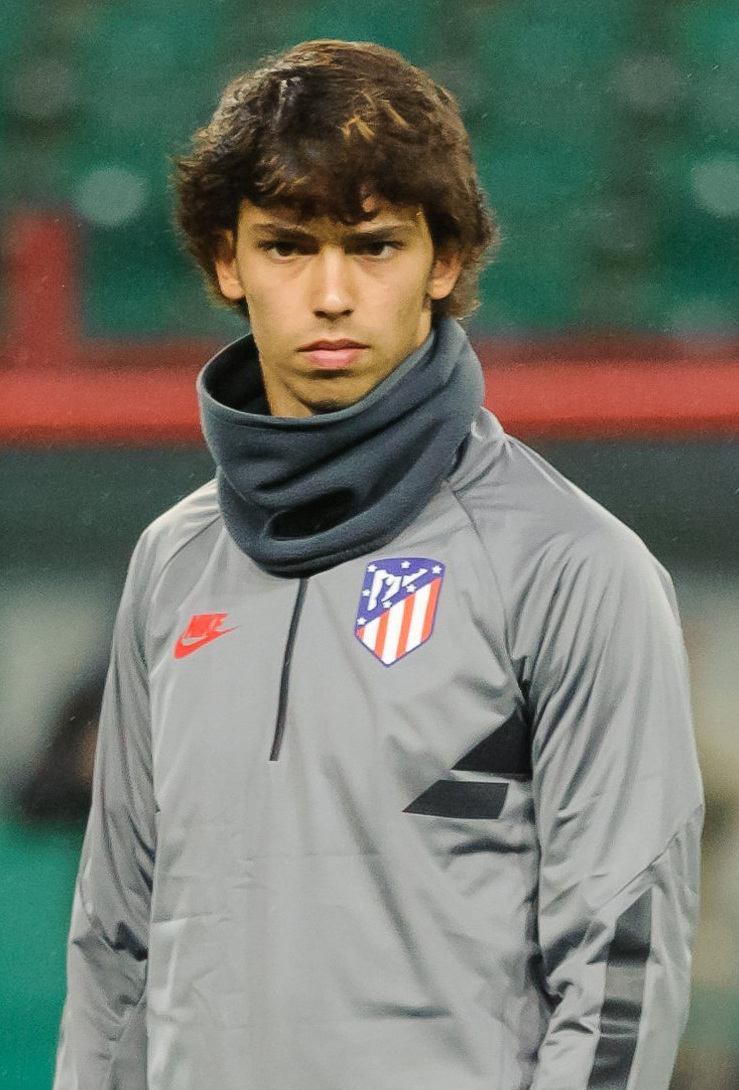
João Félix (* 1999)

- Felix, Joel (* 1998), dänischer Fußballspieler
- Felix, Johannes (1859–1941), deutscher Paläontologe
- Felix, Julian (* 1992), deutscher Schauspieler
- Felix, Julie (1938–2020), US-amerikanische Folkrock-Sängerin
- Felix, Kelvin (1933–2024), lucianischer Geistlicher, römisch-katholischer Erzbischof von Castries und Kardinal
- Felix, Kurt (1888–1960), deutscher Mediziner
- Felix, Kurt (1941–2012), Schweizer Fernsehmoderator und -journalistKurt Felix (1941–2012)

Kurt Felix (1941–2012)

- Felix, Kurt (* 1988), grenadischer Zehnkämpfer
- Felix, Lara (* 2003), österreichische Fußballspielerin
- Felix, Lennart (* 1993), deutscher Pianist und Musiker
- Felix, Lennie (1920–1981), britischer Jazzpianist
- Félix, Léon Pierre (1869–1940), französischer Genremaler und Kunstpädagoge
- Felix, Manuela (* 1984), deutsche Sportschützin
- Felix, Marc Leopold (* 1942), belgischer Experte für afrikanische Kunst, Kunstsammler und Händler
- Felix, Marcus Antonius, Präfekt von Judäa
- Félix, María (1914–2002), mexikanische Filmschauspielerin
- Felix, Nayara (* 1991), brasilianische Volleyballspielerin
- Felix, Paola (* 1950), Schweizer Sängerin
- Felix, René (* 1990), österreichischer Fußballspieler
- Felix, Ruth (* 1971), Schweizer Sängerin
- Felix, Sascha W. (1945–2012), deutscher Linguist
- Felix, Seymour (1892–1961), US-amerikanischer Choreograph
- Félix, Sylviane (* 1977), französische Sprinterin
- Felix, Walther (1860–1930), deutscher Anatom
- Felix, Werner (1927–1998), deutscher Musikwissenschaftler
- Felix, Willi (1892–1962), deutscher Chirurg und Hochschullehrer
- Felix, Wolfgang (1923–2010), deutscher Pharmakologe
- Felix, Zdenek (* 1938), deutscher Kunsthistoriker und Kurator
- Félix, Zoé (* 1976), französische SchauspielerinZoé Félix (* 1976)

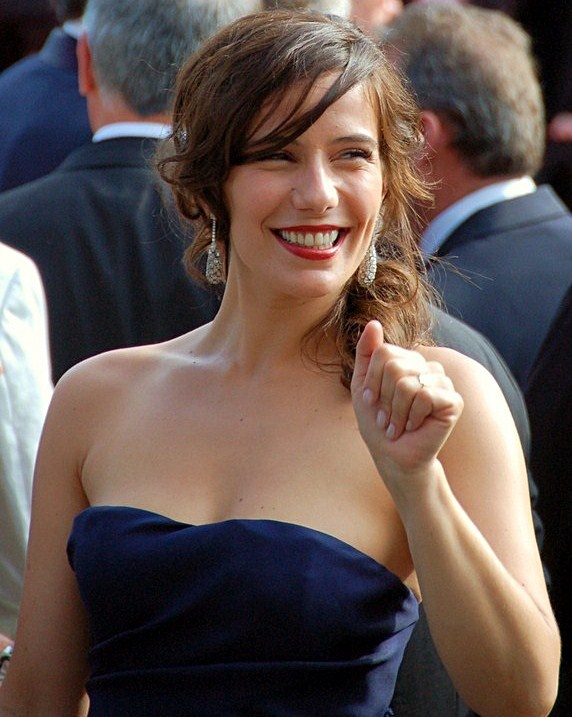
Zoé Félix (* 1976)

- Felixberger, Peter (* 1960), deutscher Journalist und Autor
- Felixmüller, Conrad (1897–1977), deutscher Maler des Expressionismus und der Neuen Sachlichkeit
- Feliz, Andrés (* 1997), dominikanischer Basketballspieler
- Féliz, Lidio (* 1997), dominikanischer Sprinter
- Feliz, Neftali (* 1988), dominikanischer Baseballspieler
- Feliz, Raymundo (* 1989), dominikanischer Fußballschiedsrichterassistent
- Feliz, Rhenzy (* 1997), US-amerikanischer Schauspieler
- Felizia von Sizilien († 1102), Königin von Ungarn

### Felk
- Felkai, László (1941–2014), ungarischer Wasserballspieler
- Felke, Aloys (1927–1997), deutscher Unternehmer und Politiker (CDU), MdL
- Felke, Emanuel (1856–1926), evangelischer Pastor und Naturheilkundler
- Felke, Franz (1902–1990), deutscher Unternehmer
- Felke, Günter (1929–2005), deutscher Unternehmer
- Felke, Manfred (* 1943), deutscher Fußballspieler
- Felke, Michael (1895–1977), deutscher Unternehmer
- Felke, Petra (* 1959), deutsche Speerwerferin und OlympiasiegerinPetra Felke (* 1959)

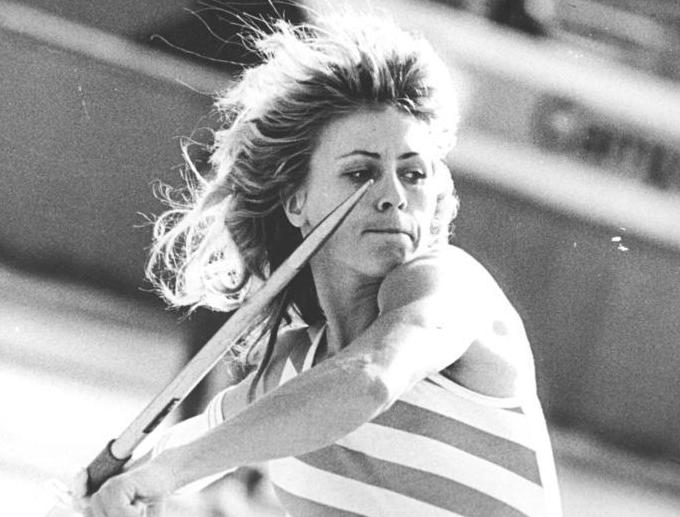
Petra Felke (* 1959)

- Felke, Thomas (* 1963), deutscher Politiker (SPD), MdL
- Felke, Walter (1928–2017), deutscher Unternehmer
- Felkel, Alain (* 1965), deutscher Historiker und Autor
- Felkel, Anton (* 1740), Pädagoge und Mathematiker
- Felkel, Carl (1896–1980), österreichischer Maler und Illustrator
- Felkel, Günter (1921–2001), deutscher Schriftsteller
- Felken, Detlef (* 1957), deutscher Lektor, Historiker und Programmleiter
- Felker, Butch (1945–2008), US-amerikanischer Politiker
- Felker, Samuel D. (1859–1932), US-amerikanischer Politiker
- Felkin, Hugh (1922–2001), britischer Chemiker
- Felkl, Kurt (1918–2013), deutscher Chirurg, Urologe und Generalarzt

### Fell
- Fell, Barry (1917–1994), britischer Zoologe
- Fell, Bernhard (1929–2021), deutscher Chemiker
- Fell, Brian (* 1938), britischer Historiker und Publizist
- Fell, Derek (1939–2019), britischer Autor und Fotograf
- Fell, Georg (1858–1938), deutscher Konsumgenossenschafter, Manager
- Fell, Graeme (* 1959), kanadischer Hindernisläufer britischer Herkunft
- Fell, Hans-Josef (* 1952), deutscher Politiker (Bündnis 90/Die Grünen), MdBHans-Josef Fell (* 1952)

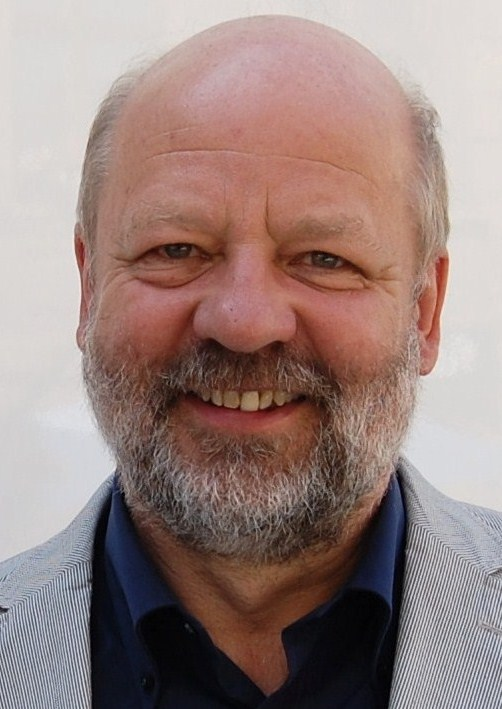
Hans-Josef Fell (* 1952)

- Fell, Heather (* 1983), britische Pentathletin
- Fell, Honor Bridget (1900–1986), britische Biologin, Zellbiologin und Immunologin
- Fell, Hubert (1899–1964), deutscher Politiker (CDU), MdL
- Fell, Jan (* 1963), deutscher Volleyballspieler
- Fell, Jesse Weldon (1819–1889), US-amerikanischer Mediziner
- Fell, Jimmy (* 1956), deutscher Künstler und Bauingenieur
- Fell, John (1721–1798), britisch-amerikanischer Politiker
- Fell, Júnior (* 1992), brasilianischer Fußballspieler
- Fell, Karl H. (1936–1996), deutscher Politiker (CDU), MdL, MdB
- Fell, Mareike (* 1975), deutsche SchauspielerinMareike Fell (* 1975)

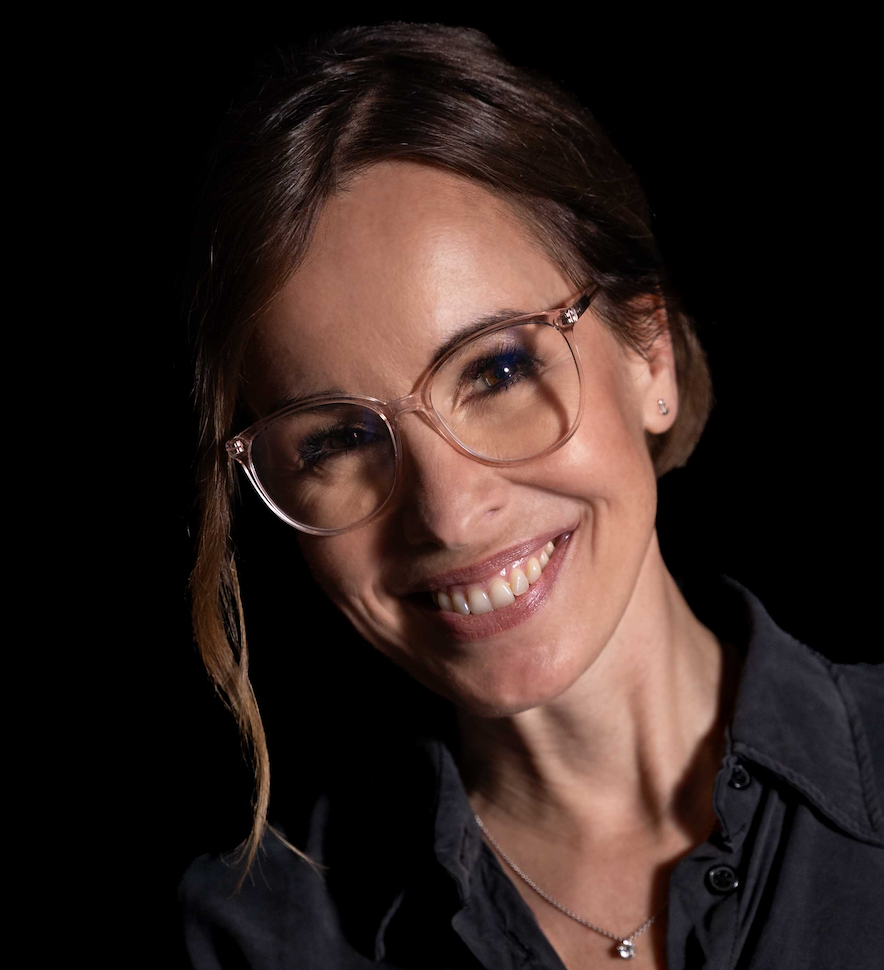
Mareike Fell (* 1975)

- Fell, Margaret (1614–1702), englische Mitbegründerin, Predigerin und Schriftstellerin der Quäker
- Fell, Matthias (* 1940), deutscher Volleyballfunktionär
- Fell, Michael (* 1963), deutscher Koch
- Fell, Norman (1924–1998), US-amerikanischer Schauspieler
- Fell, Rainer (* 1943), deutscher Generalmajor der Bundeswehr
- Fell, Sam (* 1965), britischer Filmregisseur, Drehbuchautor, Synchronsprecher und Animator
- Fell, Simon H. (1959–2020), britischer Kontrabassist und Komponist
- Fell, Terry (1921–2007), US-amerikanischer Country-Musiker
- Fell, Winand (1837–1908), deutscher Theologe und Orientalist
- Fella, Hubert (* 1968), deutscher Reality-TV-Teilnehmer und Inhaber eines ReisebürosHubert Fella (* 1968)

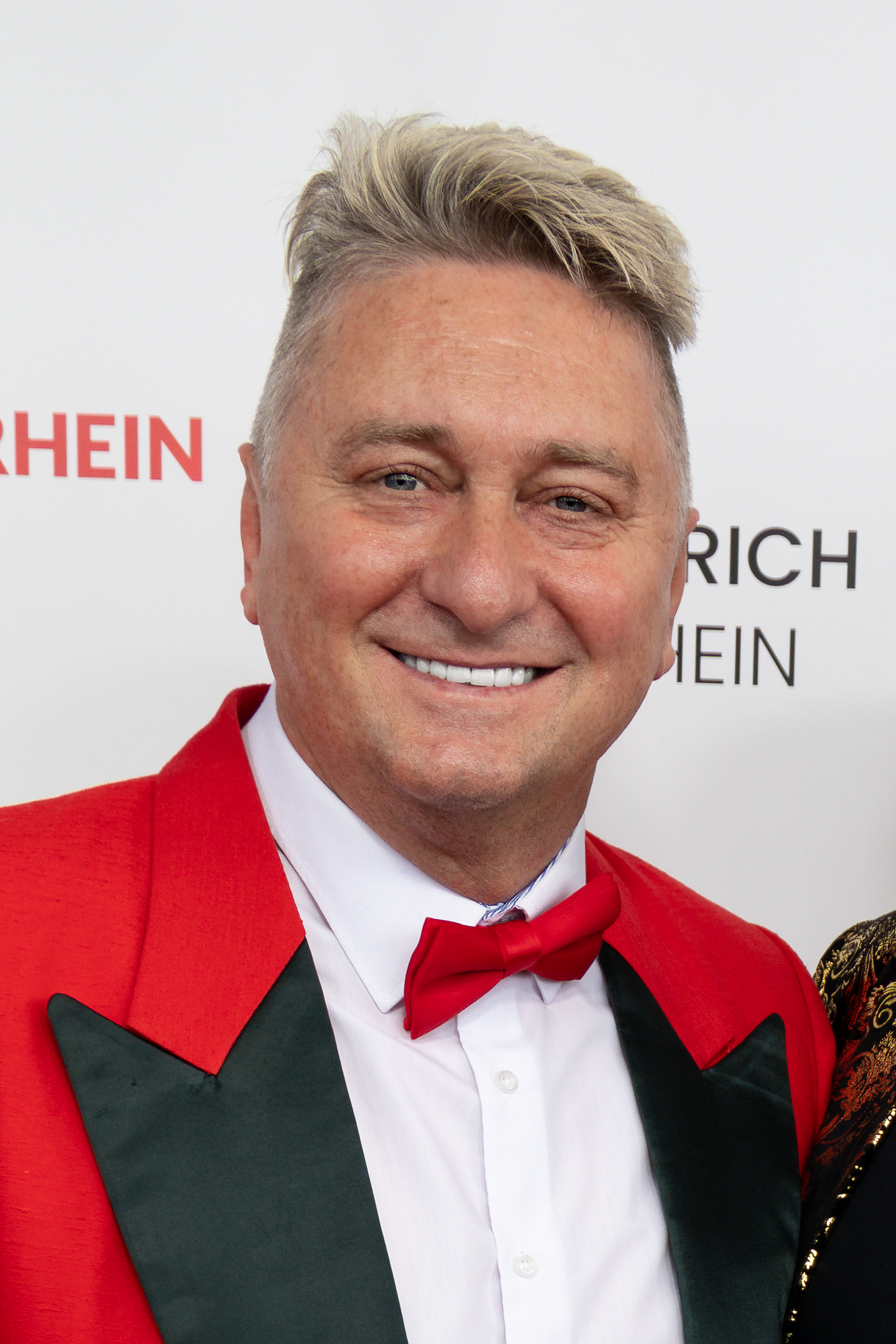
Hubert Fella (* 1968)

- Fellag, Mohamed (* 1950), algerischer Schauspieler, Humorist und Schriftsteller
- Fellaini, Abdellatif (* 1948), marokkanischer Fußballtorhüter
- Fellaini, Marouane (* 1987), belgischer Fußballspieler
- Fellay, Bernard (* 1958), katholischer Bischof und Generaloberer der Priesterbruderschaft St. Pius X.
- Fellay, Luc (* 1947), Schweizer Korpskommandant
- Fellay, Raymond (1932–1994), Schweizer Skirennfahrer
- Fellbaum, Christiane (* 1950), deutsche Linguistin
- Felle, Antonio Enrico (* 1962), italienischer Christlicher Archäologe
- Felle, Ernst (1876–1959), deutscher Ruderer
- Felle, Eugen (1869–1934), deutscher Postkartenmaler
- Felle, Leonie (* 1979), deutsche Bildende Künstlerin und Musikerin
- Felle, Madam (1831–1908), norwegische Gastronomin
- Felleghy, Tom (1921–2005), ungarisch-italienischer Schauspieler
- Felleis, Roman (1903–1944), österreichischer Politiker
- Felleisen, Makarius (1802–1850), deutscher Verwaltungsbeamter
- Fellenberg, Daniel von (1736–1801), Schweizer Politiker und Jurist
- Fellenberg, Edmund von (1838–1902), schweizerischer Geologe und Bergsteiger
- Fellenberg, Emmanuel Ludwig von (1811–1878), Schweizer evangelischer Geistlicher
- Fellenberg, Friedrich (1867–1952), deutsch-schweizerischer Lebensreformer
- Fellenberg, Friedrich (1904–1979), deutscher Kommunist, 2. Sekretär der SED-Bezirksleitung Neubrandenburg
- Fellenberg, Gottfried von (1857–1924), Schweizer Komponist
- Fellenberg, Joachim (* 1953), deutscher Fußballspieler
- Fellenberg, Ludwig Rudolf von (1809–1878), Schweizer Chemiker
- Fellenberg, Philipp Emanuel von (1771–1844), Schweizer Pädagoge und Agronom
- Fellenberg, Reinhold (1848–1912), deutscher Militärmusiker, Stabstrompeter, Komponist und Karnevalist
- Fellenberg, Theodor von (1881–1962), Schweizer Chemiker
- Fellenberg, Wilhelm Tell von (1798–1880), Schweizer Agronom
- Fellenberg-Bitzi, Trudi von (* 1954), Schweizer Journalistin und Autorin
- Fellendorf, Katharina (1884–1944), deutsche Widerstandskämpferin und Opfer des Nationalsozialismus
- Fellendorf, Wilhelm, deutscher Widerstandskämpfer und Agent des Militärnachrichtendienstes GRU
- Fellenius, Wolmar (1876–1957), schwedischer Geotechniker
- Fellensiek, Uwe (* 1955), deutscher Schauspieler
- Fellenz, Martin (1909–2007), deutscher SS-Führer und Täter des Holocaust
- Feller, Schweizer Basketballspielerin
- Feller, Adolf (1879–1931), Schweizer Unternehmer
- Feller, Andreas (* 1968), deutscher Kommunalpolitiker und Oberbürgermeister
- Feller, Anke (* 1971), deutsche LeichtathletinAnke Feller (* 1971)

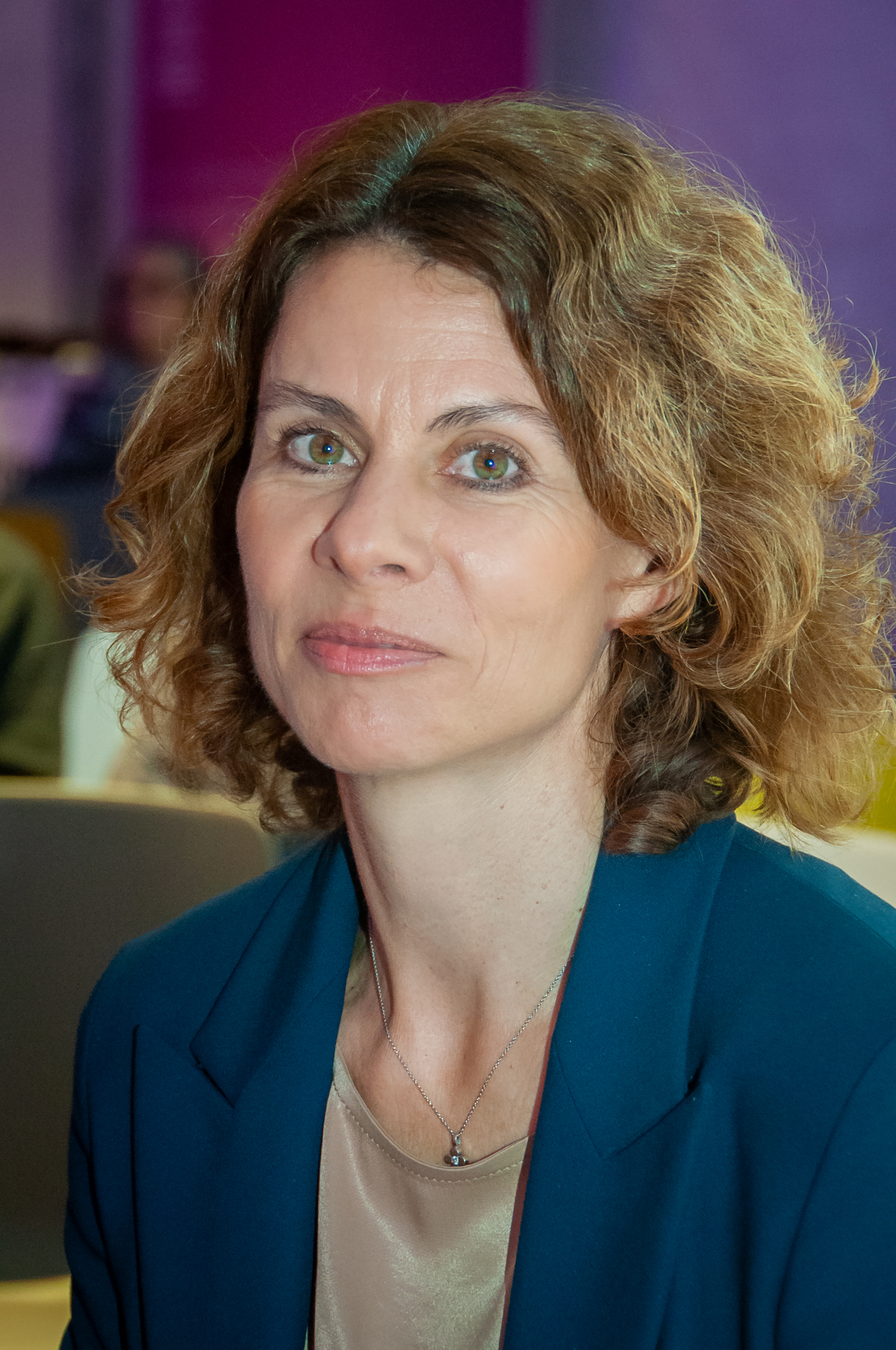
Anke Feller (* 1971)

- Feller, Beat (* 1955), Schweizer Bildhauer und Musiker
- Feller, Carlos (1922–2018), argentinischer Opernsänger in der Stimmlage Bass
- Feller, Carsten (* 1966), deutscher Hochschulmanager und politischer Beamter (SPD)
- Feller, Dieter (* 1942), deutscher Fußballspieler
- Feller, Dorothee (* 1966), deutsche Verwaltungsjuristin (CDU), Regierungspräsidentin des Regierungsbezirks MünsterDorothee Feller (* 1966)

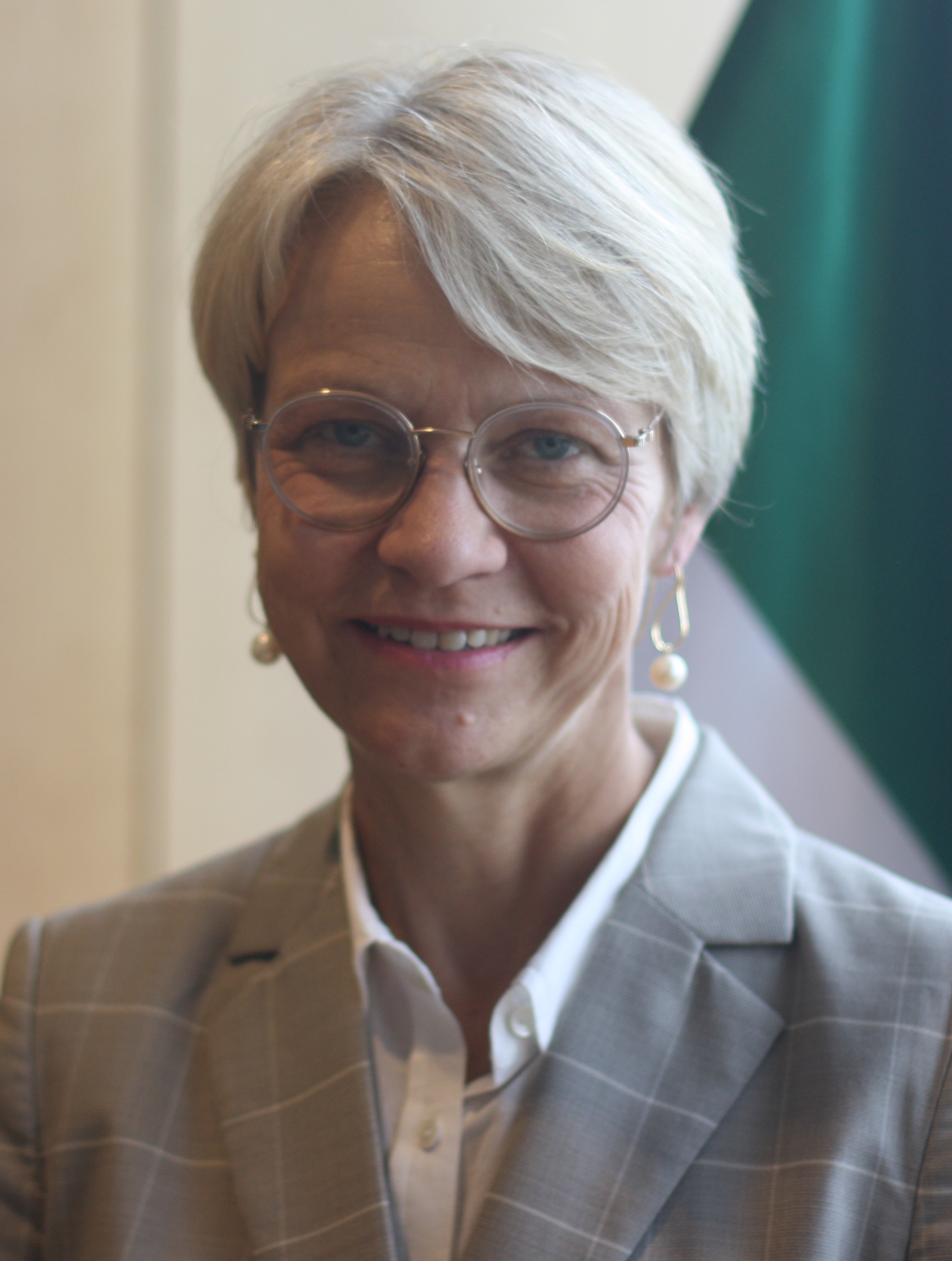
Dorothee Feller (* 1966)

- Feller, Elisabeth (1910–1973), Schweizer Unternehmerin und Kunstmäzenin
- Feller, Erwin (1911–1991), deutscher Politiker (GB/BHE), MdB, MdL
- Feller, Frank (* 2004), deutscher Fußballtorhüter
- Feller, Franz Josef (1773–1834), deutscher Kaufmann, Schreiber am Stadt- und Kreisgericht Aschaffenburg
- Feller, Friedrich Ernst (1802–1859), deutscher Pädagoge, Handelsschullehrer und Autor
- Feller, Georg (1906–1993), deutscher Gewerkschafter, Widerstandskämpfer und Kommunalpolitiker
- Feller, Gerd Udo (* 1943), deutscher Schauspieler, Hörspielsprecher und Theaterregisseur
- Feller, Harald (1913–2003), Schweizer Diplomat
- Feller, Harald (* 1951), deutscher Organist, Komponist und Arrangeur
- Feller, Jakob (1917–2015), deutscher Politiker (CVP, CDU), MdL
- Feller, Jerrel (* 1987), niederländischer Sprinter
- Feller, Joachim (1638–1691), deutscher Historiker, Bibliothekar, Polyhistor
- Feller, Josef (1839–1915), bayerischer Mundartdichter, Buchhändler und Verleger
- Feller, Jules (1859–1940), belgischer Romanist und Dialektologe
- Feller, Kai (* 1971), deutscher Pastor, Beteiligter der Ossietzky-Affäre
- Feller, Karel (1898–1991), tschechoslowakischer Fußballspieler
- Feller, Linda (* 1966), deutsche Country- und Schlager-Sängerin
- Feller, Lisa (* 1976), deutsche Schauspielerin, Komikerin und ehemalige HörfunkmoderatorinLisa Feller (* 1976)

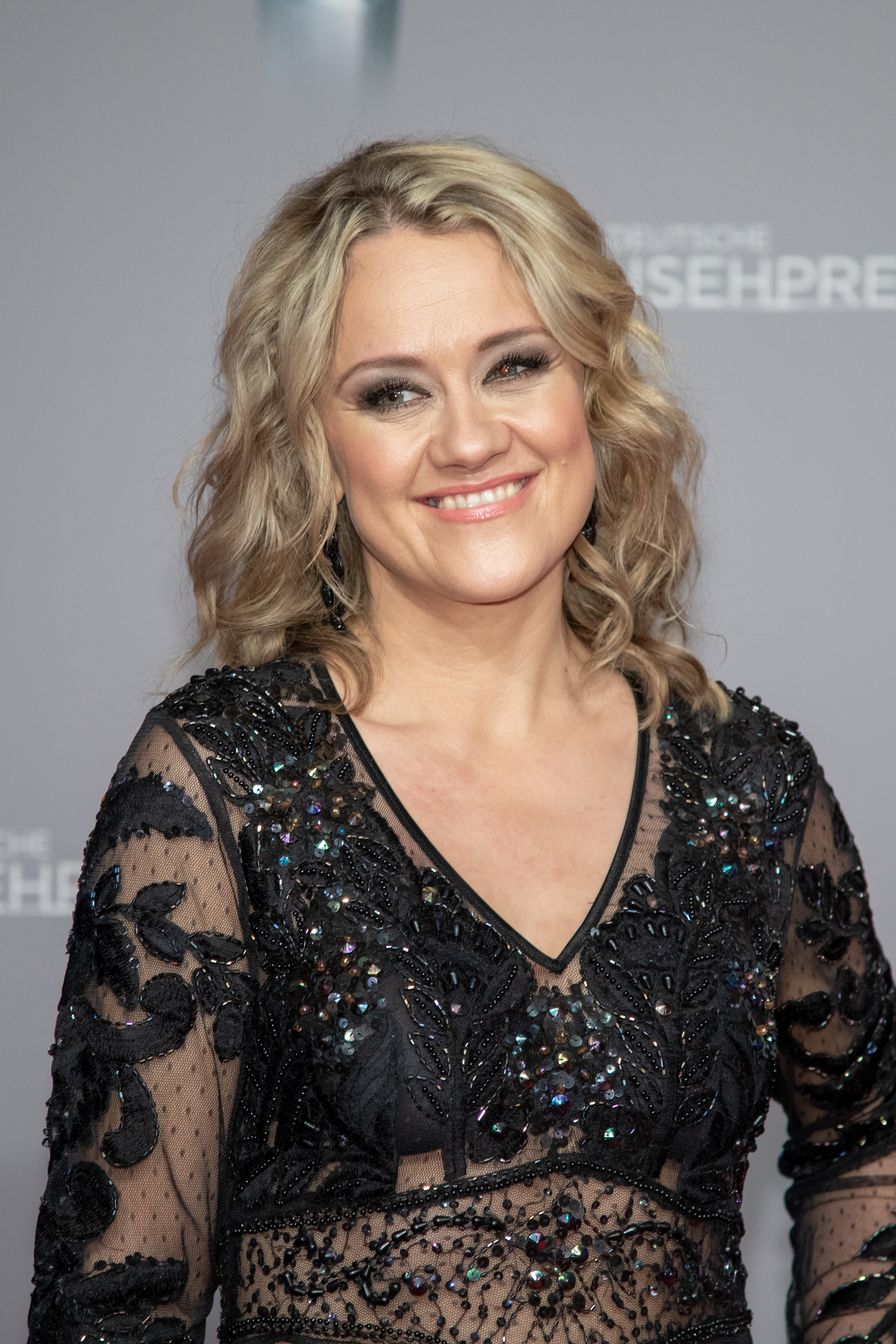
Lisa Feller (* 1976)

- Feller, Manuel (* 1992), österreichischer Skirennläufer
- Feller, Marla, US-amerikanische Neurowissenschaftlerin
- Feller, Maurizio (* 1974), italienischer Skirennläufer
- Feller, Naomie (* 2001), französische Fußballspielerin
- Feller, Olivier (* 1974), Schweizer Politiker (FDP)
- Feller, Ricardo (* 2000), schweizerischer Automobilrennfahrer
- Feller, Richard (1877–1958), Schweizer Historiker
- Feller, Sébastien (* 1991), französischer Schachgroßmeister
- Feller, Siegfried (* 1958), deutscher Kommunalpolitiker (CDU/CSU)
- Feller, Stefan (* 1958), deutscher Polizist, Polizeiberater der Vereinten Nationen
- Feller, Theodor (1836–1903), deutscher Lehrer und Autor
- Feller, Thorsten (* 1973), deutscher Schauspieler
- Feller, William (1906–1970), jugoslawisch-US-amerikanischer Mathematiker
- Feller, Willy (1905–1979), deutscher Politiker (KPD), MdL
- Feller, Wolf (1930–2014), deutscher Journalist
- Fellerer, Gotthard (* 1944), österreichischer Interartkünstler
- Fellerer, Karl Gustav (1902–1984), deutscher Musikwissenschaftler
- Fellerer, Margarethe Marianne († 1961), österreichisch-schweizerische Fotografin und Anthroposophin
- Fellerer, Max (1889–1957), österreichischer Architekt
- Fellermaier, Ludwig (1930–1996), deutscher Politiker (SPD), MdB, MdEP
- Fellermeier, Jakob (1911–2004), deutscher katholischer Priester und Philosoph
- Fellermeier, Max (1890–1982), deutscher Lehrer und Heimatforscher
- Fellermeyer, Josef (1862–1931), deutscher Genre- und Porträtmaler
- Fellers, Bonner (1896–1973), US-amerikanischer General
- Fellers, Rich (* 1959), US-amerikanischer Springreiter
- Fellgett, Peter (1922–2008), britischer Physiker
- Fellgiebel, Erich (1886–1944), deutscher General der Nachrichtentruppe und WiderstandskämpferErich Fellgiebel (1886–1944)

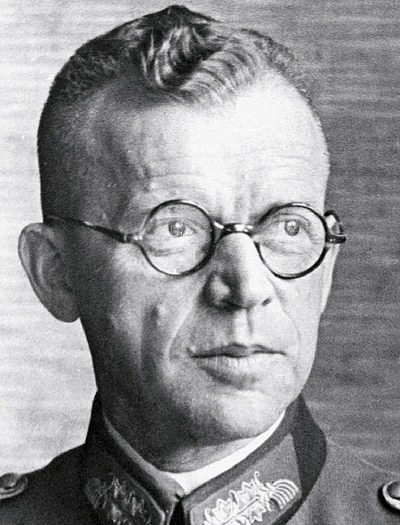
Erich Fellgiebel (1886–1944)

- Fellgiebel, Hans (1889–1977), deutscher Landstallmeister und Hippologe
- Fellgiebel, Walther-Peer (1918–2001), deutscher Offizier, Manager und Autor
- Fellhauer, Andreas (* 1971), deutscher Fußballspieler und -trainer
- Fellhauer, David Eugene (* 1939), US-amerikanischer Geistlicher, emeritierter Bischof von Victoria in Texas
- Fellhauer, Heinz (* 1928), deutscher Jurist und Intendant der Deutschen Welle
- Fellhauer, Kim (* 1998), deutsche Fußballspielerin und Assistenztrainerin
- Fellhauer, Robin (* 1998), deutscher FußballspielerRobin Fellhauer (* 1998)

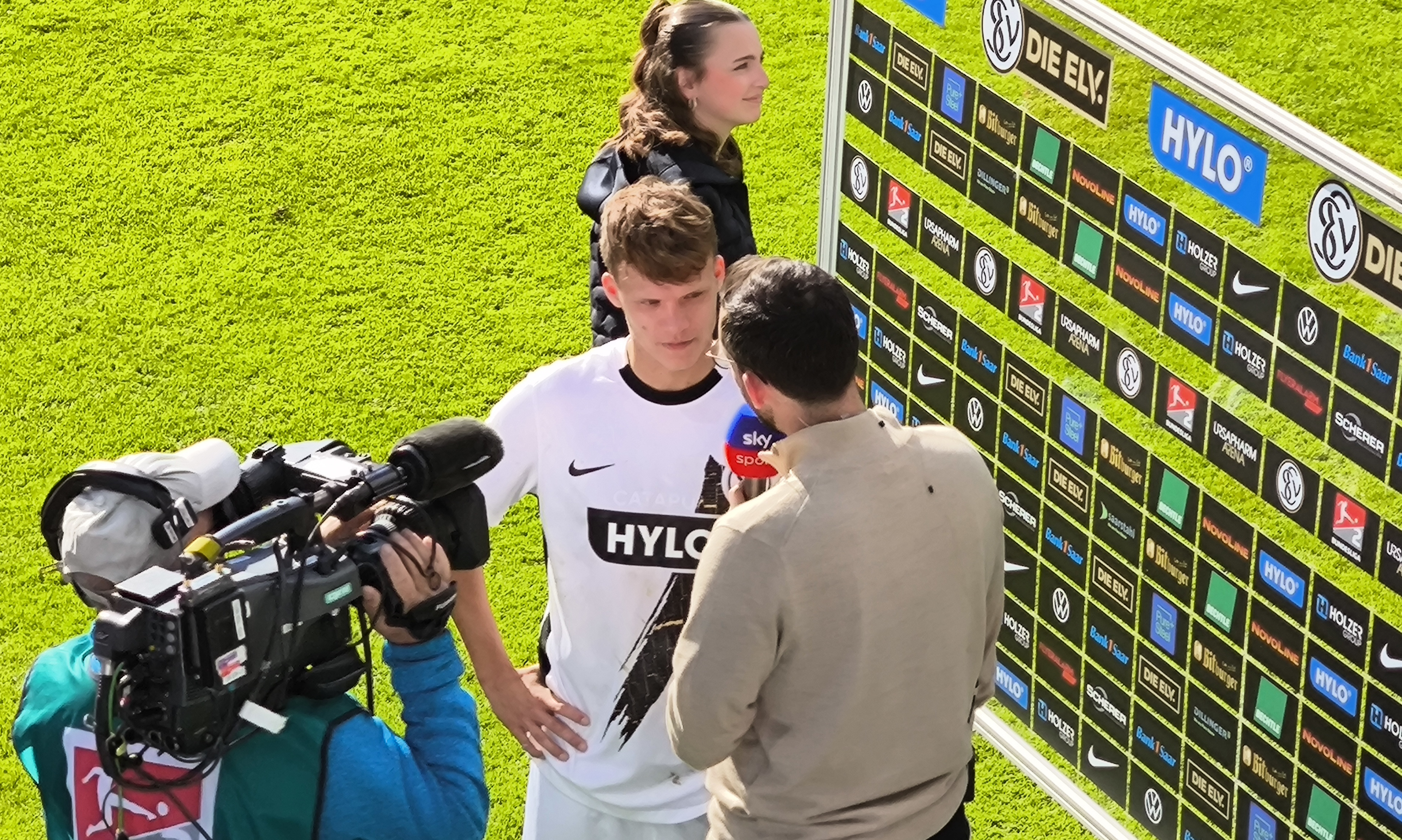
Robin Fellhauer (* 1998)

- Felli, Roger (1941–1979), ghanaischer Militär, Politiker und ehemaliger Außenminister Ghanas
- Fellig, Arthur (1899–1968), US-amerikanischer Fotograf
- Fellin, Benedetto (* 1956), österreichisch-Südtiroler Maler
- Fellin, Jakob (1869–1951), österreichischer Bibliothekar
- Fellin, Katia (* 1992), italienische Schauspielerin
- Fellin, Peter (1920–1999), italienischer Maler (Südtirol)
- Felline, Fabio (* 1990), italienischer Radrennfahrer
- Felline, Tommy, US-amerikanischer Musiker
- Fellinger, Andreas (* 1971), österreichischer Fußballschiedsrichter
- Fellinger, Ernst (1909–1990), österreichischer Politiker (KPÖ)
- Fellinger, Franz (1865–1940), österreichischer Geistlicher, Theologe und Bischof im Patriarch von Jerusalem
- Fellinger, Hans (1914–1974), österreichischer Pädagoge und Erwachsenenbildner
- Fellinger, Hermann (1884–1957), deutscher Ministerialbeamter und Manager
- Fellinger, Johann (1913–1988), österreichischer Gewerkschafter und Politiker, Landtagsabgeordneter der Steiermark
- Fellinger, Johann Georg (1781–1816), österreichischer Offizier und Schriftsteller
- Fellinger, Karl (1904–2000), österreichischer Internist
- Fellinger, Leo (1884–1976), österreichischer Maler
- Fellinger, Matthäus (1924–2002), österreichischer Maler, Keramiker und Zeichner
- Fellinger, Raimund (1951–2020), deutscher Lektor und Herausgeber
- Fellinger, Richard (1872–1952), deutscher Schriftsteller, Jurist, Musikwissenschaftler, Dramatiker und Leiter der wirtschaftspolitischen Abteilung der Siemenswerke
- Fellinger, Richard Albert (1848–1903), deutscher Industrieller
- Fellinger, Robert (1873–1955), deutscher Elektrotechniker und Leiter der Zentralstelle für wissenschaftliche und technische Forschungsaufgaben der Siemenswerke
- Fellini, Federico (1920–1993), italienischer Filmemacher und RegisseurFederico Fellini (1920–1993)

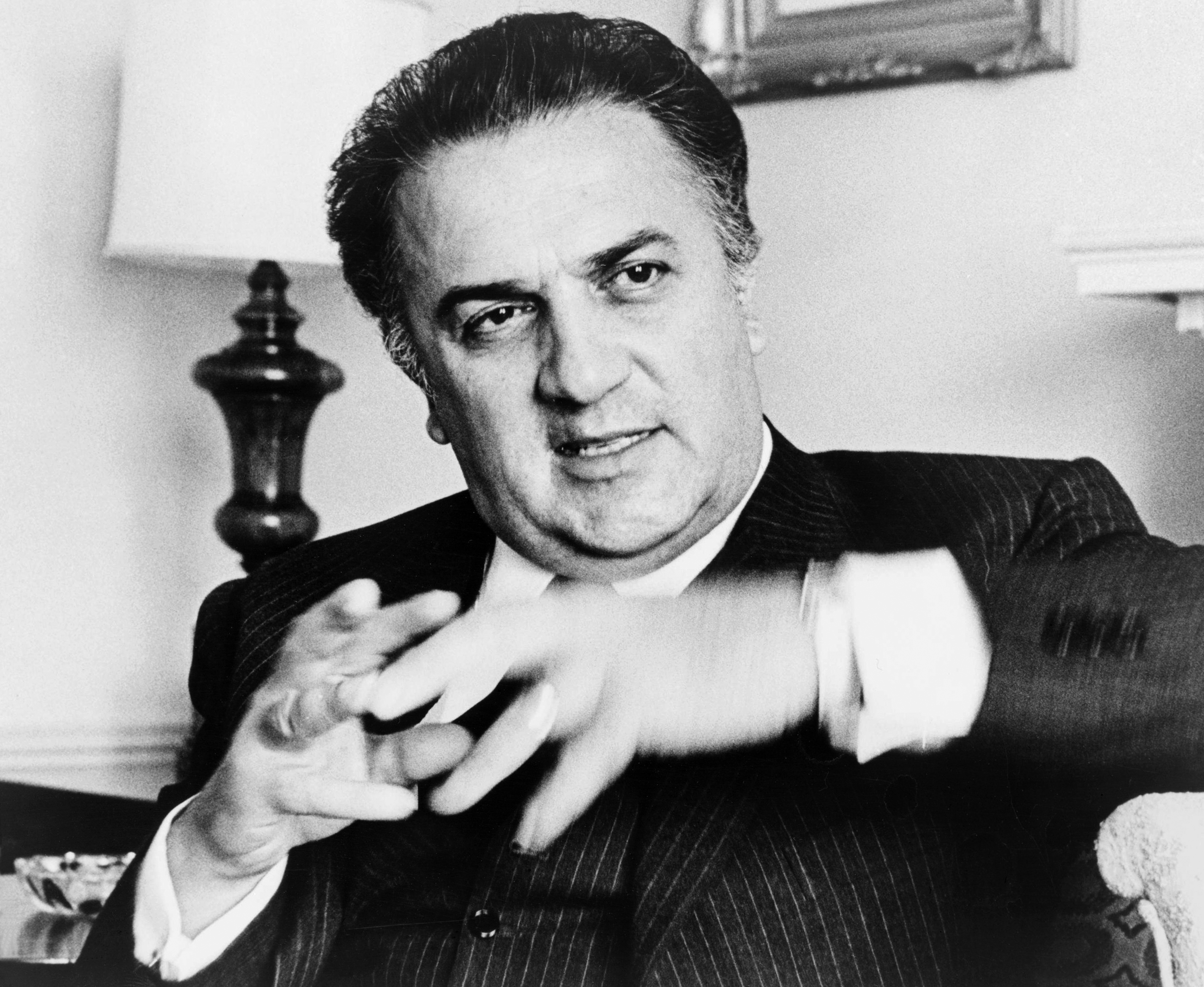
Federico Fellini (1920–1993)

- Fellini, Riccardo (1922–1991), italienischer Schauspieler und Filmregisseur
- Fellipe, Jorge (* 1988), brasilianischer Fußballspieler
- Fellisch, Alfred (1884–1973), deutscher Politiker (SPD/SED)
- Fellman, Michael (1943–2012), US-amerikanischer Historiker
- Fellmann, Aloys (1855–1892), Schweizer Maler
- Fellmann, Bernhard (1904–1984), deutscher Architekt und Maler
- Fellmann, Berthold (1938–2014), deutscher Klassischer Archäologe
- Fellmann, Christoph (* 1970), Schweizer Autor und Kulturproduzent
- Fellmann, Daniel (* 1984), Schweizer Handballspieler
- Fellmann, Ellen (* 1968), deutsche Komponistin und Regisseurin
- Fellmann, Emil (1927–2012), Schweizer Wissenschaftshistoriker
- Fellmann, Ferdinand (1939–2019), deutscher Philosoph
- Fellmann, Klaus (* 1941), Schweizer Politiker (CVP)
- Fellmann, Michael (* 1969), deutscher Segelsportler
- Fellmann, Richard (1908–1994), deutscher Politiker (CDU), MdL
- Fellmann, Rudolf (1925–2013), Schweizer Provinzialrömischer Archäologe
- Fellmann, Ulrich (1935–2022), deutscher Bibliothekar
- Fellmann, Walter (1931–2011), deutscher Historiker
- Fellmann, Walter (* 1955), Schweizer Rechtswissenschaftler
- Fellmer, Emanuel (* 1986), deutscher Schauspieler
- Fellmer, Helmut (1908–1977), deutscher Kapellmeister und Chordirektor
- Fellmer, Hermann Eduard Wilhelm (1829–1864), Hamburger Jurist
- Fellmer, Johannes (1863–1939), sächsischer Generalleutnant und Feldzeugmeister
- Fellmer, Tim-Thilo (* 1967), deutscher Kinderbuchautor und Alphabetisierungsreferent
- Fellmeth, Ulrich (* 1954), deutscher Althistoriker, Archivar und Museumsleiter
- Fellner, Adam (* 1993), tschechischer Skilangläufer
- Fellner, Anton (1927–1997), österreichischer Journalist, Generalsekretär der Wiener Diözesansynode
- Fellner, Astrid M., österreichische Nordamerikanistin und Hochschullehrerin
- Fellner, Christian Alexander (1800–1883), deutscher Kaufmann, Botaniker, Waffensammler und Mäzen
- Fellner, Christina (* 1973), deutsche Eishockeyspielerin
- Fellner, Constantin (1761–1848), Bankier und Politiker Freie Stadt Frankfurt
- Fellner, Daniel (* 1977), österreichischer Politiker (SPÖ), Landesrat
- Fellner, Daniel (* 1988), österreichischer Musiker und ProduzentDaniel Fellner (* 1988)

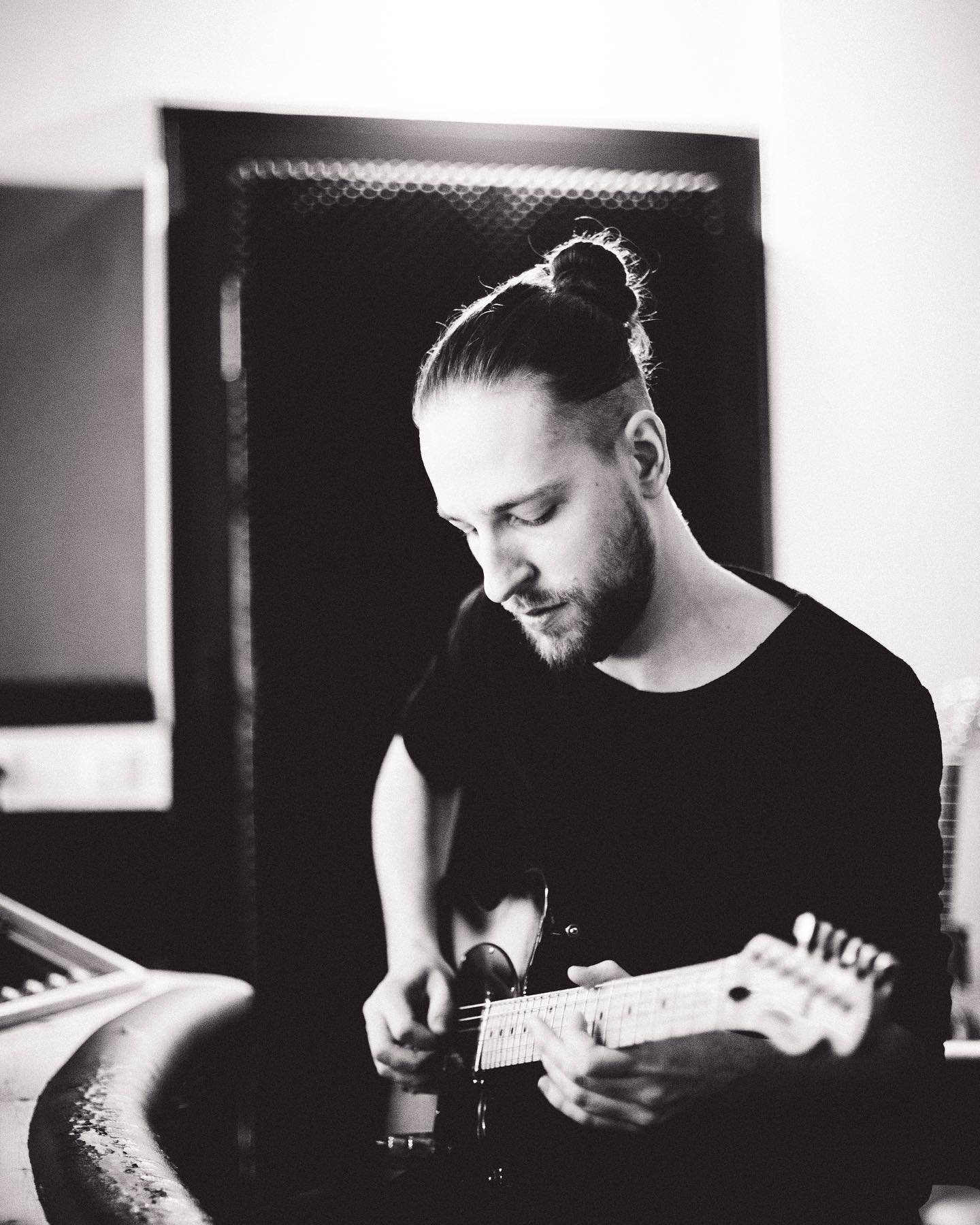
Daniel Fellner (* 1988)

- Fellner, Dieter W. (* 1958), österreichischer Mathematiker
- Fellner, Eric (* 1960), britischer Filmproduzent
- Fellner, Erika (* 1934), deutsche Politikerin (SPD), MdL
- Fellner, Ernst, österreichischer Eiskunstläufer
- Fellner, Esther (* 1956), Schweizer Sängerin
- Fellner, Ferdinand (1799–1859), deutscher Illustrator, Zeichner und Maler
- Fellner, Ferdinand der Ältere (1815–1871), österreichischer Architekt
- Fellner, Ferdinand der Jüngere (1847–1916), österreichischer Architekt
- Fellner, Fritz (1922–2012), österreichischer Historiker
- Fellner, Gerhard (* 1970), österreichischer Fußballspieler- und Trainer
- Fellner, Hannes (* 1980), österreichischer Sprachwissenschaftler
- Fellner, Helmuth (* 1956), österreichischer Medienunternehmehmer und Medienmanager
- Fellner, Hermann (1878–1936), deutscher Filmproduzent
- Fellner, Hermann (1950–2020), deutscher Politiker (CSU), MdB
- Fellner, Irmgard Maria, deutsche Diplomatin
- Fellner, Jakob (1722–1780), deutsch-mährischer Barockbaumeister in Ungarn
- Fellner, Josef (1909–1964), österreichischer Komponist
- Fellner, Julia (* 1980), österreichische Verbandsfunktionärin
- Fellner, Karin (* 1970), deutsche Dichterin, Schriftstellerin und Übersetzerin
- Fellner, Karl Konstanz Viktor (1807–1866), Bürgermeister von Frankfurt am Main
- Fellner, Leopold (1921–1992), österreichischer Architekt
- Fellner, Ludwig (1917–2006), deutscher Landschaftsmaler
- Fellner, Michael (1841–1912), österreichischer Architekt
- Fellner, Michael (1901–1998), deutscher Verwaltungsjurist
- Fellner, Niki (* 1985), österreichischer Moderator und Chefredakteur
- Fellner, Rosie (* 1978), englisch-irische Schauspielerin und Filmproduzentin
- Fellner, Sabine (* 1959), österreichische Kunsthistorikerin, Kuratorin und Autorin
- Fellner, Stefan (* 1986), deutscher Eishockeyspieler
- Fellner, Susanne (* 1985), deutsche Eishockeyspielerin
- Fellner, Thomas (1852–1904), österreichischer Archivar, Historiker und Hochschullehrer
- Fellner, Till (* 1972), österreichischer Pianist
- Fellner, Uschi (* 1962), österreichische Journalistin
- Fellner, William J. (1905–1983), US-amerikanischer Wirtschaftswissenschaftler
- Fellner, Wolfgang (* 1954), österreichischer Journalist und MedienunternehmerWolfgang Fellner (* 1954)

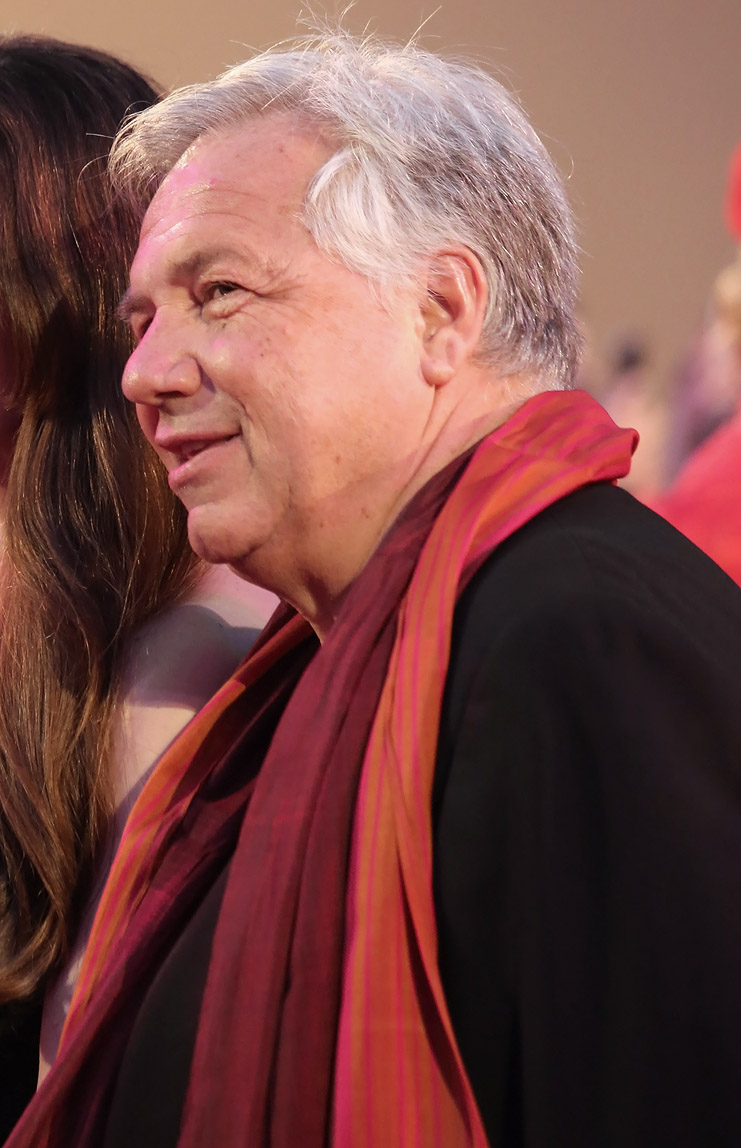
Wolfgang Fellner (* 1954)

- Fellner-Feldegg, Ferdinand von (1855–1936), österreichischer Autor und Architekt
- Fellon, Lorenzo (* 2004), französischer Motorradrennfahrer
- Fellot, Jean (1905–1967), französischer Organist und Musikpädagoge
- Fellous, Maurice (1925–2015), französischer Kameramann
- Fellous, Roger (1919–2006), französischer Kameramann
- Fellow, Thomas (* 1966), deutscher Gitarrist
- Fellowes, Ailwyn, 1. Baron Ailwyn (1855–1924), britischer Politiker, Unterhausabgeordneter und Peer
- Fellowes, Daisy (1890–1962), französische Autorin und Mode-Ikone
- Fellowes, Julian (* 1949), britischer Filmschauspieler, Drehbuch- und Romanautor sowie Life PeerJulian Fellowes (* 1949)

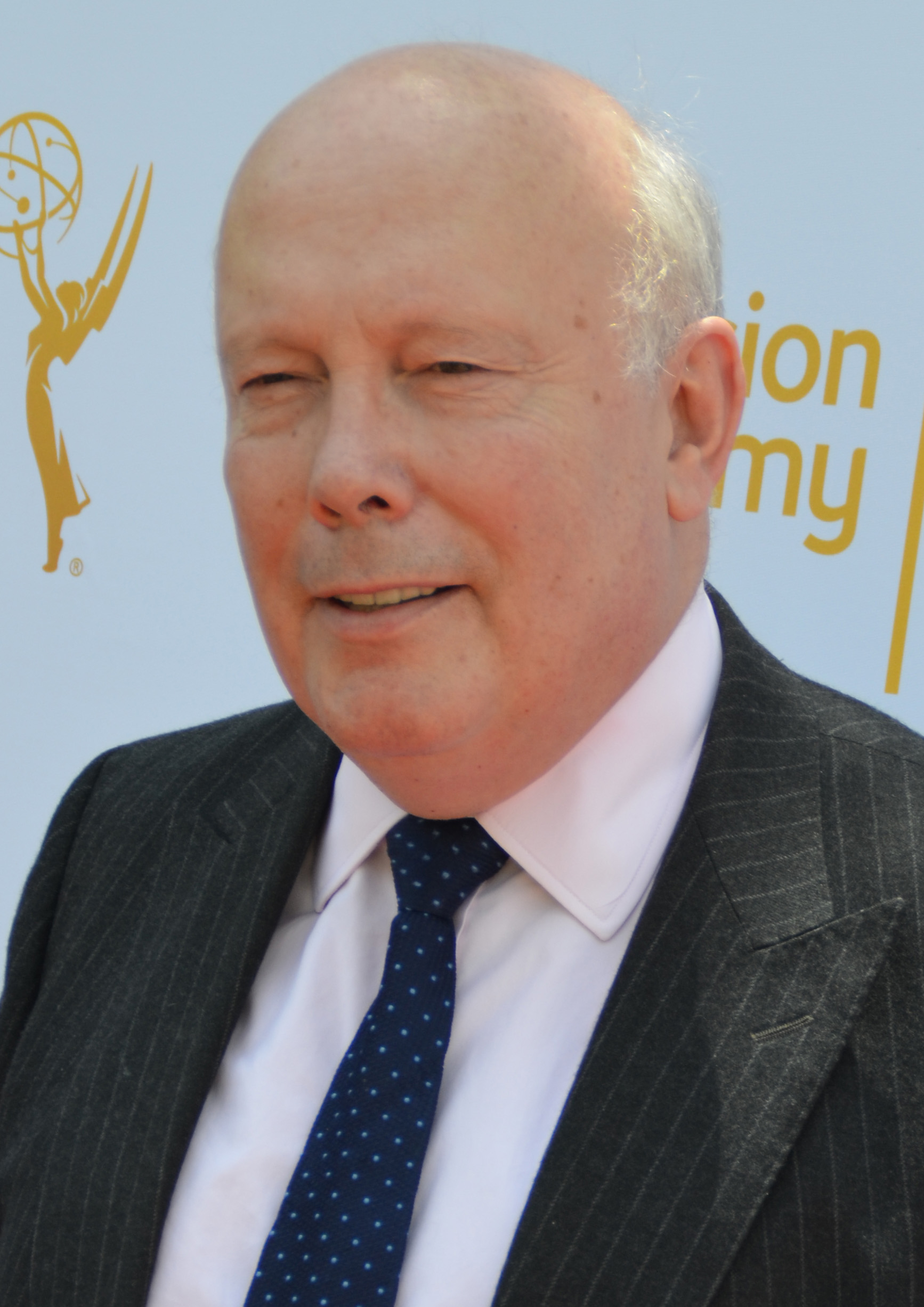
Julian Fellowes (* 1949)

- Fellowes, Robert, Baron Fellowes (1941–2024), britischer Politiker und Unternehmer
- Fellows, Charles (1799–1860), britischer Forschungsreisender und Archäologe
- Fellows, Don (1922–2007), US-amerikanischer Schauspieler
- Fellows, Edith (1923–2011), US-amerikanische Schauspielerin
- Fellows, Erik (* 1981), US-amerikanisches Model und Schauspieler
- Fellows, Frank (1889–1951), US-amerikanischer Politiker
- Fellows, John R. (1832–1896), US-amerikanischer Offizier, Jurist und Politiker
- Fellows, Marion (* 1949), britische Politikerin
- Fellows, Michael (* 1952), US-amerikanisch-australisch-kanadischer Informatiker und Mathematiker
- Fellows, Raymond (1885–1957), US-amerikanischer Richter und Politiker
- Fellows, Ron (* 1959), kanadischer Autorennfahrer und Unternehmer
- Fellows, Scott (* 1965), amerikanischer Drehbuchautor und Fernsehproduzent
- Fellows, Simon, britischer Filmregisseur
- Fellure, Jack (1931–2022), US-amerikanischer Politiker
- Fellwöck, Johann Georg (1728–1810), deutscher Mechaniker
- Fellwock, Ottilie (* 1877), österreichische Opernsängerin (Alt)

### Felm
- Felmayer, Johanna (1927–2000), österreichische Kunsthistorikerin
- Felmayer, Rudolf (1897–1970), österreichischer Schriftsteller
- Felmberg, Bernhard (* 1965), deutscher evangelischer Theologe
- Felmy, Gerhard (1891–1955), deutscher Generalmajor
- Felmy, Hansjörg (1931–2007), deutscher Theater- und FilmschauspielerHansjörg Felmy (1931–2007)

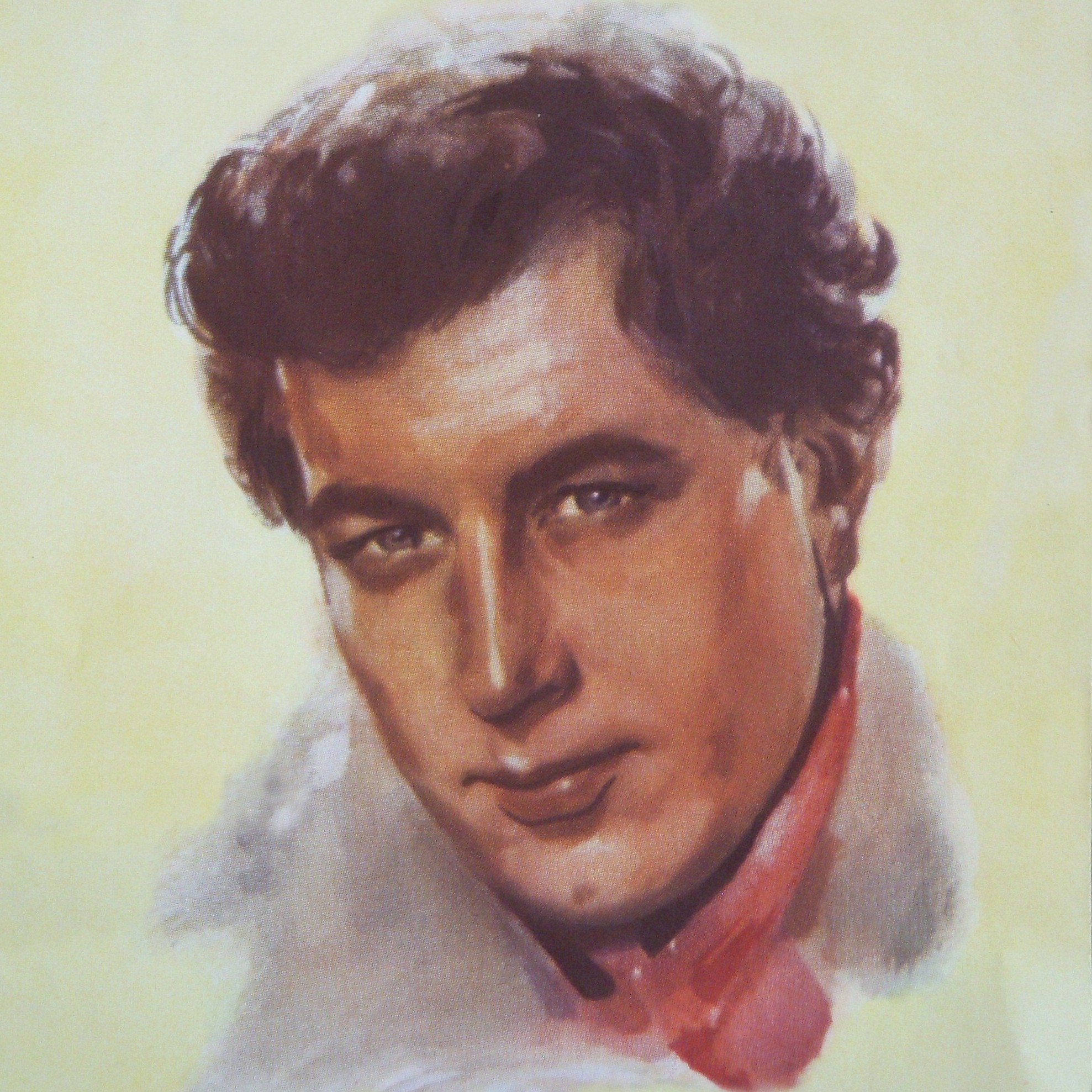
Hansjörg Felmy (1931–2007)

- Felmy, Hellmuth (1885–1965), deutscher General der Flieger im Zweiten Weltkrieg
- Felmy, Karl Christian (1938–2023), deutscher evangelischer Theologe
- Felmy, Max (1877–1965), deutscher Schauspieler und Opernsänger (Tenor)

### Feln
- Felner, Peter Paul (1884–1927), österreichischer Filmregisseur, Drehbuchautor und Filmproduzent
- Felnhofer, Anna (* 1984), österreichische Psychologin und Schriftstellerin

### Felo
- Felo (* 1936), spanischer Fußballspieler
- Félon, Joseph (1818–1896), französischer Maler, Bildhauer, Lithograf und Glasmaler
- Felotti, Roberta (* 1964), italienische Schwimmerin

### Fels
- Fels, Andreas (* 1972), deutscher Autor, Werbetexter und Grafiker
- Fels, Carl Leonhard Samuel Colonna von (1674–1752), schlesischer Adliger, Landrechtsbeisitzer und Landesältester der Fürstentümer Oppeln-Ratibor
- Fels, Eberhard M. (1924–1970), deutscher Wirtschaftswissenschaftler
- Fels, Edwin (1888–1983), deutscher Geograph
- Fels, Franz Rudolf (1675–1758), Schweizer Jurist und Magistrat
- Fels, Friedrich M., österreichischer Journalist
- Fels, Gerhard (1939–2025), deutscher Wirtschaftswissenschaftler und NationalökonomGerhard Fels (1939–2025)

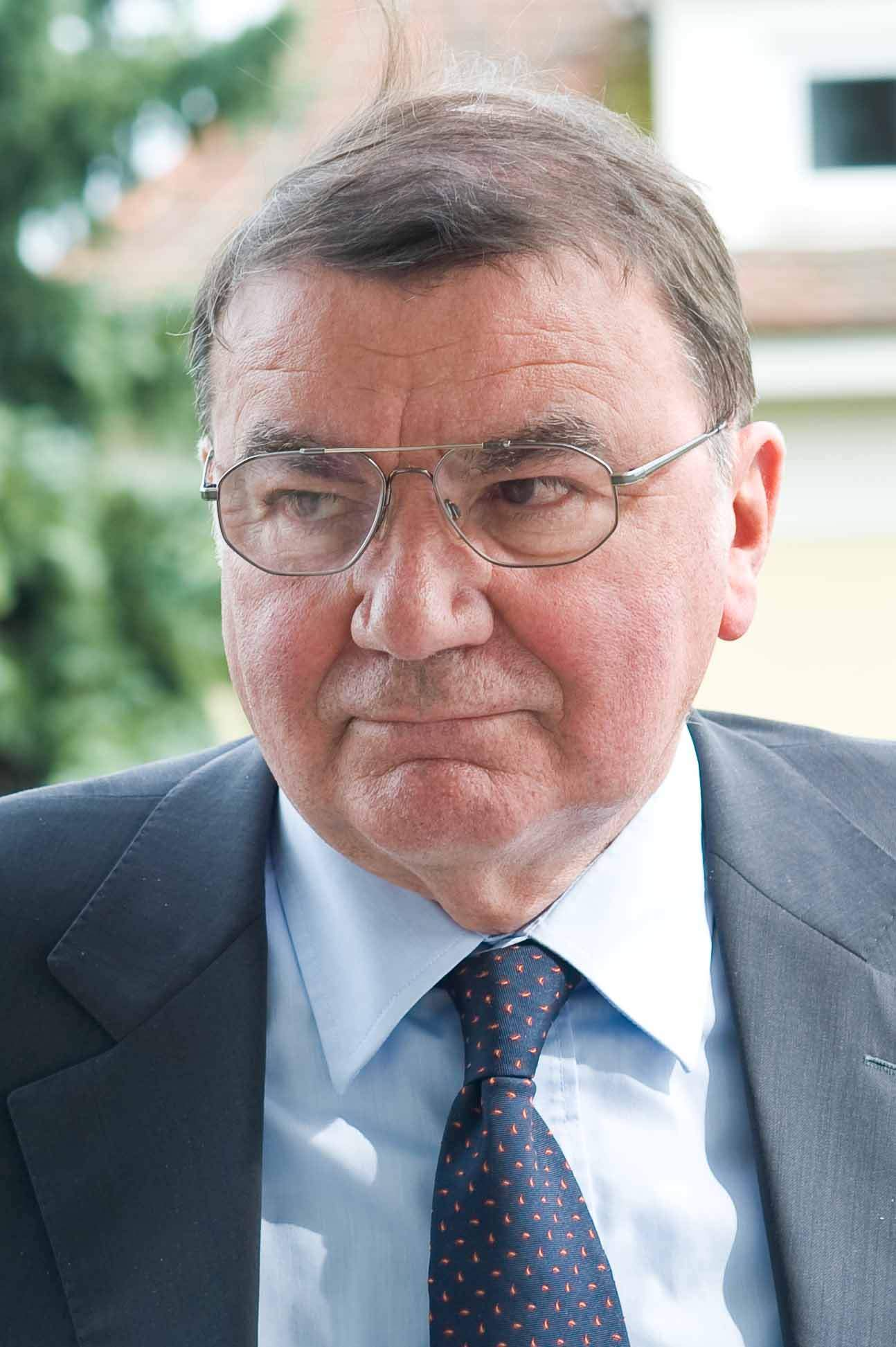
Gerhard Fels (1939–2025)

- Fels, Gregor (* 1946), deutscher Chemiker (Organische Chemie)
- Fels, Gustav (1842–1922), deutscher Verwaltungsjurist, Bürgermeister von Lehe
- Fels, Hermann von (1766–1838), Schweizer Kaufmann oder Politiker
- Fels, Kaspar von (1668–1752), Schweizer Bürgermeister
- Fels, Laurent (* 1984), luxemburgischer Autor und Herausgeber
- Fels, Leonhard von (1497–1545), österreichischer Obersthofmeister
- Fels, Lucas (* 1962), deutscher Cellist und Hochschullehrer
- Fels, Ludwig (1946–2021), deutscher Schriftsteller
- Fels, Michel-André (* 1960), Schweizer Jurist und interim Bundesanwalt
- Fels, Peter von (1907–1982), Schweizer Maler, Mosaikkünstler, Holzschneider und Musiker
- Fels, Roderich (1844–1883), österreichischer Schauspieler, Dramaturg, Dramatiker und Librettist
- Fels-Kupferschmidt, Annetje (1914–2001), deutsch-niederländische Holocaustüberlebende, Mitgründerin des Nederlands Auschwitz Comité
- Fels-Kuratle, Irene (1918–2007), Schweizer Malerin, Mosaizistin, Holzschneider und Autorin
- Fels-Zollikofer, David (1719–1794), Schweizer evangelischer Geistlicher
- Felsberg, Ulrich (* 1952), deutscher Filmproduzent
- Felsburg, Albrecht Steiner von (1838–1905), österreichischer Maler und Architekt
- Felsby, Mogens (1929–2022), dänischer Badmintonspieler
- Felsch, Fiete (* 1967), deutscher Jazzmusiker und Hochschullehrer
- Felsch, Friedhelm (1931–2003), deutscher Politiker (SPD)
- Felsch, Harald (* 1942), deutscher Kampfsporttrainer und Judoka
- Felsch, Hartmut (* 1941), deutscher Fußballspieler
- Felsch, Heinz (1922–2016), deutscher Maler und Grafiker
- Felsch, Joachim (* 1955), deutscher Jurist und Richter am Bundesgerichtshof
- Felsch, Johannes (1882–1952), deutsch-chilenischer Geologe
- Felsch, Philipp (* 1972), deutscher Historiker und KulturwissenschaftlerPhilipp Felsch (* 1972)

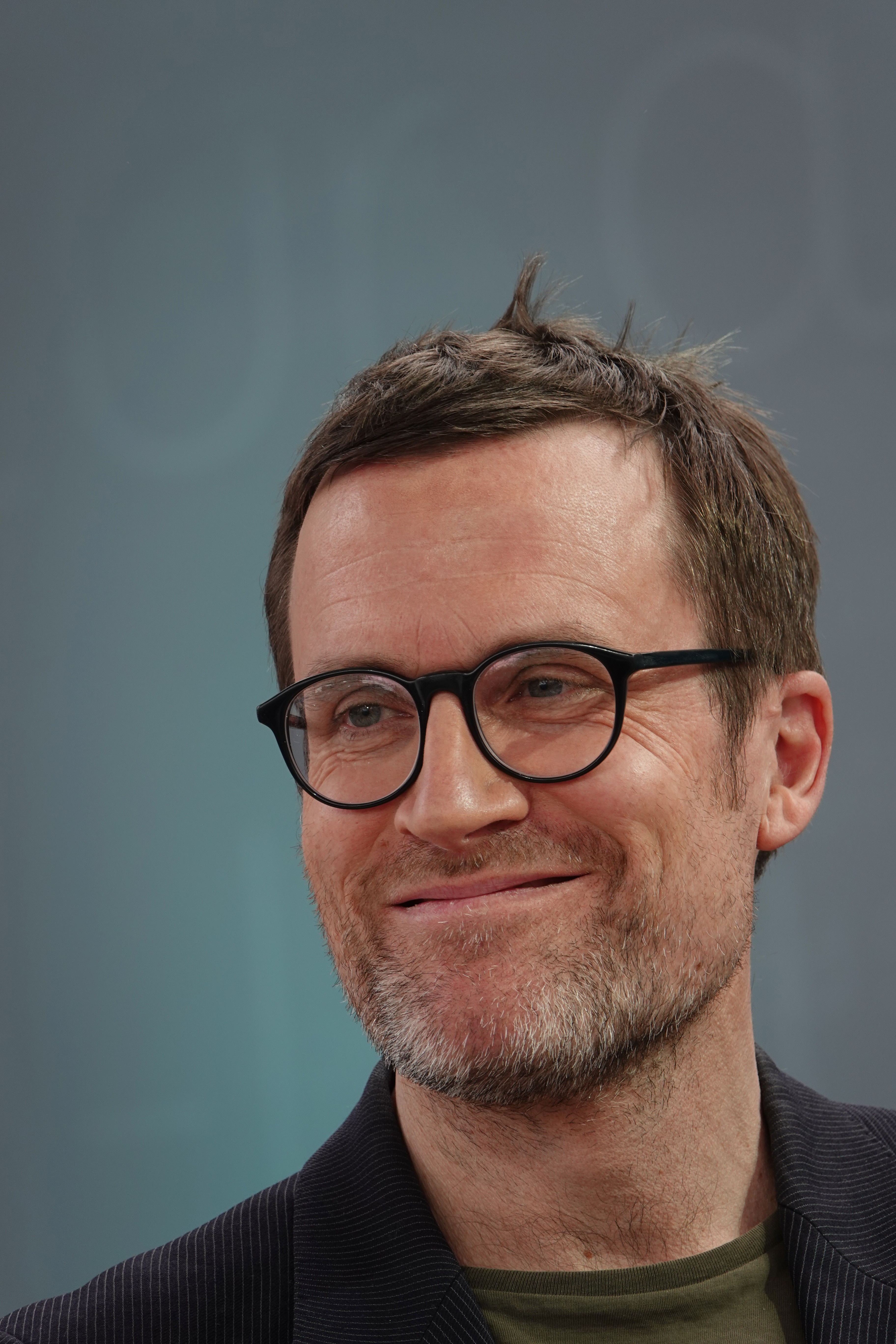
Philipp Felsch (* 1972)

- Felsche, Wilhelm (1798–1867), Leipziger Konditor und Schokoladenfabrikant
- Felscher, Johannes (* 1983), deutscher Jazzmusiker (Kontrabass, E-Bass, Komposition)
- Felscher, Walter (1931–2000), deutscher Mathematiker
- Felscherinow, Christiane (* 1962), deutsche Autorin
- Felschtinski, Juri Georgijewitsch (* 1956), sowjetisch-US-amerikanischer Historiker
- Felsegg, Gertrud, deutsche Theaterschauspielerin
- Felsen, Gisa (* 1874), österreichische Theaterschauspielerin
- Felsen, Hans-Jürgen (* 1940), deutscher Leichtathlet
- Felsen, Leopold B. (1924–2005), US-amerikanischer Physiker
- Felsenbaum, Michael (* 1951), israelischer jiddischsprachiger Schriftsteller
- Felsenburg, Claire (1911–2002), österreichische Emigrantin und Autorin
- Felsenburg, Stephanie (1902–1977), österreichische Ärztin und Individualpsychologin
- Felseneck, Marie von (1847–1926), deutsche Schriftstellerin
- Felsenfeld, Gary (1929–2024), US-amerikanischer Molekularbiologe
- Felsenstein, Anneliese (1918–1981), österreichische Schriftstellerin
- Felsenstein, Christoph (* 1946), deutscher Schauspieler und Nautiker
- Felsenstein, Johannes (1944–2017), deutscher Intendant, Generalintendant und Opernregisseur
- Felsenstein, Joseph (* 1942), US-amerikanischer Biologe
- Felsenstein, Lee (* 1945), US-amerikanischer Computer-Entwickler
- Felsenstein, Walter (1901–1975), österreichischer RegisseurWalter Felsenstein (1901–1975)

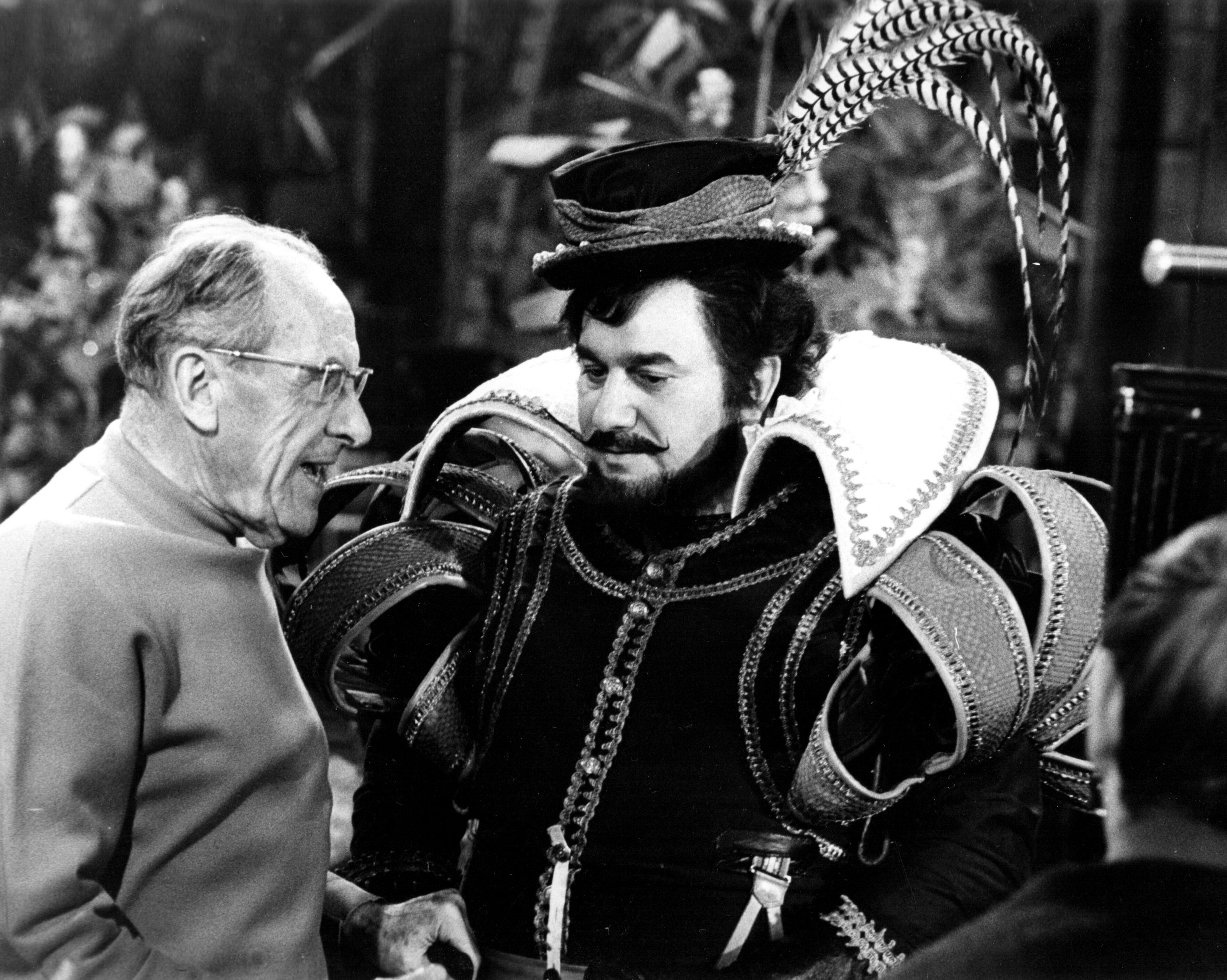
Walter Felsenstein (1901–1975)

- Felsenthal, Bernhard (1822–1908), US-amerikanischer Rabbiner deutscher Herkunft
- Felser, Catharina (* 1982), deutsche Rennfahrerin und Moderatorin
- Felser, Claudia (* 1962), deutsche Chemikerin
- Felser, Frida (1872–1941), deutsche Opernsängerin (Sopran)
- Felser, Karloskar (1911–1978), österreichischer Geologe und Paläontologe
- Felser, Peter (* 1969), deutscher Politiker (AfD), MdB
- Felsheim, Georg, deutscher Diplomat
- Felsing, Jakob (1802–1883), deutscher Kupferstecher
- Felsing, Johann Conrad (1766–1819), Kupferstecher und Kupferdrucker
- Felsing, Johann Heinrich (1800–1875), Kupferstecher und Kupferdrucker
- Felsing, Otto (1831–1878), deutscher Kupferdrucker und Kupferstecher
- Felsing, Otto (1854–1920), deutscher Schriftsteller
- Felsinger, Benedikt (* 1965), österreichischer Prämonstratenser-Chorherr und Autor
- Felsinger, Leonhard (1888–1958), österreichischer Politiker (fraktionslos), Mitglied des Bundesrates
- Felsinger, Norbert (* 1939), österreichischer Eiskunstläufer
- Felske, Günter (* 1924), deutscher Tischtennisspieler
- Felske, Paul (1838–1914), deutscher Liedtexter und der Verfasser des Textes des Westpreußenliedes
- Felski, Sven (* 1974), deutscher Eishockeyspieler, -trainer und -funktionärSven Felski (* 1974)

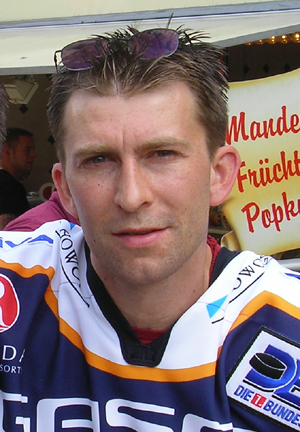
Sven Felski (* 1974)

- Felsko, Johann Daniel (1813–1902), deutsch-baltischer Architekt, Stadtplaner und Stadtbaumeister von Riga
- Felsko, Oskar (1848–1921), deutsch-baltischer Porträtmaler der Düsseldorfer Schule und Zeichenlehrer
- Felskowsky, Thomas (* 1960), deutscher Politiker (CDU), MdHB
- Felsmann, József (1835–1929), ungarischer Lehrer und Autor
- Felsmann, Klaus-Dieter (* 1951), deutscher Filmpublizist und Medienpädagoge
- Felsner, Hermann (1889–1977), österreichischer Fußballtrainer
- Felsner, Johannes (* 1998), österreichischer Fußballspieler
- Felßner, Günther (* 1966), deutscher Landwirt, Bauernfunktionär und Politiker (CSU)
- Felst, Rolf (* 1935), deutscher experimenteller Teilchenphysiker
- Felstehausen, Torsten (* 1965), deutscher Politiker (Die Linke)
- Felstiner, Bill (* 1929), US-amerikanischer Rechtssoziologe

### Felt
- Felt, Andrew J. (1833–1912), US-amerikanischer Politiker
- Felt, Dorr Eugene (1862–1930), US-amerikanischer Erfinder und Industrieller
- Felt, George Henry (* 1831), US-amerikanischer Ingenieur, Erfinder, Ägyptologe, Freimaurer und Theosoph
- Felt, Harry D. (1902–1992), US-amerikanischer Admiral
- Felt, Mark (1913–2008), US-amerikanischer FBI-Agent, Informant in der Watergate-AffäreMark Felt (1913–2008)

Mark Felt (1913–2008)

- Felt, Silvia (* 1977), deutsche Triathletin
- Felt, Ulrike (* 1957), österreichische Physikerin, Wissenschaftsforscherin
- Felten, Edward W. (* 1963), amerikanischer Informatiker
- Felten, Florens (* 1941), deutscher Klassischer Archäologe
- Felten, Franz Josef (* 1946), deutscher Historiker
- Felten, Heinz (1922–2000), deutscher Zoologe
- Felten, Josef (1799–1880), deutscher Architekt
- Felten, Margrith von (* 1944), Schweizer Politikerin (SP, BastA)
- Felten, Monika (* 1965), deutsche Jugendbuch- und Fantasy-Autorin
- Felten, Peter (* 1965), deutscher Diplomat
- Felten, Wilhelm (1856–1929), deutscher Historiker
- Feltes, Eric, US-amerikanischer Schauspieler, Drehbuchautor und Filmproduzent
- Feltes, Hans-Jörg (* 1959), deutscher Volleyballspieler
- Feltes, Thomas (* 1951), deutscher Kriminologe und JuristThomas Feltes (* 1951)

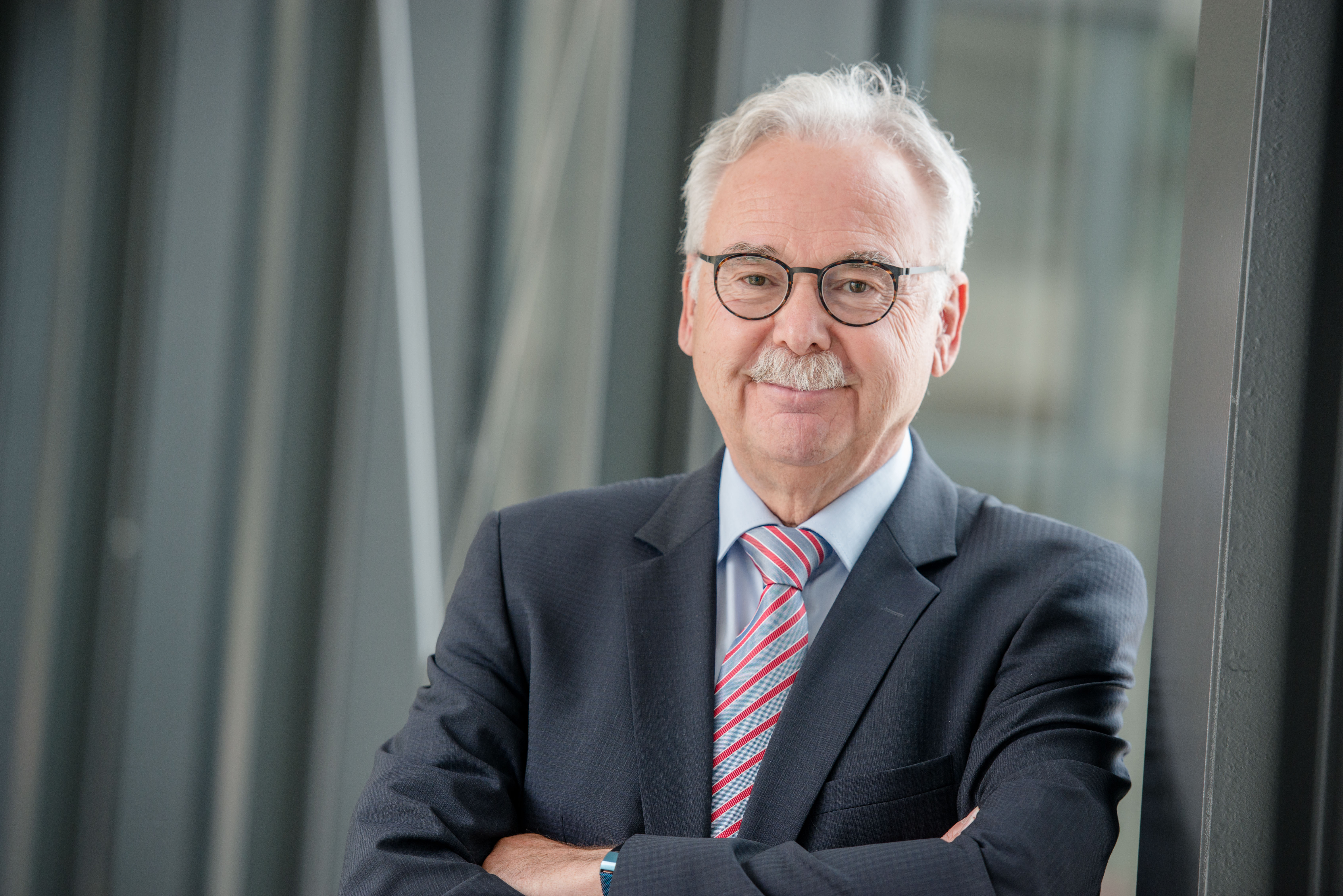
Thomas Feltes (* 1951)

- Feltham, Mark (* 1955), britischer Bluesmusiker
- Feltin, Maurice (1883–1975), französischer Geistlicher, Erzbischof von Paris und Kardinal
- Feltl, Martin (1714–1782), österreichischer Glockengießer
- Felton, Alice, britische Szenenbildnerin
- Felton, Charles N. (1832–1914), US-amerikanischer Politiker (Republikanische Partei)
- Felton, Cornelius Conway (1807–1862), US-amerikanischer Literaturwissenschaftler
- Felton, Daniel (* 1955), US-amerikanischer Geistlicher, römisch-katholischer Bischof von Duluth
- Felton, John, englischer Ritter und Militär
- Felton, John († 1628), englischer Puritaner und Attentäter
- Felton, Lavelle (1979–2009), US-amerikanischer Basketballspieler
- Felton, Lloyd (1885–1953), amerikanischer Bakteriologe und Immunologe
- Felton, Mark (* 1974), britischer Historiker und Autor
- Felton, Norman (1913–2012), britischer Fernsehproduzent
- Felton, Raymond (* 1984), US-amerikanischer Basketballspieler
- Felton, Rebecca Ann Latimer (1835–1930), US-amerikanische Politikerin
- Felton, Samuel (1926–2015), US-amerikanischer Hammerwerfer
- Felton, Tom (* 1987), britischer SchauspielerTom Felton (* 1987)

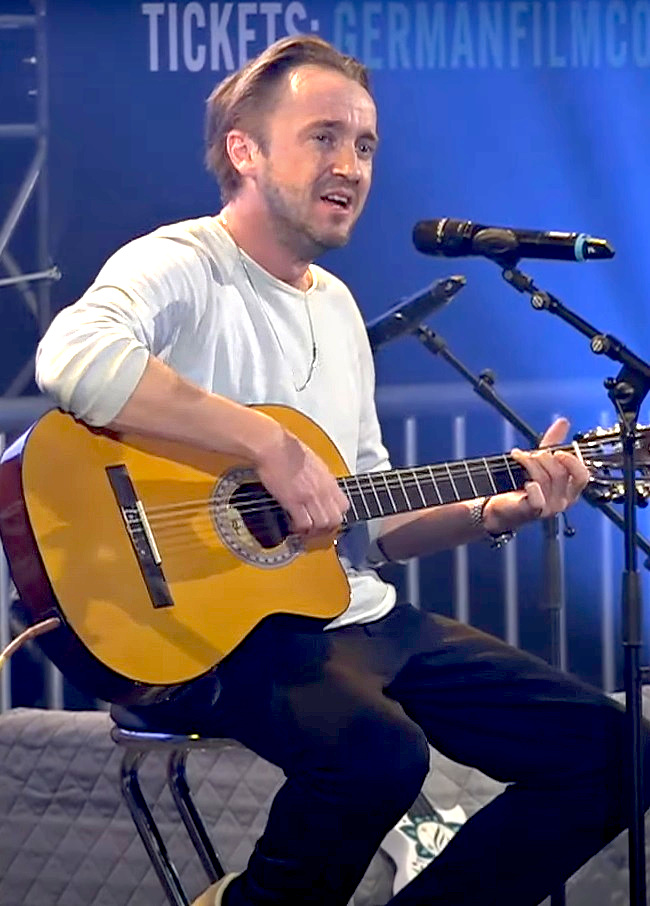
Tom Felton (* 1987)

- Felton, Verna (1890–1966), US-amerikanische Schauspielerin und Synchronsprecherin
- Felton, William Harrell (1823–1909), US-amerikanischer Politiker
- Feltri, Vittorio (* 1943), italienischer Journalist
- Feltrinelli, Antonio (1887–1942), italienischer Unternehmer, Maler und Mäzen
- Feltrinelli, Giangiacomo (1926–1972), italienischer Verleger
- Feltrinelli, Inge (1930–2018), deutsch-italienische Fotografin und Verlegerin
- Feltrup, Johann (1886–1973), deutscher lutherischer Theologe
- Felts, Derrell, US-amerikanischer Rockabilly-Musiker
- Felts, Narvel (* 1938), US-amerikanischer Country- und Rockabilly-Musiker
- Feltscher, Frank (* 1988), schweizerisch-venezolanischer Fußballspieler
- Feltscher, Rolf (* 1990), venezolanisch-schweizerischer FussballspielerRolf Feltscher (* 1990)

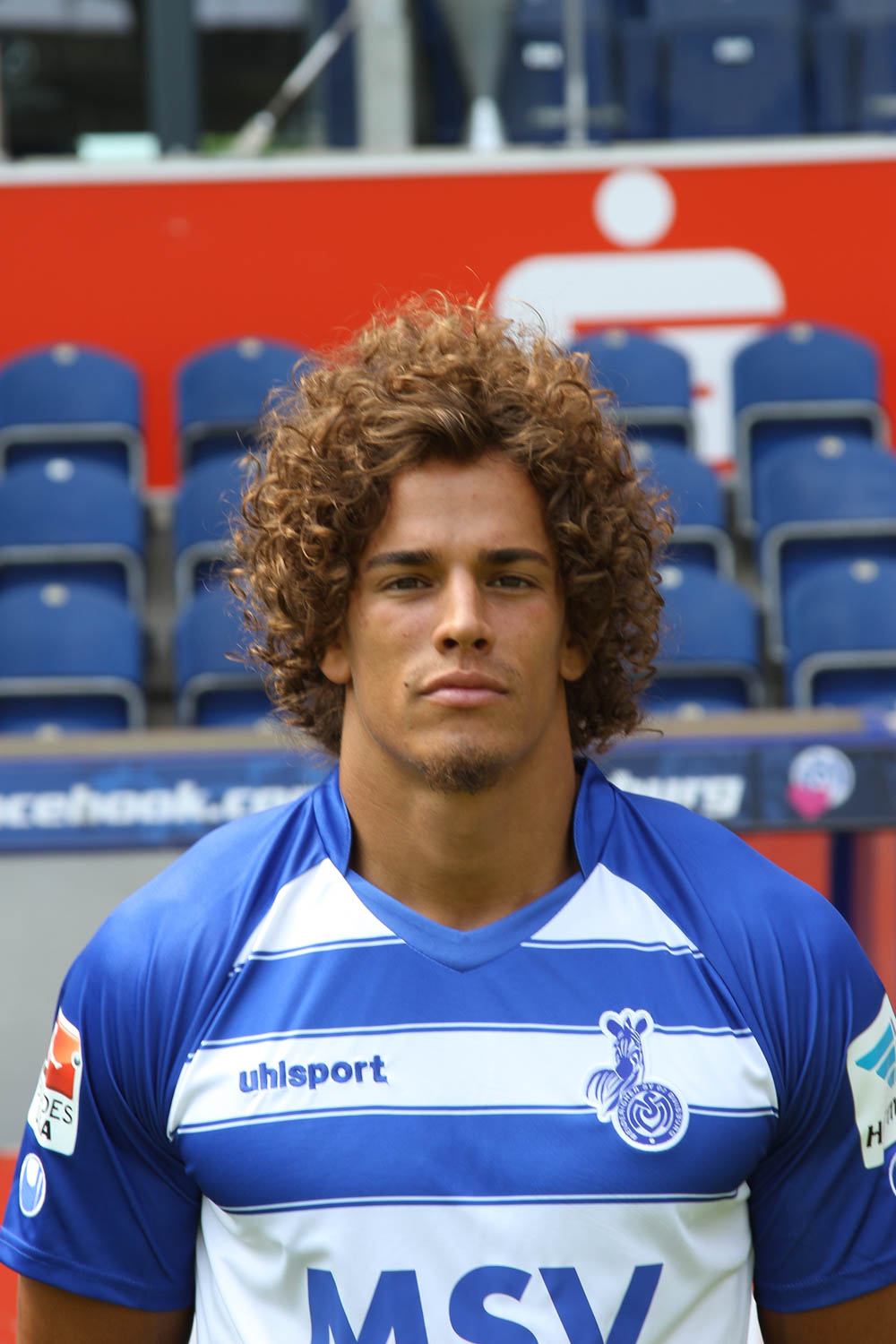
Rolf Feltscher (* 1990)

- Feltscher-Beeli, Binia (* 1978), Schweizer Curlerin
- Feltsman, Vladimir (* 1952), russisch-amerikanischer klassischer Pianist
- Feltus, Harlan Ross (1939–2003), US-amerikanischer Künstler, Designer und Fotograf
- Felty, Janice, US-amerikanische Sängerin
- Felty, M. Steven, US-amerikanischer Schauspieler und Synchronsprecher
- Feltz, Eberhard (* 1937), deutscher Violin- und Kammermusikpädagoge
- Feltz, Gabriel (* 1971), deutscher Dirigent
- Feltz, Kerstin (* 1962), deutsche Cellistin
- Feltz, Kurt (1910–1982), deutscher Schlagertexter

### Felu
- Felugo, Maurizio (* 1981), italienischer Wasserballspieler

### Felx
- Felx, Amélie, kanadische Badmintonspielerin

### Felz
- Felz, Achim (1933–2024), deutscher Architekt
- Felz, Eberhard (* 1938), deutscher Gebrauchsgrafiker
- Felzman, Oskar Borissowitsch (1921–2013), ukrainisch-russischer Komponist
- Felzmann, Anna (* 1992), deutsche Stabhochspringerin
- Felzmann, Carina (* 1965), österreichische Unternehmerin und Politikerin (ÖVP), Abgeordnete zum Nationalrat
- Felzmann, Erwin (* 1937), österreichischer Jurist
- Felzmann, Friedrich (* 1951), österreichischer mutmaßlicher Doppelmörder
- Felzmann, Fritz (1895–1980), österreichischer Arzt, Schriftsteller und Musikwissenschaftler
- Felzmann, Johannes (1898–1944), deutscher römisch-katholischer Geistlicher, Steyler Missionar und Märtyrer
- Felzmann, Maximilian (1894–1962), deutscher Offizier, zuletzt General der Artillerie im Zweiten Weltkrieg
- Felzmann, Peter Hans (* 1950), österreichischer Szenograf und Multimedia-Künstler
- Felzmann, Rudolf (1866–1937), österreichischer Politiker (DnP), Abgeordneter zum Nationalrat
- Felzmann, Rudolf (1915–2011), deutscher Heimatforscher